# Шахти Лисичанська
 Шахти Лисичанська, що працюють станом на 01.01.2020 ПАТ Лисичанськвугілля 
- Шахта імені Д. Ф. Мельникова
- Шахта імені Г. Г. Капустіна
- Шахта «Новодружеська»
- Шахта «Привільнянська»

Шахти, що вже не працюють
- Шахта «Чорноморка» 1926-

## Перша шахта Донбасу (1795)

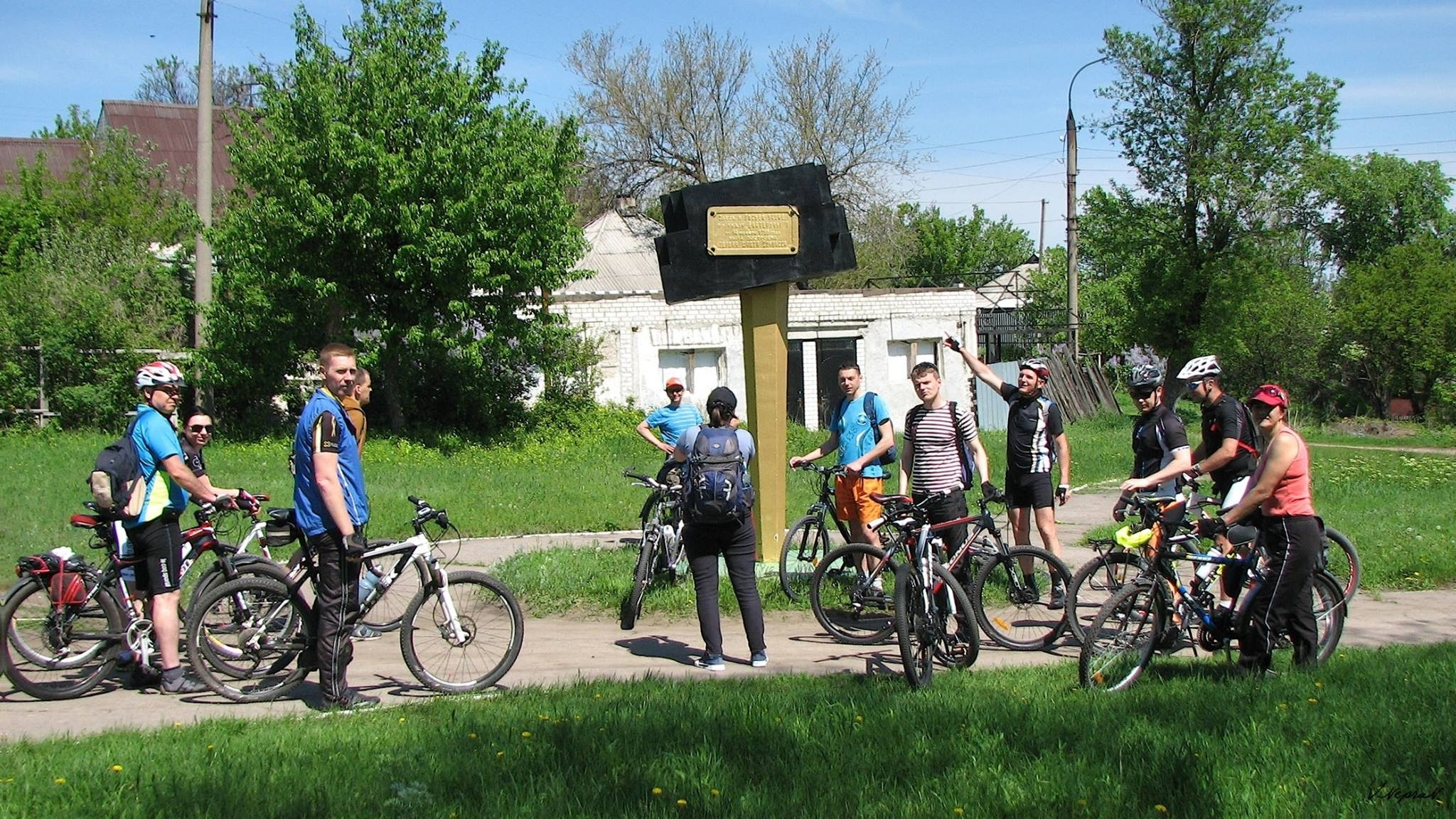
Велосипедисти біля пам'ятника

Оголеність кам'яновугільних порід і велика кількість виходів вугільних пластів на поверхню зробили відомими Лисичанські родовища досить давно, і щодо виникнення гірського промислу, Лисичанськ є колискою Донецької кам'яновугільної промисловості.
Лисича балка, що розкриває всю серію вугільних пластів головної Лисичанської свити, вперше піддалася дослідженню в 1791 році розвідувальною експедицією військово-морського відомства Російської імперії, під керівництвом інженер-капітана Чорноморського флоту Н.Ф. Аврамова, який організував тут і першу розробку кам'яного вугілля для потреб Чорноморського флоту. Первісна поверхнева розробка вугілля проводилася на виходах вугільних пластів в відслоненнях по схилах балки і складалася з неглибоких вугільних ям і похилих штолень. Розробки кам'яного вугілля Аврамовим тривали аж до 1795 року, до включення родовища в Гірське відомство. В 1795 році, з побудуванням першого на півдні Росії Луганського ливарного заводу, в Лисиче балці закладається кам'яновугільний рудник, для постачання заводу кам'яним вугіллям. У квітні 1796 року Лисичанський казенний рудник видав перший вугілля.
З надходженням Лисичанського родовища в Гірське відомство, розробка вугільних пластів стала проводитися за допомогою шахт (вертикальних колодязів). Ось як в 1829 р їх описав гірський інженер Євграф Петрович Ковалевський, який почав свою діяльність на Луганському ливарному заводі,

| З поверхні опускається до пласта шахта, що закладається завжди в хрест падіння оного; від неї в обидві сторони проводиться по простяганню пласта горизонтальний хід, від якого на кожних трьох сажнів засікаються, по повстанню і падінню пласта, поперечні орт, що з'єднуються в свою чергу поздовжнім штреком. Таким чином продовжується вироблення за допомогою горизонтальних ходів до тих пір, поки не зустрінеться перешкода від рудникового повітря. В цьому випадку, опускається нова шахта або люфтлох і роботи приймають колишній вигляд. Вугілля виймається не начисто, але значна частина оного залишається між копальневими ходами в стовпах, складових таким чином природну кріплення. Штучним чином зміцнюються одні тільки шахти; для чого вживається здебільшого дубовий ліс, дуже цінний в тутешніх місцях. Глибина шахт, згідно падіння і перегинами пластів, буває від 17-ти до 35-ти сажнів. Вони служать для підйому вугілля, відливу води, входу і виходу робітників. Все це проводиться в ящиках і цебрах, що приводяться в дію ручними і кінними воротами, у міру глибини шахт. |
В 1950-ті роки, на місці першої шахти рудника, на південному схилі балки, "Першій шахті Донбасу" («В этом овраге в 1795 г. был заложен первый рудник, положивший начало каменноугольной промышленности в Донбассе»).
За минулі роки пам'ятник кілька разів міняв свій зовнішній вигляд та місце розташування.
- М.Кулишов. Пам'ятний знак першій шахті в Донбасі (Конкурсні проєкти 1989 р.). Шахты и рудники Донбасса. https://www.donmining.info. Архів оригіналу за 11 серпня 2020. Процитовано 1 квітня 2020. {{cite web}}: Зовнішнє посилання в |publisher= (довідка)(рос.)
- М.Кулишов. Лисья балка. Памятник первой шахте Донбасса. Шахты и рудники Донбасса. https://www.donmining.info. Архів оригіналу за 8 серпня 2020. Процитовано 1 квітня 2020. {{cite web}}: Зовнішнє посилання в |publisher= (довідка)(рос.)

## Шахта 1 травня
Роки існування: 1931-1941
Нахилені стовбури під кутом 40°, довжиною 260м. Максимальна глибина 200м.
Пласт: і3.
Вугілля транспортувалось канатною дорогою до шахти Артема на відстань 1 версти.
Згадки у ЗМІ 
- Гудковский Е.П. (1993). Музей под открытым небом «И памятьожила...»(Фотоальбом). Шахты и рудники Донбасса. https://www.donmining.info. Архів оригіналу за 7 серпня 2020. Процитовано 1 квітня 2020. {{cite web}}: Зовнішнє посилання в |publisher= (довідка)(рос.)
- ПРИВОЛЬЕ, ЛИСИЧАНСКИЙ РАЙОН, ВОРОШИЛОВГРАДСКАЯ (ЛУГАНСКАЯ) ОБЛАСТЬ. Історія міст УРСР. 12.07.2018.(рос.)

 Посилання 
- на мапі Google Maps

## Шахта Аптекмана
АПТЕКМАН Абрам Гершкович
В 1901-1904 рр. арендував у "Об-ва Южно-Русской каменноуг. промышленности" Рубежанско-Донецку копь у ст. Лисичанськ Бахмутського уезда Єкатеринослав. губ.
Згадки у ЗМІ 
- А.Грибанов. История горного дела. www.mininghist.ru.(рос.)

## Шахта Артема

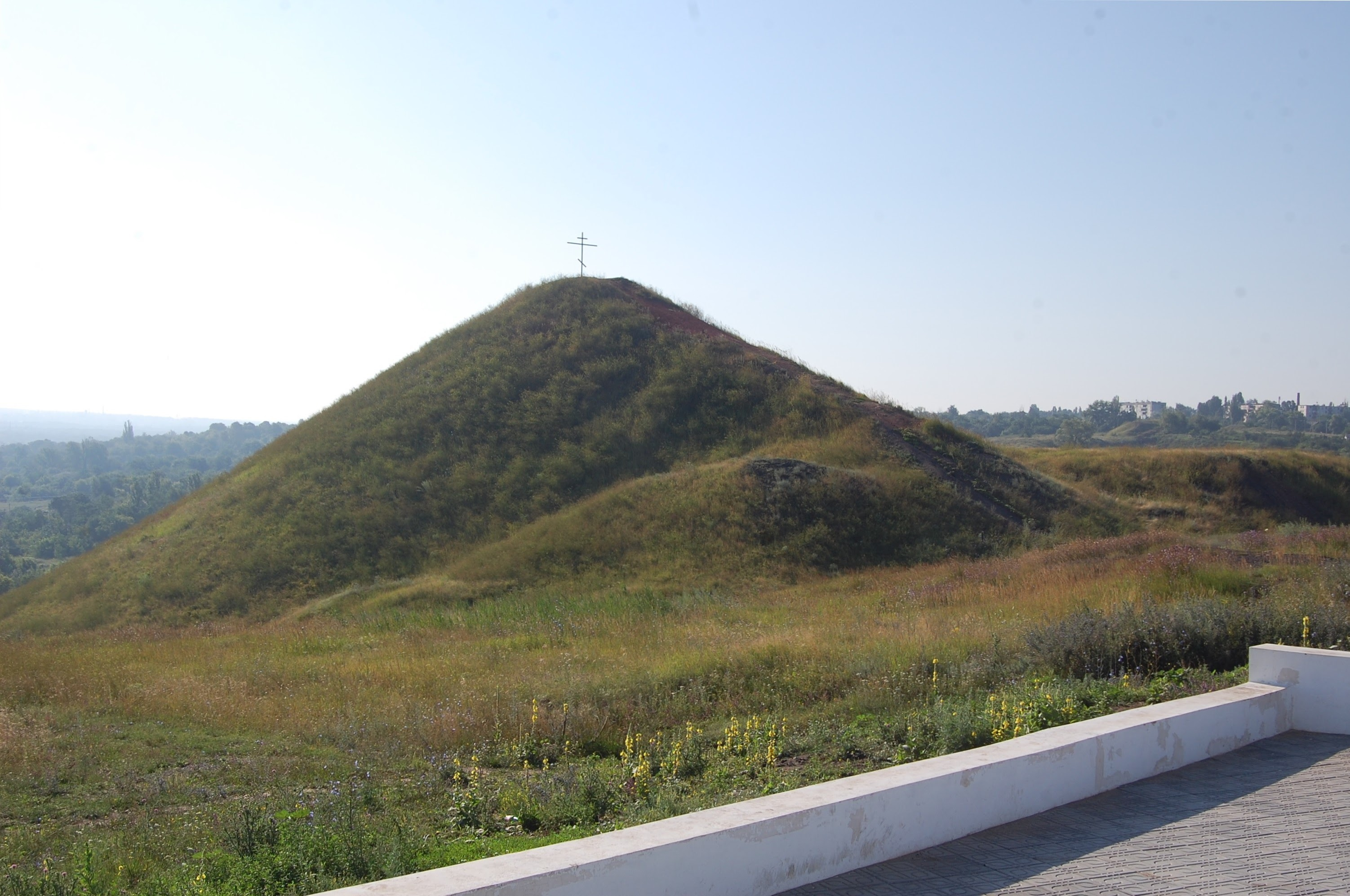
Терикон шахти ім.Артема 1926-1941

Роки існування: 1926-1941.  координати
Утворена з шахти Корунд (19хх-1925) Николо-Михайловскаго товариства.

| Вблизи с. Привольнаго, на горѣ, находятся Привольнянскія каменноугольныя копи Николо-Михайловскаго 0-ва стекольной и каменноугольной промышленности, расположенныя на землѣ Привольнянскихъ кр-нъ 2-й Лисичанской в., Бахмутскаго уѣзда, у которыхъ арендуется 357 десятинъ, съ правомъ арендовать еще 400 десятинъ на срокъ 30 л ѣтъ, съ уплатой по 1/4 коп. и гарантіей 2500 р. въ годъ. Еще въ 1899 г. заарендована эта земля агрономомъ М. Д. Волынскимъ, который заложилъ здѣсь первыя шахты; въ 1903 г. права аренды и шахты перешли во владѣніе образованному имъ же нынѣшнему 0-ву, которое имѣетъ свои шахты въ Юзовскомъ раіонѣ, при ст. Юзово. Разрабатывается Лисичанской свиты пластъ Бераль, мощн. 7/4 арш. (мѣстное названіе пласта—Овражковый). Въ залеганіи пласта наблюдается масса переваловъ и частые сбросы незначительной величины. Рѣзко мѣняется также въ данной мѣстности простираніе и паденіе пласта. Уголъ паденія въ разрабатываемомъ пластѣ 3°—7°. Система разработки столбовая, съ обрушеніемъ кровли. Газа нѣтъ. Угли длинно-пламенные, слабо-спекающіеся. Запасы угля Въ нѣдрахъ, исчисленные до глубины 150 саж., 900 милліоновъ пудовъ. Рабочихъ шахтъ имѣется 2 и при нихъ 2 вентиляціонныя: шахта № 3, глубиною 29 саж. и производительностью 9000 пудовъ, и шахта № 4, глубиною 31 саж. и производительностью 11000 пуд. въ сутки. Производительность всего рудника въ годъ 3 милліона пудовъ. Техническое оборудованіе шахтъ состоитъ изъ 3 углеподъемныхъ машинъ,общ. мощн. 35 л. с., 6 паровыхъ котловъ, съ общей поверхностью нагрѣва 2245 кв. футъ, 3 паровыхъ насосовъ, системы Вортингтона, Танге и Блека, съ общей производительностью 200 ведеръ въ часъ. На рудникѣ занято 2 штейгера, 15 служащихъ и 300 рабочихъ, для нуждъ которыхъ имѣется 5 домовъ на 8 квартиръ для служащихъ, 3 казармы на 150 человѣкъ и 5 семейныхъ домовъ на 15 квартиръ. Имѣется пріемный покой на 2 кровати съ постояннымъ фельдшеромъ и наѣзжающимъ врачемъ. Отъ шахты № 3 до шахты № 4 уголь доставляется механической откаткой, на разстояніи 365 саж., а отъ шахты № 4 съ обѣихъ шахтъ до поста Володино доставляется по проволочной подвѣсной желѣзной дорогѣ системы Эйхнера и Блейхерта, на разстояніи 4 ½ верстъ. Въ движеніе приводится паровой машиной, въ 45 л. с., занято 120 вагонетокъ, вмѣстимостью по 16 пудовъ. Глибина основного ствола: 150м. Максимальна глибина: 250м. Пласт: і3 |
У 30-ті роки, під час кампанії по виявленню контреволюційних організацій, ОГПУ не оминуло і шахту Артема.
Про це свідчить "Доповідна записка ОГПУ про становище в кам'яновугільної промисловості від 1 липня 1933 р." Й. Сталіну.
Так, у грудні 1934 були заарештовані за підривну роботу 29 осіб з білогвардійського елемента, в т.ч. 7 інженерів.
За приписки був притягнутий до відповідальності зав. ділянкою Обрезанов.
Добуте Вугілля канатною дорогою через шахту Артема доставлялось за 4.5 версти на залізничну станцію Володино, що поблизу с.Стара Краснянка.
- Гудковский Е.П. (1993). Музей под открытым небом «И памятьожила...»(Фотоальбом). Шахты и рудники Донбасса. https://www.donmining.info. Архів оригіналу за 7 серпня 2020. Процитовано 1 квітня 2020. {{cite web}}: Зовнішнє посилання в |publisher= (довідка)(рос.)

 Посилання 
- Терикон на Google Maps
- на мапі Wikimapia [Архівовано 25 серпня 2011 у WebCite]

## Вера
Одна з трьох шахт Олександро-Дмитровського рудника

## Шахта Войкова (Осьмушина)

шахта
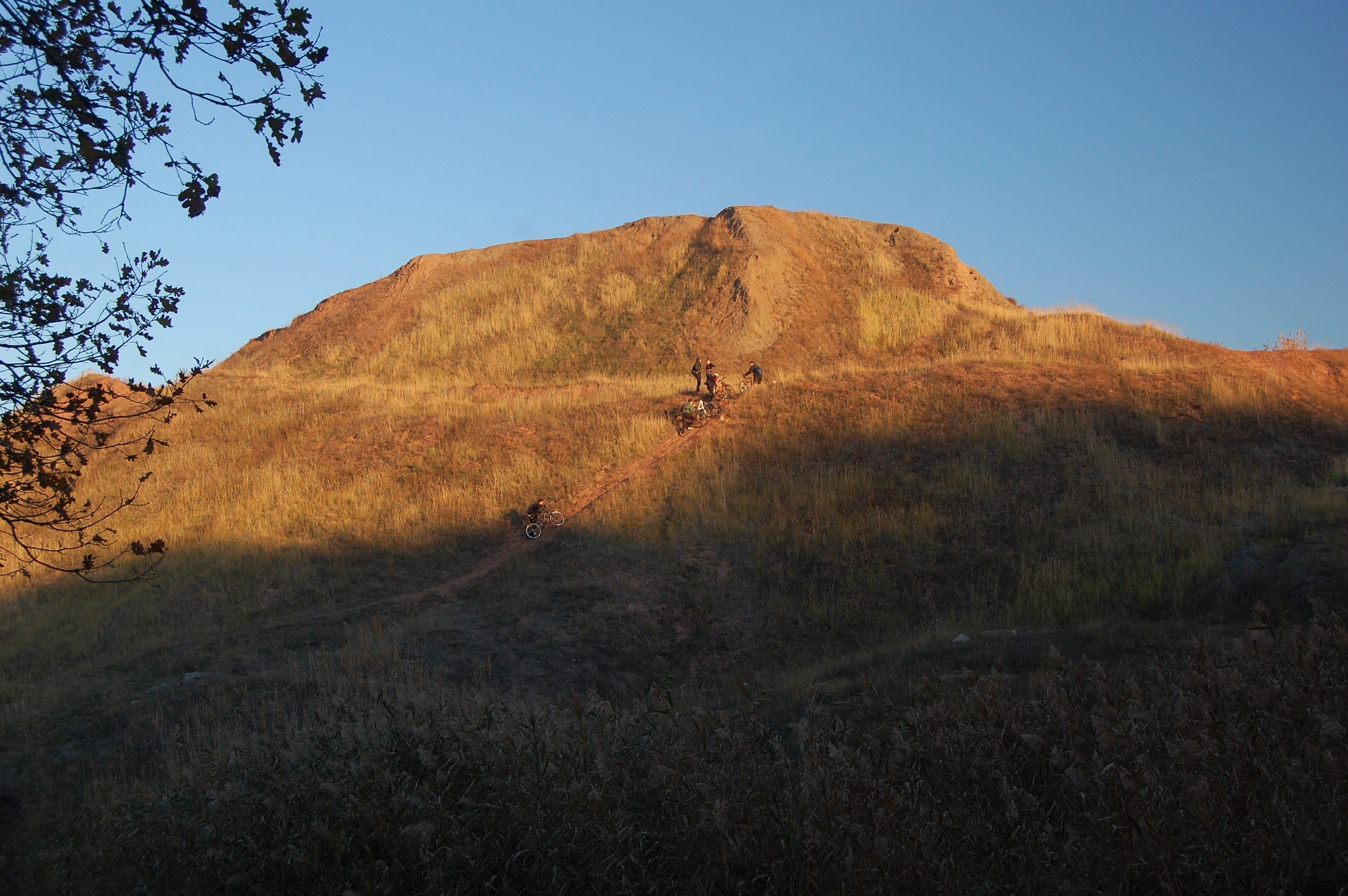
Терикон
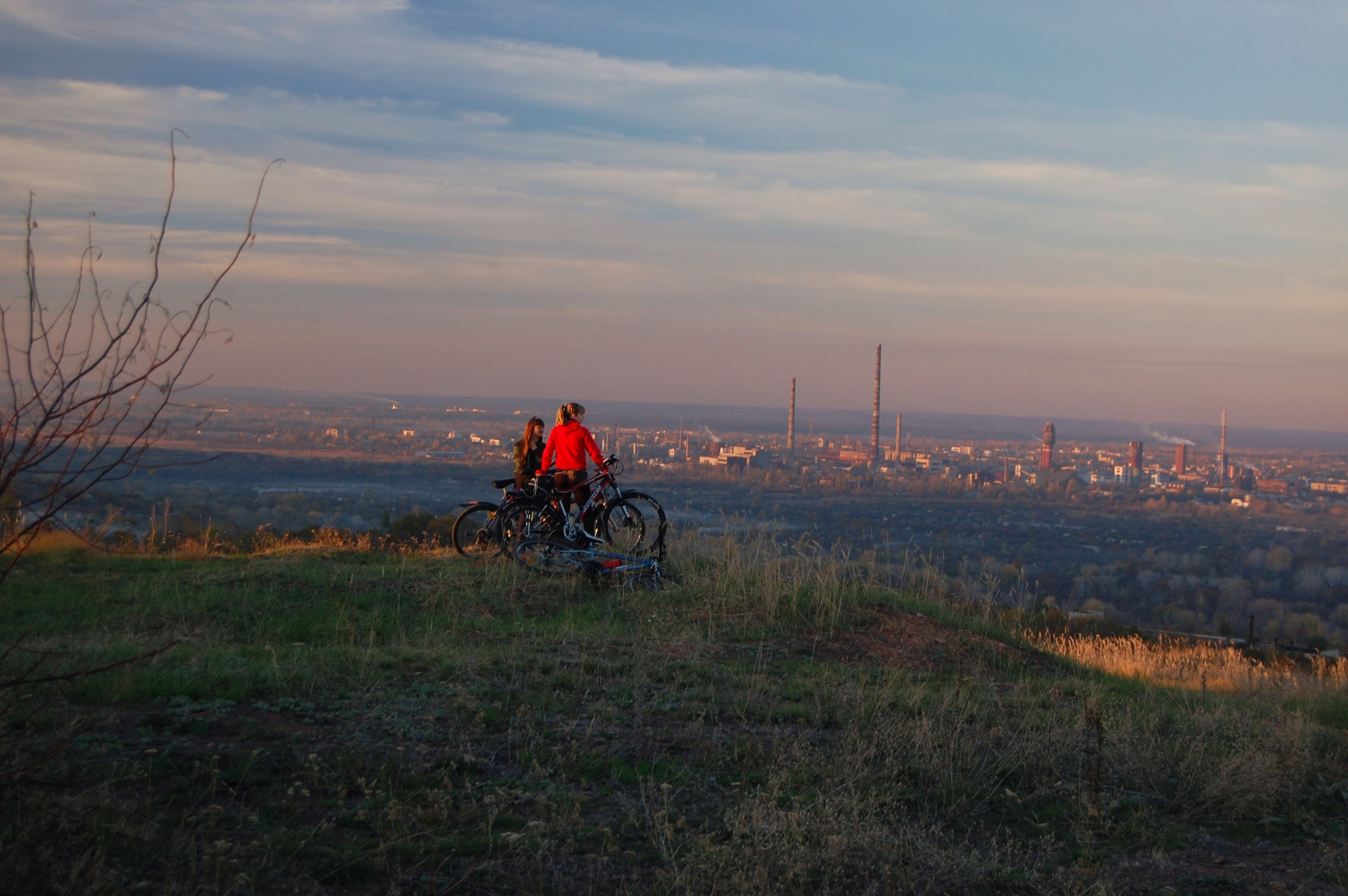
На териконі
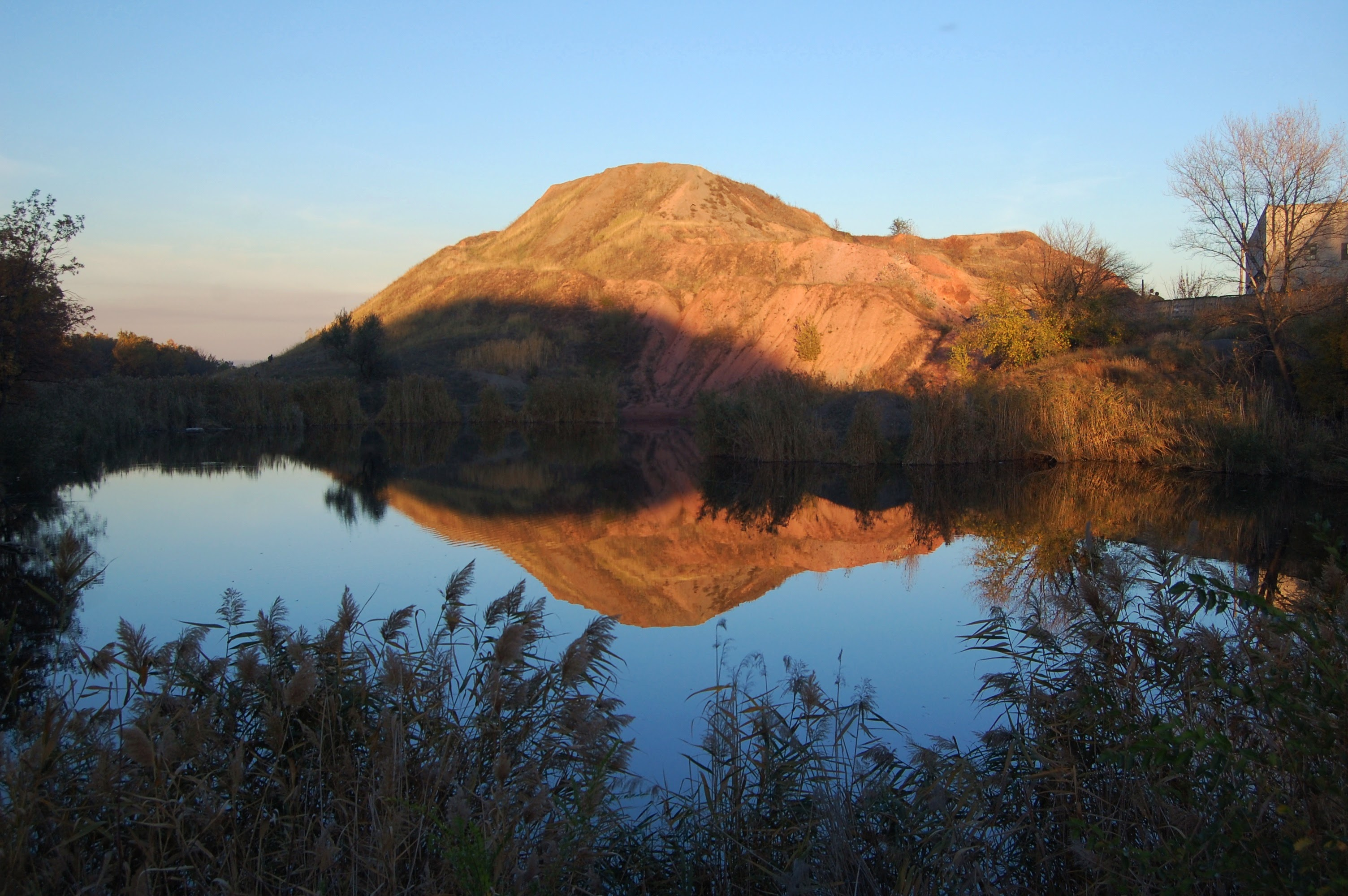
Терикон
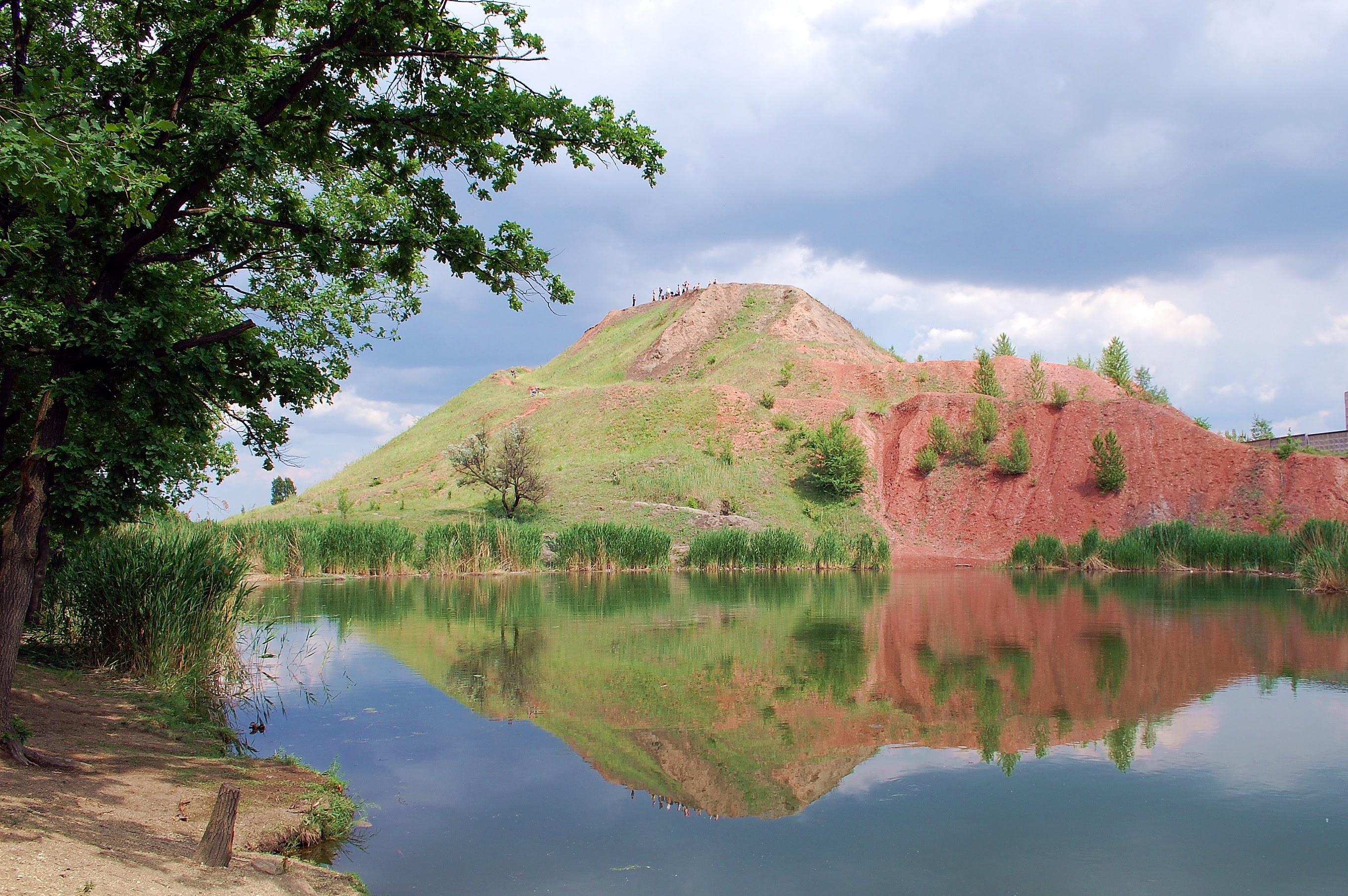
На териконі
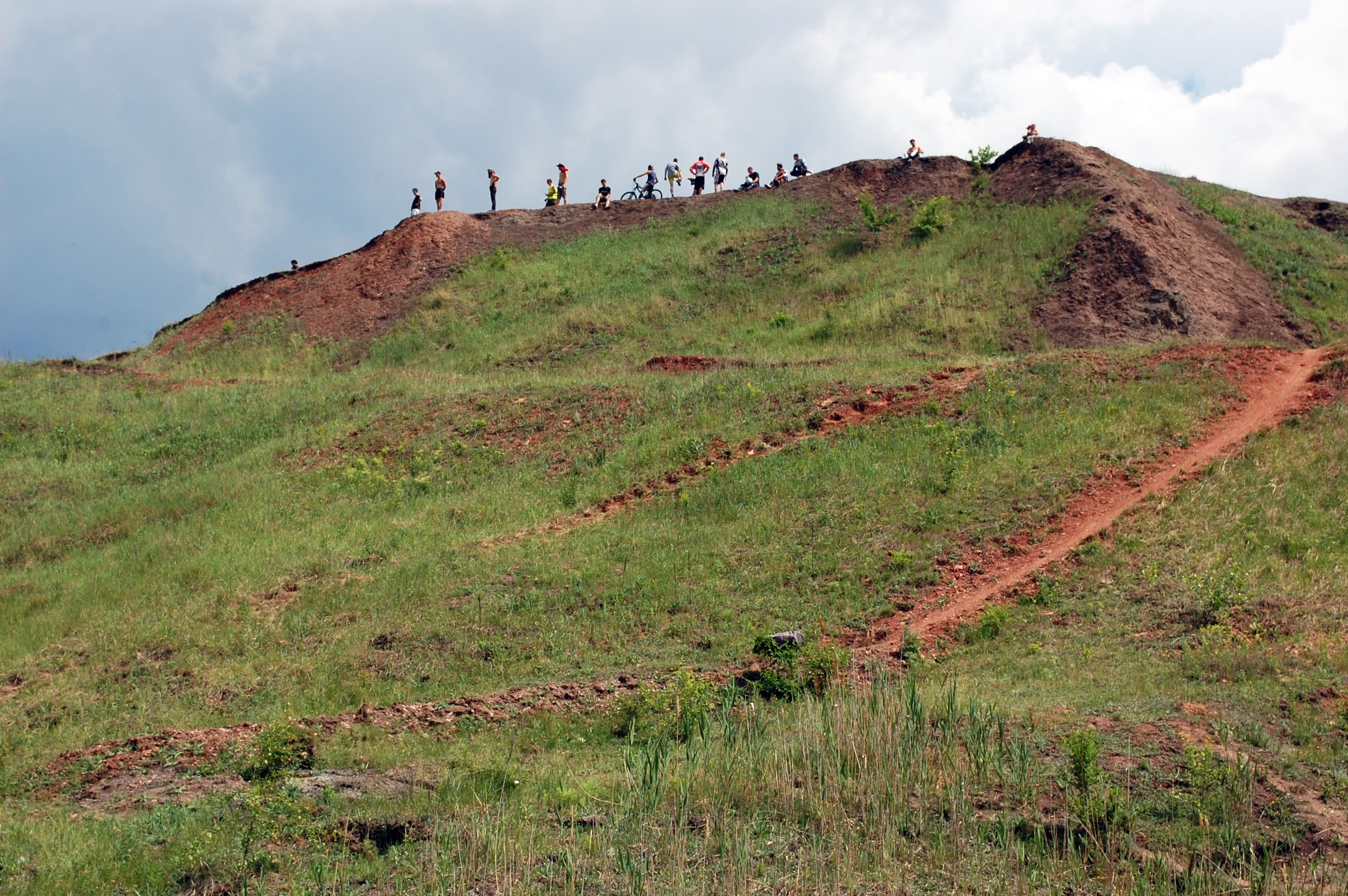
На териконі

Роки існування: 1928-1975
Глибина основного стовбура 100м. Максимальна глибина 420м.
Пласти: K8,K7, L2,L4,L5,L6
В 1924 р. перейменована на честь радянського політичного діяча П.Л.Войкова. 
Шахта почала працювати в 1928 році як шахта Нова ("Осьмушенная", від назви яру, що поруч). Під час війни зруйнована, відновлена в 1948.
Відпрацьовувала пласти k8, k7, l2, l4, l5, l6. Шахтне поле розкрите вертикальними стволами, глибина головного стовбура 100 м.
Максимальна глибина розробки 420 м.
Вугілля транспортувалось канатними дорогами до станції Переїздна -2 км., та до бремсберга шахти ОГПУ (Евгеніевская) -1,5 км.
Закрита в 1976 році. В даний час на місці шахти знаходиться автобаза «Лисичанськвугілля».
Розповідають, що найперший свол знаходився значно західніше.
Достеменно відомо що з 1955 р. по 1994 р. на шахті загинуло 19 гірників.
- Гудковский Е.П. (1993). Музей под открытым небом «И память ожила...»(Фотоальбом). Шахты и рудники Донбасса. https://www.donmining.info. Архів оригіналу за 7 серпня 2020. Процитовано 1 квітня 2020. {{cite web}}: Зовнішнє посилання в |publisher= (довідка)(рос.)

 Посилання 
- Терикон на мапі Google Maps
- на мапі Wikimapia [Архівовано 25 серпня 2011 у WebCite]

- шахташахта
- Терикон
- На териконі
- Терикон
- На териконі
- На териконі

## Шахта Ворошилова
Роки існування: 1936 - 1962
Глибина основного ствола 60м. Максимальна глибина 120м.
Пласти K8, L1
Вугілля транспортувалось повітряно-канатною дорогою у Ісаєву балку до залізниці.
Достеменно відомо що з 1952 р. по 1957 р. на шахті загинуло 8 гірників.
- Гудковский Е.П. (1993). Музей под открытым небом «И память ожила...» (Фотоальбом). Шахты и рудники Донбасса. https://www.donmining.info. Архів оригіналу за 7 серпня 2020. Процитовано 1 квітня 2020. {{cite web}}: Зовнішнє посилання в |publisher= (довідка)(рос.)

## Шахта Дагмара
В 1866 році новозбудованій шахті координати вперше було дано жіноче ім'я «Дагмара», хоча до цього часу вони носили порядкові числа або імена святих.
Дагмар - вона ж Марія Федорівна Романова, уроджена Принцеса Луїза-Софія-Дагмар-Датська, мати імператора Миколи II Олександровича, (1846-1928).
Директор Гірського Департаменту Росії Володимир Карлович Рашет і Ілиодор Федорович Фелькнер - начальник Луганського гірничого округу, оснащують шахту найсучаснійшим обладнанням в Росії. Для «Дагмари» виготовляють парову, що подає повітря, водовідливну і углепод'емную машини. Для подачі води будують водопровід, що подає воду з Дінця на висоту 85 метрів, встановлюють в насосних станціях три 12-сільних парових насоса, тут впроваджували багато передового в прогресивного.
В 1870 на глибині 55 сажнів шахту затоплює і довгих два роки доводиться відкачувати воду, тільки в 1873 шахта запрацювала на повну силу.
Кращі інженери Луганського гірничого округу будували шахту, механік Іван Тіме створив підйомну машину. Архітектура надшахтних споруд вийшла такою вдалою, що цим скористалися поштові відомства - листівка з видом шахти «Дагмара» розійшлася тисячами по всій Російській імперії.
Після закриття Лисичанського чавуноплавильного заводу в 1880, держава здала шахту в оренду. В 1890 році була знову затоплена, і в зв'язку з несплатою Івановим в термін оренди, була забрана у казну. І тільки після того, як в 1892 році акціонерне товариство «Любимов, Сольве і Ко» взяло в оренду шахту на 30 років, шахта справно працювала. В 1909 при шахті вже існували театр та сінематограф в одному приміщенні.
Вугілля на содовий завод транспортувалось канатною дорогою, на відстань 4 версти.
В 1924 р. перейменована на честь Клари Цеткін, в 1929 закрита.

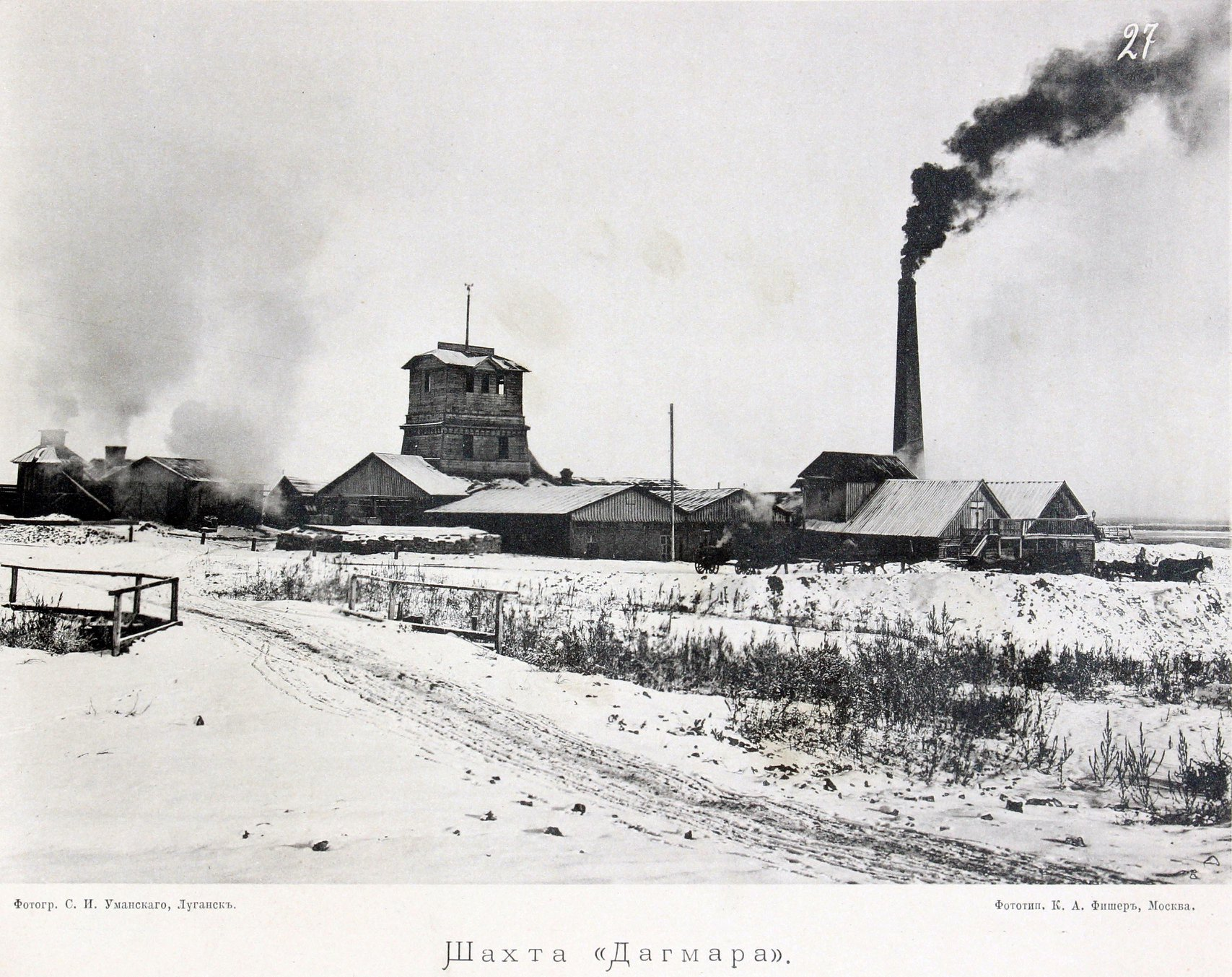
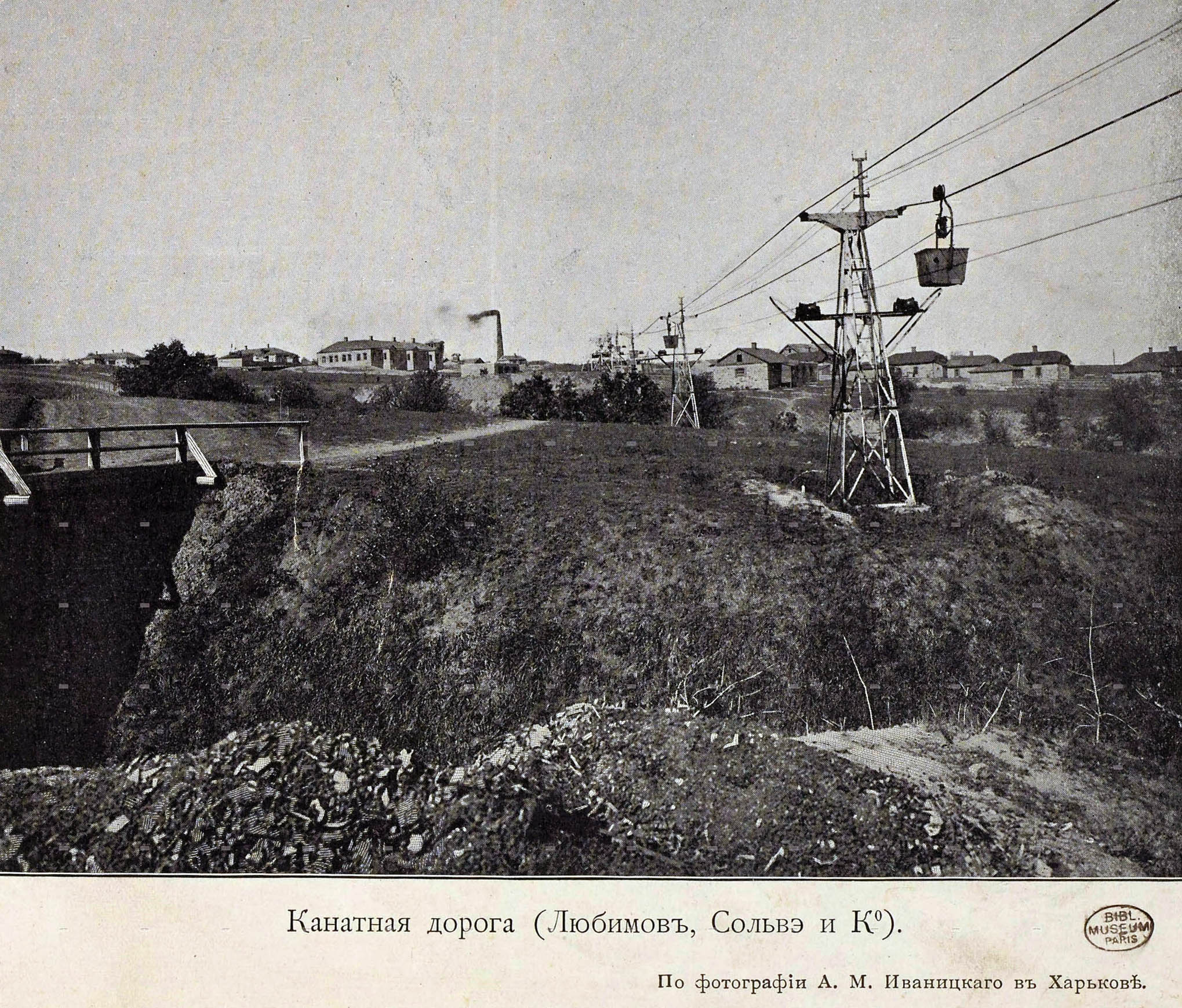
Канатна дорога до Донсоди

Згадки у ЗМІ 
- Дмитро Васильович Данчич (1882). Заметка об устройстве рудника для практических занятий учеников Лисичанской штейгерской школы. Горн. Инж. Д. Данчича (Горный журнал 1882 № 02 Февраль). Tw1nPeaks. Архів оригіналу за 19 вересня 2020. Процитовано 1 квітня 2020.(рос.)
- Лисичанськ 100 років тому. Gazeta.ua. 30.08.2019. Архів оригіналу за 21 вересня 2019. Процитовано 1 квітня 2020.(рос.)
- История Лисичанска - ПЕРВЫЙ  ШАХТЕРСКИЙ  ПОСЕЛОК ДОНБАССА. lisichansk.info. Архів оригіналу за 1 жовтня 2020. Процитовано 1 квітня 2020.(рос.)
- Гудковский Е.П. (1993). Музей под открытым небом «И память ожила...» (Фотоальбом). Шахты и рудники Донбасса. https://www.donmining.info. Архів оригіналу за 7 серпня 2020. Процитовано 1 квітня 2020. {{cite web}}: Зовнішнє посилання в |publisher= (довідка)(рос.)

## Шахта Західна
Працювала з 1930 р. по 1944 р.

## Шахта «Капітальна»
Шахта «Капітальна» була закладена в 1838 році, закрита в 1871 році.
На шахті «Капітальна» ще в 1844 вперше в Донбасі, тепер можна казати і в Україні, була встановлена 12-сильна парова машина, що приводила у дію підйомний насос для відкачування води з глибини 47,5 саж. На ній же був влаштований бремсберг для відкатки вугілля всередині рудника. Для утримання кліті при вільному падінні був сконструйований механізм, названий "парашутом". Генал-майор Н. Іванов писав: «Засноване у Лисичанську чавуноплавильне та залізне виробництво зажадає, за розрахунком щорічна до 4 м. пудів кам'яного вугілля; лисичанський ж рудник, навіть з поліпшенням засобів існуючих при ньому виробок, може дати щорічно не більше півтора мільйонів пудів вугілля, кількості, достатній, при такому споживанні вистачить не більше як на 10 років.
З цього до проєктної «Дагмари» повинні приєднані були дві вже існуючі шахти: «Капітальну» глибиною в 47 сажнів і № 9 (Михайлівську) глибиною в 37 саж. опущену до 3-го вугільного пласта, і поліпшити при тому кошти цих виробок, то лисичанський рудник матиме а своєму розпорядженні до 40 мільйонів пудів вугілля, яким може постачатися влаштовуваний при ньому завод протягом 10 років ».«Про родовищах залізних руд в Катеринославській губернії поблизу Лисичанська і дослідженні складу цих руд» Генерал-майор Н. Іванов. 5 червня 1868 року. (Гірський журнал. 1868. № 8 серпень).
Цікаві спогади про шахту залишив і знаменитий геолог Гельмерсен побувавши в 1865 році на Лисичанському руднику в шахті «Капітальної». («Донецький кам'яновугільний кряж і його майбутність в промисловому відношенні» генерал-лейтенант Гельмерсен (Санктпетербург. Гірський журнал. №1. 1 січня 1865).)

| Під час мого перебування в Лисичанську, головна шахта отримала нову кріплення, тому що стара, теж дерев'яна, обрушилася. Робота була важка, небезпечна і дорога; кожна сажень коштувала 300 крб. сріблом, але вона благополучно закінчена капітаном Кочержинським і розробка знову почалася. Досить цікаво було бачити, що воду з шахти вживають в паровому котлі, а самий пар охолоджують і утворену з його нього воду вживають знову. До цієї економії примушує вчинене безводдя Лисичанської височини і труднощі доставляти воду Дінця на таку висоту. |
Єдине, що у шахти залишилося від попередників - чотирьохкінні ворота.
Відомо, що на глибину майже 47,5 сажні вели сходи, а це висота 3 дев'ятиповерхових будинків. Виявляється, що вони потрібні були для огляду трубопроводу, по якому вода з глибини шахти піднімалася на поверхню.
По мапам 19 століття і мапі Боброва встановлено місце знаходження шахти - на перетині двох вулиць, що примикають до вул. Малиновського. На місці стовбура мирно стоїть житловий будинок післявоєнної побудови, правда трохи потріскуючи. А терикон вже густо вкритий деревам, і його важко знайти серед природних пагорбів.

## Шахта "Корунд"
Роки існування: 1899-1925

Рудник «Николо-Михайловского общества» Знаходилась у м.Привілля, в 1931 на її місці відкрита шахта "1 травня".
Згадки у ЗМІ 
- М.Кулишов. Воздушно-канатные дороги Донецкого угольного бассейна. Шахты и рудники Донбасса. https://www.donmining.info. Архів оригіналу за 6 квітня 2020. Процитовано 3 квітня 2020. {{cite web}}: Зовнішнє посилання в |publisher= (довідка)(рос.)
- История города Приволье. Архів оригіналу за 30 січня 2020. Процитовано 3 квітня 2020.(рос.)
- П.М. Блидченко (12.12.2013). К 50-летию образования города Приволья. Архів оригіналу за 25 вересня 2020. Процитовано 3 квітня 2020.(рос.)
- ПРИВОЛЬЕ, ЛИСИЧАНСКИЙ РАЙОН, ВОРОШИЛОВГРАДСКАЯ (ЛУГАНСКАЯ) ОБЛАСТЬ. 12.06.2018.(рос.)
- П.М. Блидченко (2013). Приволью-50 фоторепортаж. Архів оригіналу за 21 вересня 2020. Процитовано 3 квітня 2020.(рос.)
- «ИСТОРИЯ ГОРОДА ЛИСИЧАНСКА» (часть 66) [Архівовано 20 лютого 2020 у Wayback Machine.](рос.)

## Шахти Кремінної
В 1893–1895 у Кременній зведено першу велику шахту, яка належала О. Алчевському (у 1899 увійшла до складу Алексєєвського гірничо-промислового товариства).
- Шахта Кремінна Східна

Роки існування: 1932-1962
Глибина основного стовбура -50 м. Максимальна глибина -400 м. Пласт: K8
В 1930 році на східній околиці Кремінній, в 2-х кілометрах від залізничної станції було закладено, а в 1932 році відкрита шахта «Кремінна-Східна».
«Кремінна-Східна» відпрацьовувала пласт k8 потужністю 1,4-1,6 метра, а також пласти l1 і mз. Було пройдено два ствола, закріплених дерев'яним кріпленням. Основний стовбур служив для видачі вугілля і породи в вагонетках, допоміжний - для спуску людей і подачі матеріалів в шахту. Свіже повітря подавалася по головному стовбуру, а виходило по допоміжному. В 1938 році шахта освоїла проєктну потужність 800 тонн вугілля на добу. За освоєння проєктної потужності, досягнення високих показників у праці, за високі показники циклічності шахта «Кремінна-Східна», одна з небагатьох в галузі, була нагороджена орденом Трудового Червоного Прапора.
Шахта відрізнялася складними гірничо-геологічними умовами: небезпечна за метаном та вугільним пилом, вугілля схильні до самозаймання. Саме тому неодноразово виникали пожежі. Складним був і внутрішньошахтний транспорт. 
Нескінченне відкочування вагонів з похилів ускладнювало роботу шахти, виникало багато аварій з важкими наслідками для життя людей. 
«Кремінна-Східна» як самостійна одиниця працювала до 1961 року. Після чого увійшла до складу шахти «Кремінна № 1». В Наприкінці 1962 року шахта «Кремінна-Східна» була закрита. Основна частина робітників і ІТП була переведена на шахту «Кремінна № 1», багато хто перейшов працювати на шахту «Привольнянська-Північна», частина гірників була переведена на шахту «Кремінна-Західна».
Достеменно відомо що з 1950 р. по 1963 р. на шахті загинуло 19 гірників.
Згадки у ЗМІ 
- Гудковский Е.П. (1993). Музей под открытым небом «И память ожила...»(Фотоальбом). Шахты и рудники Донбасса. https://www.donmining.info. Архів оригіналу за 7 серпня 2020. Процитовано 1 квітня 2020. {{cite web}}: Зовнішнє посилання в |publisher= (довідка)(рос.)

 Посилання 
- на мапі Google Maps
- Шахта Кремінна Західна

Роки існування: 1939 - 1969
Довжина нахиленого 35° основного стовбура 900м. Максимальна глибина 720м.
Пласти: K8, L1
Шахта «Кремінна-Західна» введена в експлуатацію в 1939 році. Затоплена під час Великої Вітчизняної війни, знову вступила в дію в 1944 році.
Видобуток вугілля в усіх очисних вибоях велася комбайнами «Донбас-11», на пологому падінні доставка вугілля здійснювалася конвеєрами, а в лавах похилого падіння - по глухих риштаках. Кріпленням лав служили гідравлічні і дерев'яні стійки. В 1967 році лави була обладнані узкозахватним комбайном 2К-52, конвеєром СП-бЗ, для кріплення застосовувалися гідростійки.
До об'єднання «Кремінна № 1» шахтою керував Пантелей Степанович Полторацький, досвідчений вимогливий директор. Начальником дільниці № 1 був Володимир Дмитрович Шматовський. Комплексну бригаду ГРОЗ очолював Олександр Михайлович Тихомиров, дільниця № 2 - Віктор Степанович Копилець, бригаду ГРОЗ - Петро Опанасович Бугай. Дільницю № 3 очолював Микола Леонтійович Чайка, а бригадиром ГРОЗ був Микола Іванович Балабанов. Підготовчі роботи велися чотирма прохідницькими бригадами. Ними керували Іван Іванович Лукаш, Олександр Іванович Нікулін, Іван Єфремович Загоруйко та Микола Андрійович Кочетов. Проходка велася буропідривних способом, погрузка гірської маси - машиною УППМ-5 або 2ПБ-2. В 1969 р. увійшла до складу шахти «Кремінна № 1». Станом на 2015 р. шахта давно не працює.
Достеменно відомо що з 1951 р. по 1972 р. на шахті загинуло 26 гірників.
Згадки у ЗМІ 
- Гудковский Е.П. (1993). Музей под открытым небом «И память ожила...»(Фотоальбом). Шахты и рудники Донбасса. https://www.donmining.info. Архів оригіналу за 7 серпня 2020. Процитовано 1 квітня 2020. {{cite web}}: Зовнішнє посилання в |publisher= (довідка)(рос.)

 Посилання 
- на мапі Google Maps

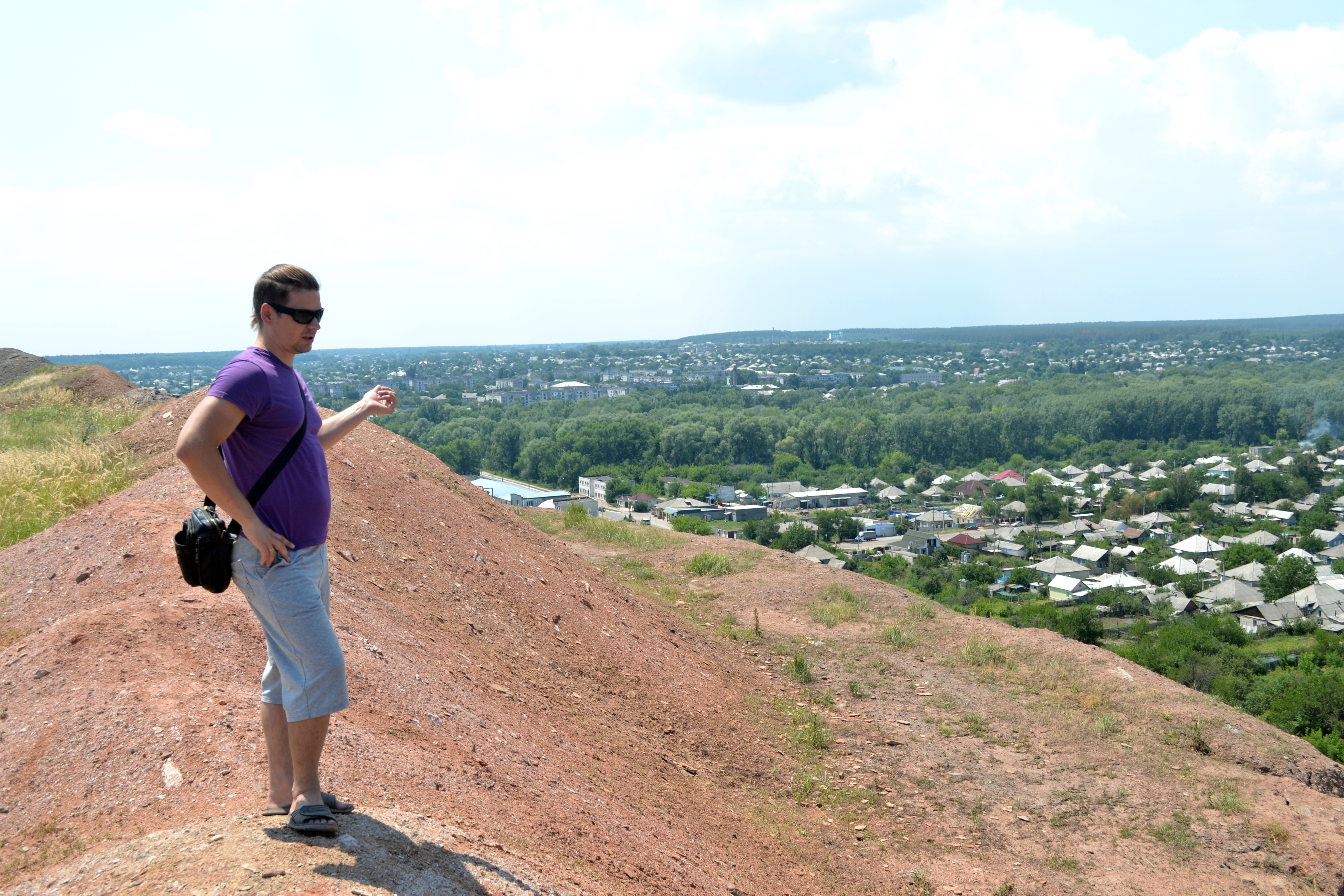
Терикон
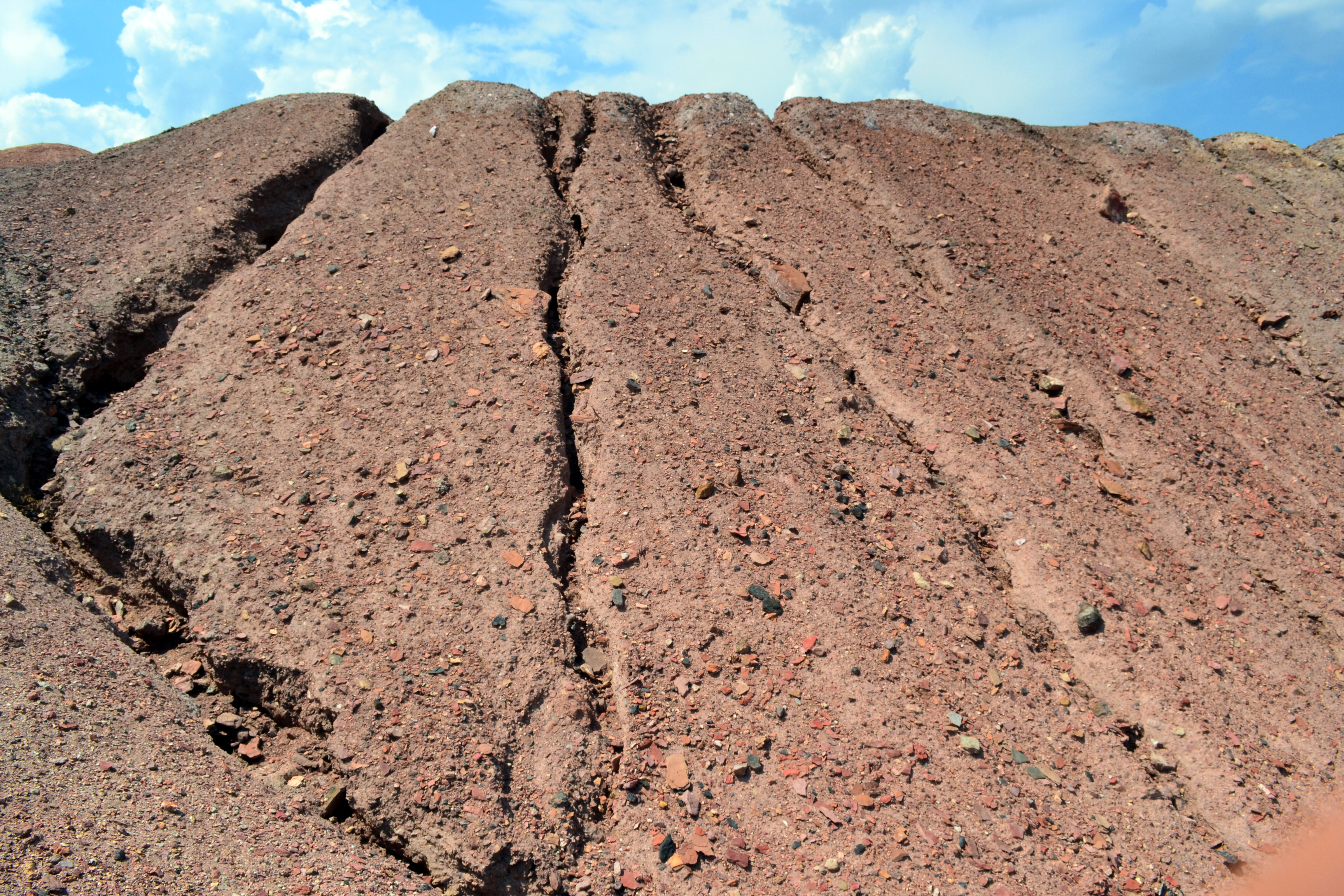
Терикон
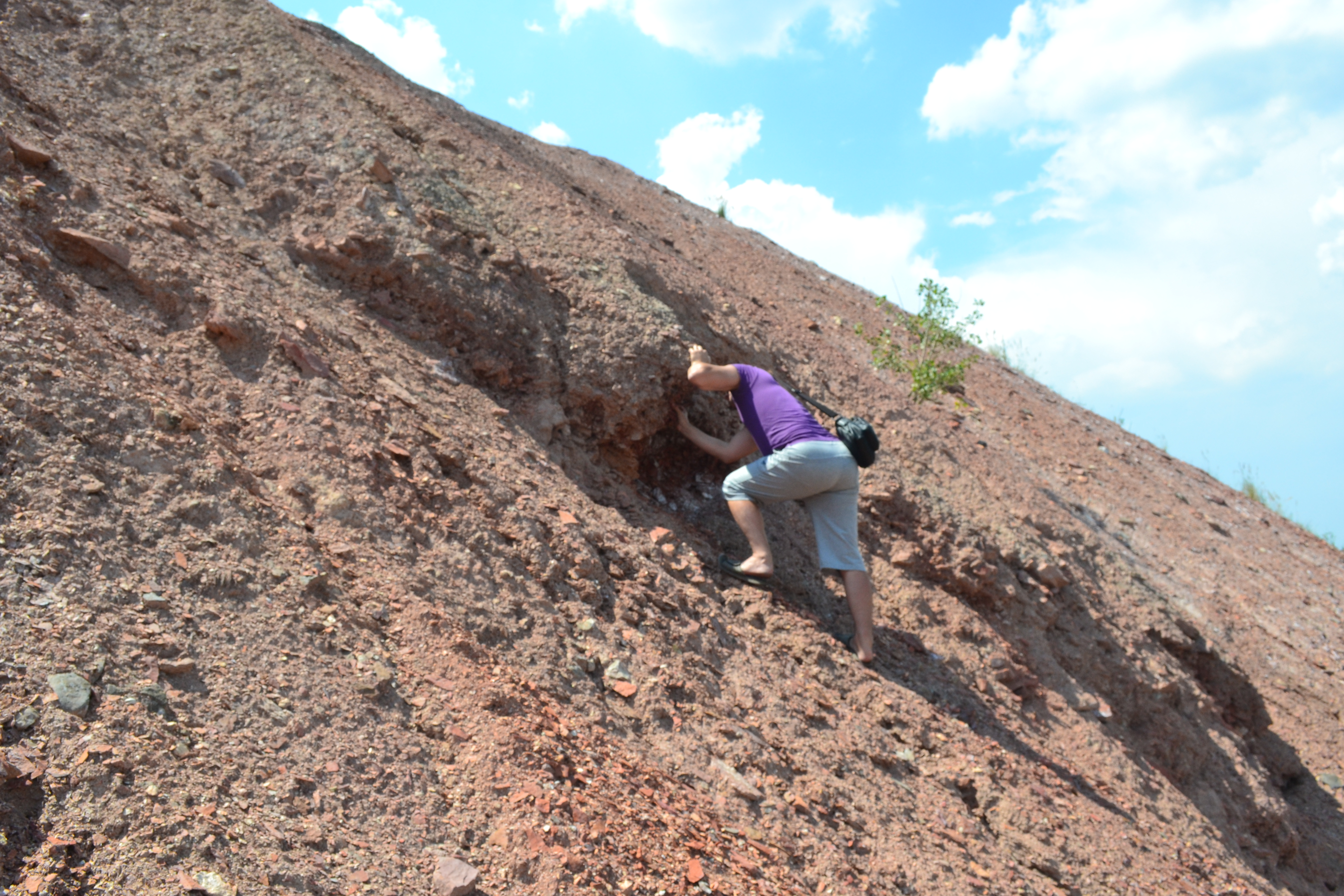
Терикон
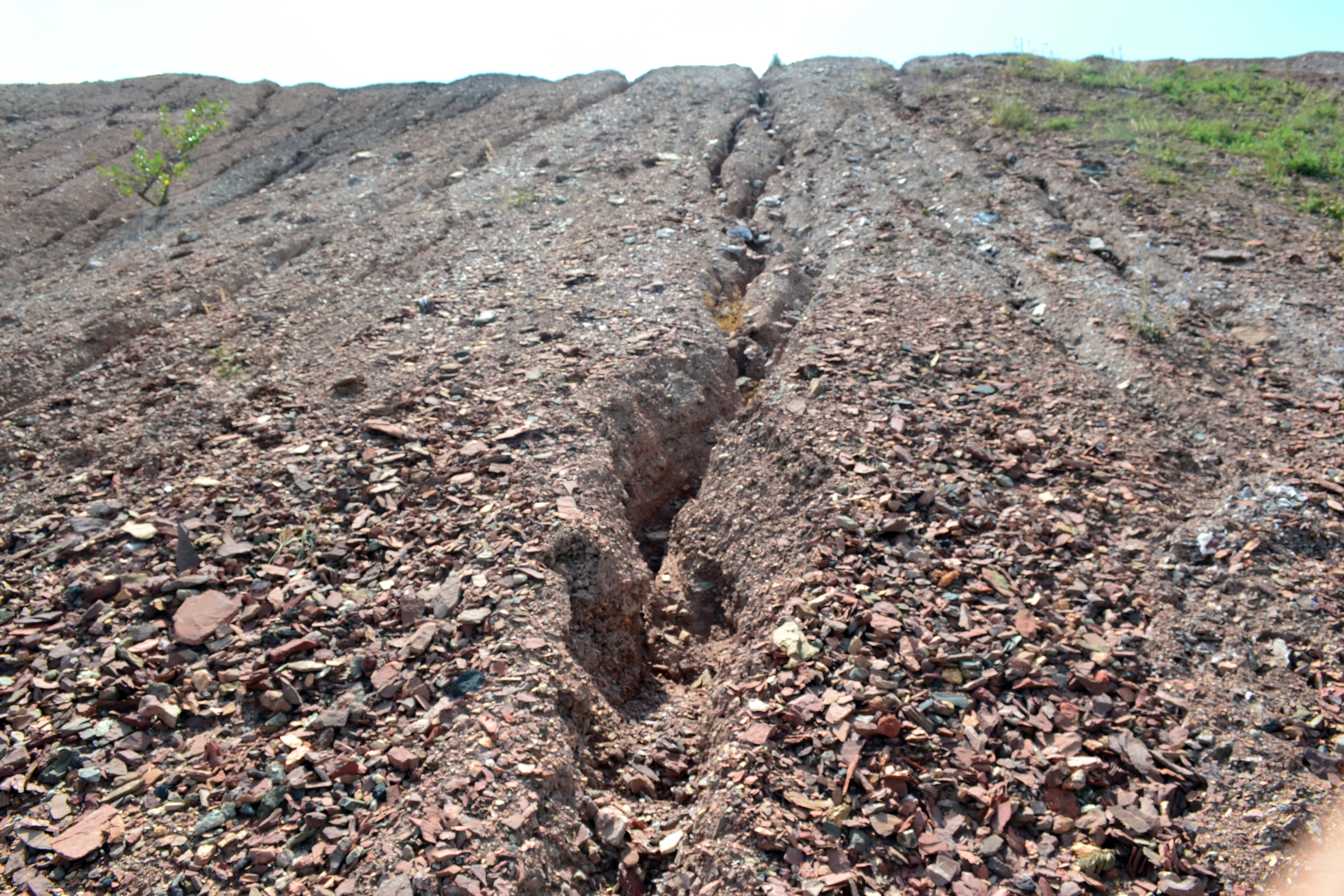
Терикон

- Шахта Кремінна №1

Роки існування: 1954 - ????
У грудні 1948 року була закладена, а 31 грудня 1954 року ввійшла до ладу шахта «Кремінна» № 1 тресту «Лисичанськвугілля» з проєктною потужністю 1 тис. тонн вугілля на добу. В 1958 році вона досягла проєктної потужності.
В 1969 році «Кремінна-Західна» і «Кремінна № 1» були об'єднані в одну шахту - «Кремінна». На шахті «Кремінна» в роботі було задіяно 6 лав: 2 лави по пласту k8 і 4 - по пласту l1. Добовий план з видобутку вугілля було встановлено в обсязі 2500 тонн.
Достеменно відомо що з 1952 р. по 1996 р. на шахті загинув 91 гірник.
Станом на 2015 р. шахта закрита.
- Павло Воронцов. (24.12.2016). Терикон, тільки з іншим іміджем. Голос України. Архів оригіналу за 15 лютого 2022. Процитовано 1 квітня 2020.
- Суспільне Донбас (10.09.2015). Шахта в Кременной. Youtube.

 Посилання 
- на Google Maps

Місто Кремінна
У центрі міста Кремінна є пам'ятник загиблим гірникам у вигляді фігура шахтаря із написом «Погибшим в шахтах от живущих, 1995».
Металивий знак на краю міста, що колись вказував на північний кордон вугільного Донбасу, вже не існує.
На этом месте проходит северная граница Донбасса. Добыча угля начата в 1795 г. в г. Лисичанске.
- Гудковский Е.П. (1993). Музей под открытым небом «И память ожила...» (Фотоальбом). Шахты и рудники Донбасса. https://www.donmining.info. Архів оригіналу за 7 серпня 2020. Процитовано 1 квітня 2020. {{cite web}}: Зовнішнє посилання в |publisher= (довідка)(рос.)

Після закриття шахт існує проблема підтоплення території шахтними водами.

## Шахта Крупської Н.К.
Роки існування: 1912-1960

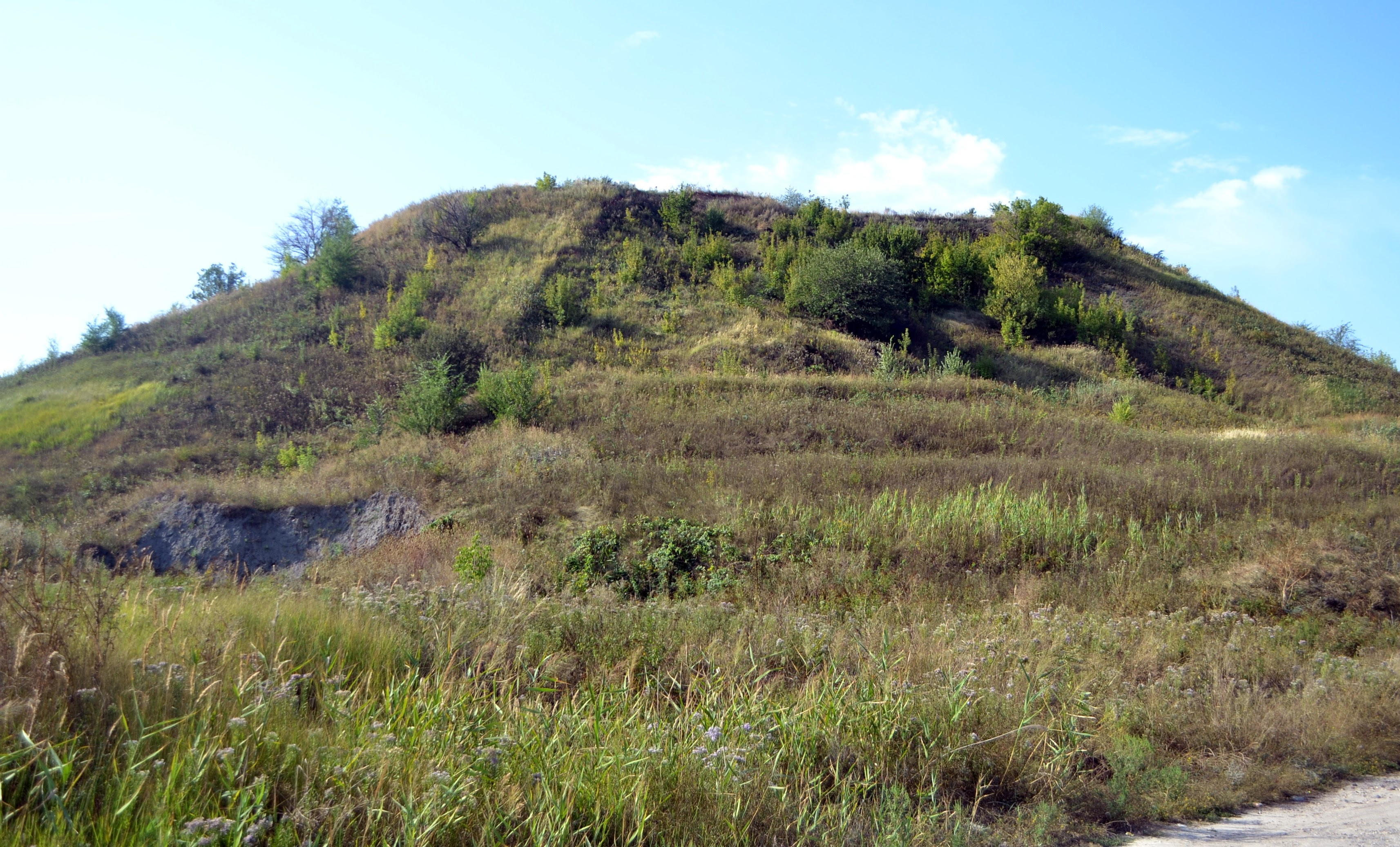
терикон шахти Крупської (Аненська)

Глибина основного стовбура 90м. Максимальна глибина 300 м. Пласти: K8,L1,L3,L4,L5,L6
Достеменно відомо що з 1950 р. по 19623 р. на шахті загинуло 8 гірників.
До 1924 - рудник "Анненський".
В 1940 працював Капуста Филип Сидорович помічником завідувача шахтою, а з 1942 завідувачем шахти, згодом директор шахти Шахта «Новодружеська», Герой Соціалістичної Праці.
 Посилання 
- Терикон на мапі Google Maps

Згадки у ЗМІ 
- Гудковский Е.П. (1993). Музей под открытым небом «И память ожила...» (Фотоальбом). Шахты и рудники Донбасса. https://www.donmining.info. Архів оригіналу за 7 серпня 2020. Процитовано 1 квітня 2020. {{cite web}}: Зовнішнє посилання в |publisher= (довідка)(рос.)
- Александр Мазан (05.03.2018). «ИСТОРИЯ ГОРОДА ЛИСИЧАНСКА» (часть 66). Свой взгляд. Новости Лисичанск. Архів оригіналу за 20 лютого 2020. Процитовано 2 квітня 2020.(рос.)

## Шахта Лисичанська
Достеменно відомо що в 1959 р. на шахті загинуло 5 гірників.

## Шахта Матроська
Роки існування: 1948-2011
Глибина основного ствола -60м. Максимальна глибина -120м.
... У вересні 1945 року на південній околиці міста Верхнього (з 1965 року - у складі міста Лисичанська) була закладена перша з трьох шахт з добовим видобутком 150 тонн вугілля і назвою «Матроська». Назва шахти, що будувалася в цій частині Лисичанського кам'яновугільного родовища, походить від назви куполоподібного залягання гірських порід і вугільних пластів - купола «Матроський». У свою чергу це геологічне порушення геологи давно так назвали на честь матросів чорноморського флоту, які добували неподалік кам'яне вугілля з кінця XVIII століття. Будівельниками, а потім і вуглевидобувниками шахти були робітники заводу «Донсода», випускники гірничопромислових шкіл Лисичанська і Верхнього, робочі шахти ім. Войкова, шахти «Оріон» і демобілізовані воїни. Хоч наприкінці 1947 року вугілля з вибоїв підготовчих виробок гужовим транспортом доставлялося на завод «Донсода» та робітниками для опалення, але офіційна здача в експлуатацію «Шахти« Матроська »№1» відбулася лише в травні 1948 года. Поруч з першої шахтою в 1952 році заклали другу, а потім третю шахти з добовим видобутком 150 тонн кожна. Шахта №2 введено в дію наприкінці 1954 року. Шахта №3 - на початку 1955 році.
Матеріали книги: «Шахта "Матроська"», автор  - Юрій Костриця.
Достеменно відомо з 1947 р. по 1997 р. на шахт загинуло 38 гірників
У січні 2011 року було вирішено питання завершення процедури ліквідації шахти «Матроська».(рос.)
- Шахта на матросском куполе. «Лисичанск Инфо». 20.11.2009.(рос.)

## Шахта Мельникова № 1-2

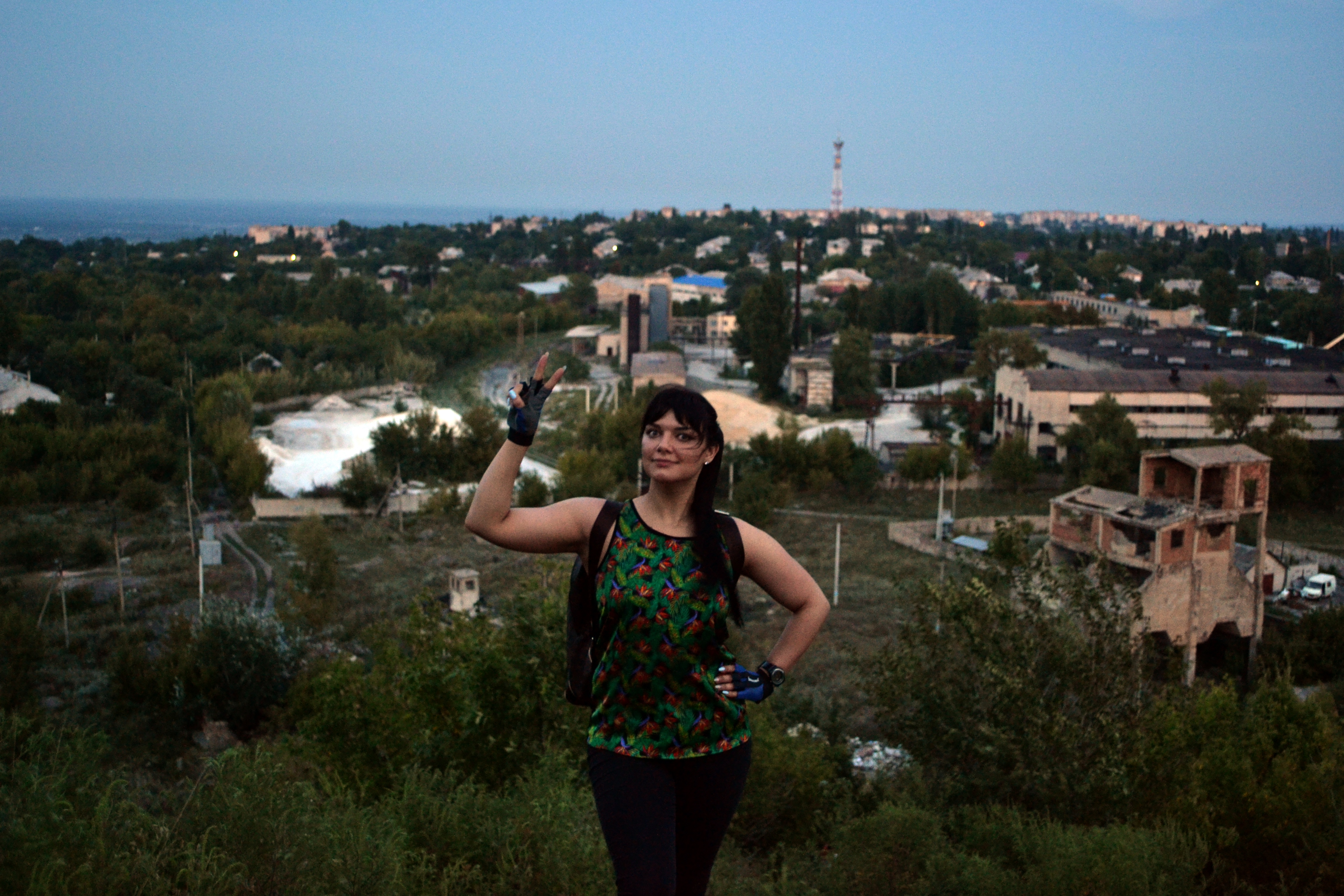
на териконі
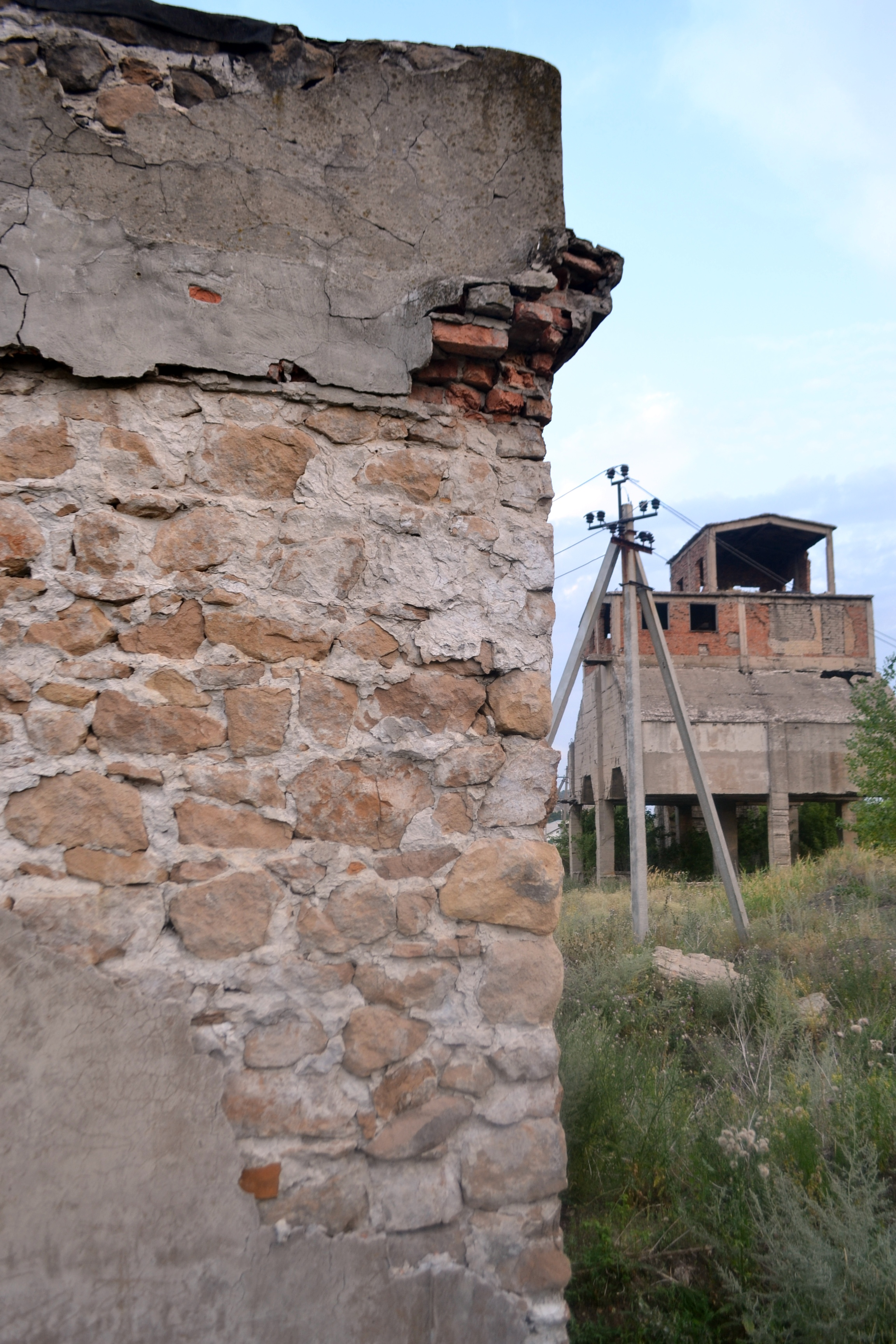
залишки шахти
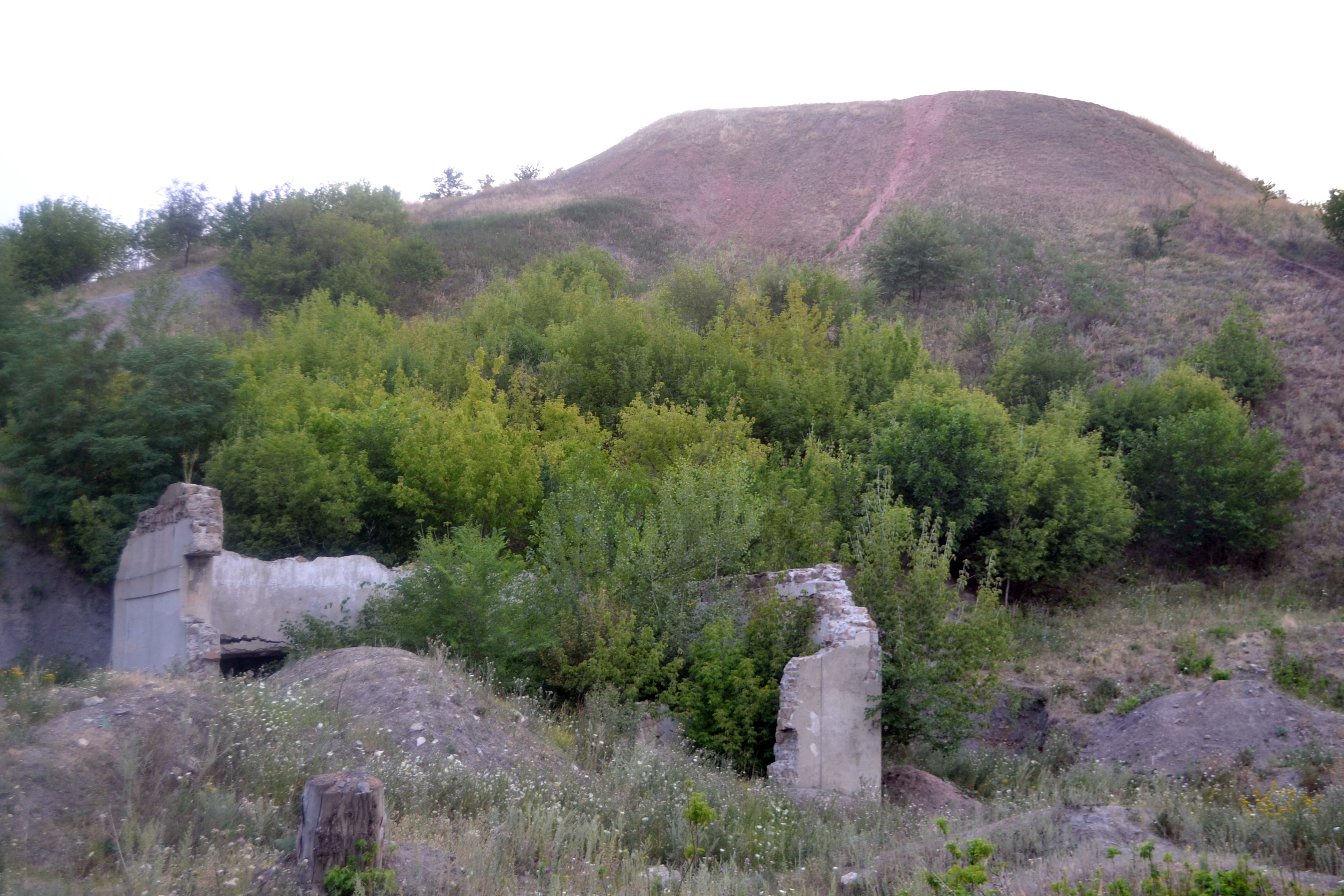
залишки шахти

Роки існування: 1908 - 1969
Глибина основного стовбура 200м. Максимальна глибина 700 м.
Пласти: K8, L1-L8.
Шахта братів Шмаєвих в 1926 перейменована на шахту ім. Д.Ф.Мельникова № 1-2 на честь українського геолога. 1 та 2 - це номери стволів.
Шахта була здана в експлуатацію в 1908 році.
| Отъ одной шахты до погрузочнаго пункта, у самой станціи, устроенъ бремсбергъ, протяженіемъ дорога, на разстояніи 200 саженей. Отъ одной шахты до погрузочнаго пункту, у самой станціи, устроенъ бремсбергъ, протяженіемъ 125 саж., а отъ другой шахты до этого бремсберга устроена конная желѣзная дорога, на разстояніи 200 саженей. — По Ектериненской жел. дороге, 1912 |
Пізніше Вугілля до залізниці транспортувалось канатною дорогою на відстань 2 версти.
В 1940 році середньодобовий видобуток вугілля становила 802 тонни. 
Після війни почалися роботи по відновленню шахти з використання праці військовополонених (Лисичанський табір №125, 1944-1949 р.р.).

В 1969 році шахта № 1-2 ім. Мельникова" була закрита, а її працівники увійшли до складу шахти Мельникова № 7, яка стала сучасною шахтою ім. Мельникова. Входить до ВАТ «Лисичанськвугілля».
Достеменно відомо що з 1950 р. по 1968 р. на шахті загинуло 37 гірників.
Згадки у ЗМІ 
- Александр Мазан (07.09.2016). Из истории Лисичанского каменноугольного бассейна. «Его имя носит наша шахта – Дм. Мельников». Свой взгляд. Новости Лисичанск. Архів оригіналу за 30 січня 2020. Процитовано 1 квітня 2020.(рос.)
- Гудковский Е.П. (1993). Музей под открытым небом «И памятьожила...»(Фотоальбом). Шахты и рудники Донбасса. https://www.donmining.info. Архів оригіналу за 7 серпня 2020. Процитовано 1 квітня 2020. {{cite web}}: Зовнішнє посилання в |publisher= (довідка)(рос.)
- М. М. Загорулько, Е. М. Цунаева, С. Г. Сидоров (2013). Лагеря для военнопленных НКВД-МВД СССР (1939-1956). ГБУК "Издатель".(рос.)

 Посилання 
- на мапі Google Maps
- на мапі Wikimapia [Архівовано 25 серпня 2011 у WebCite]

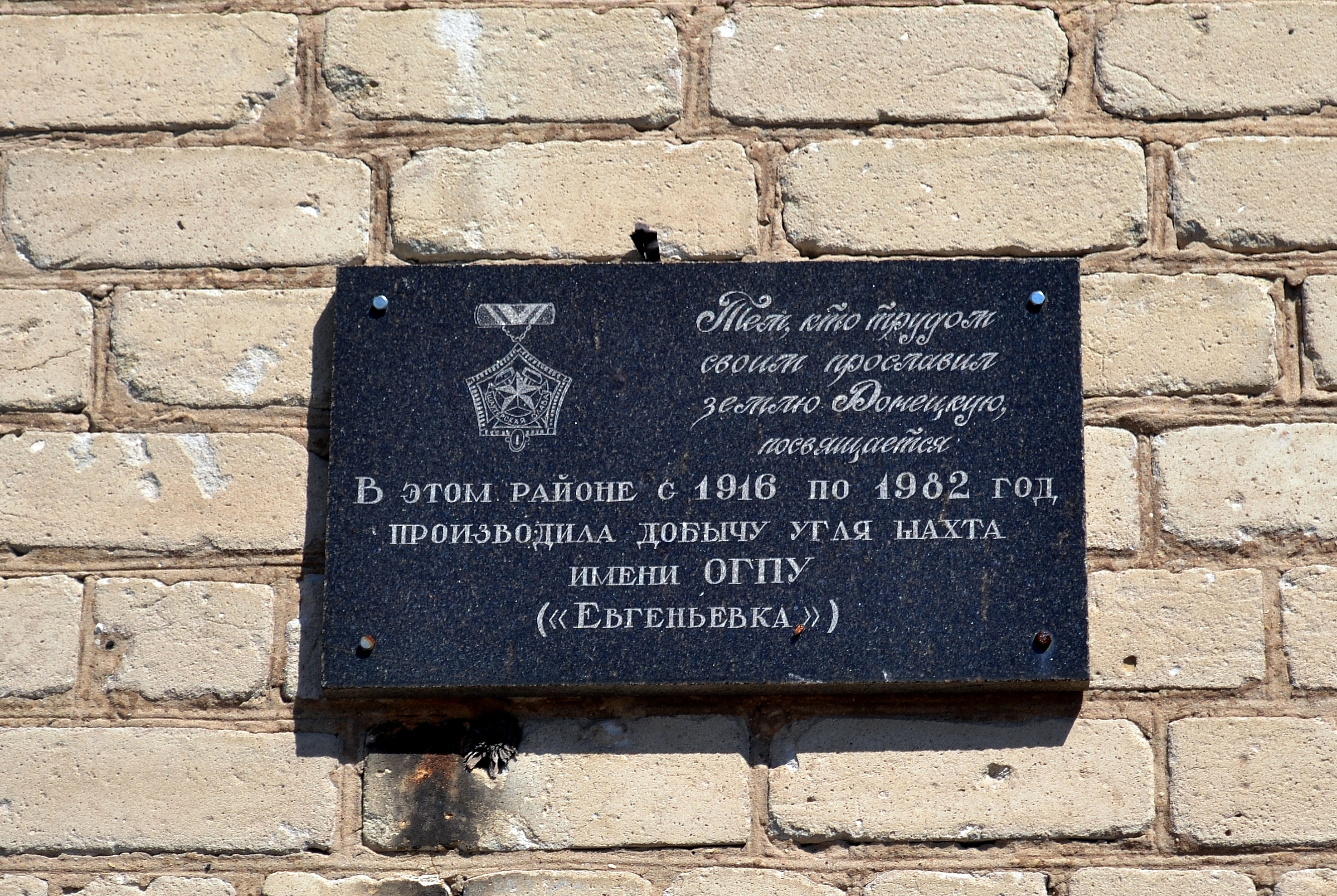
Дошка
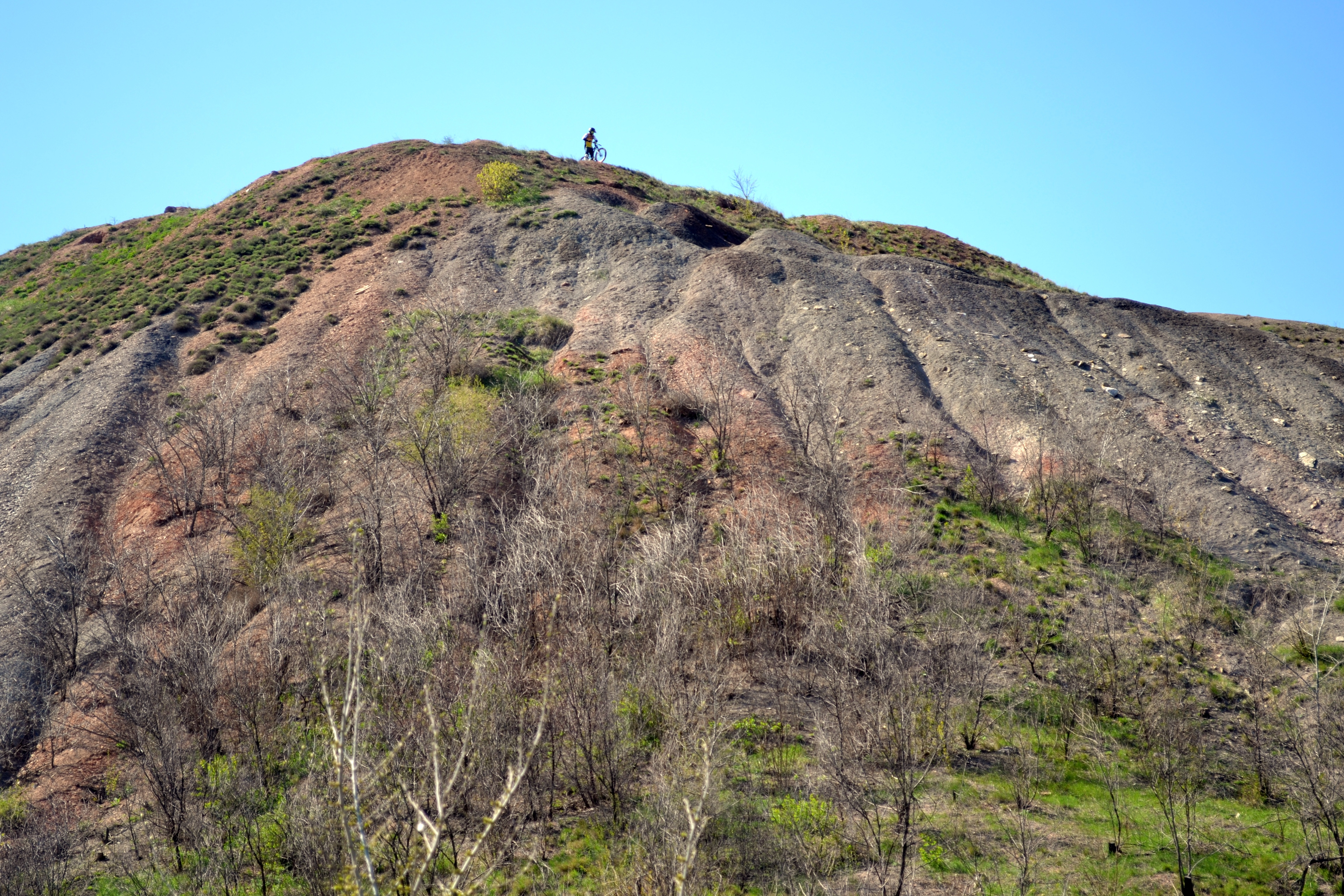
Терикон
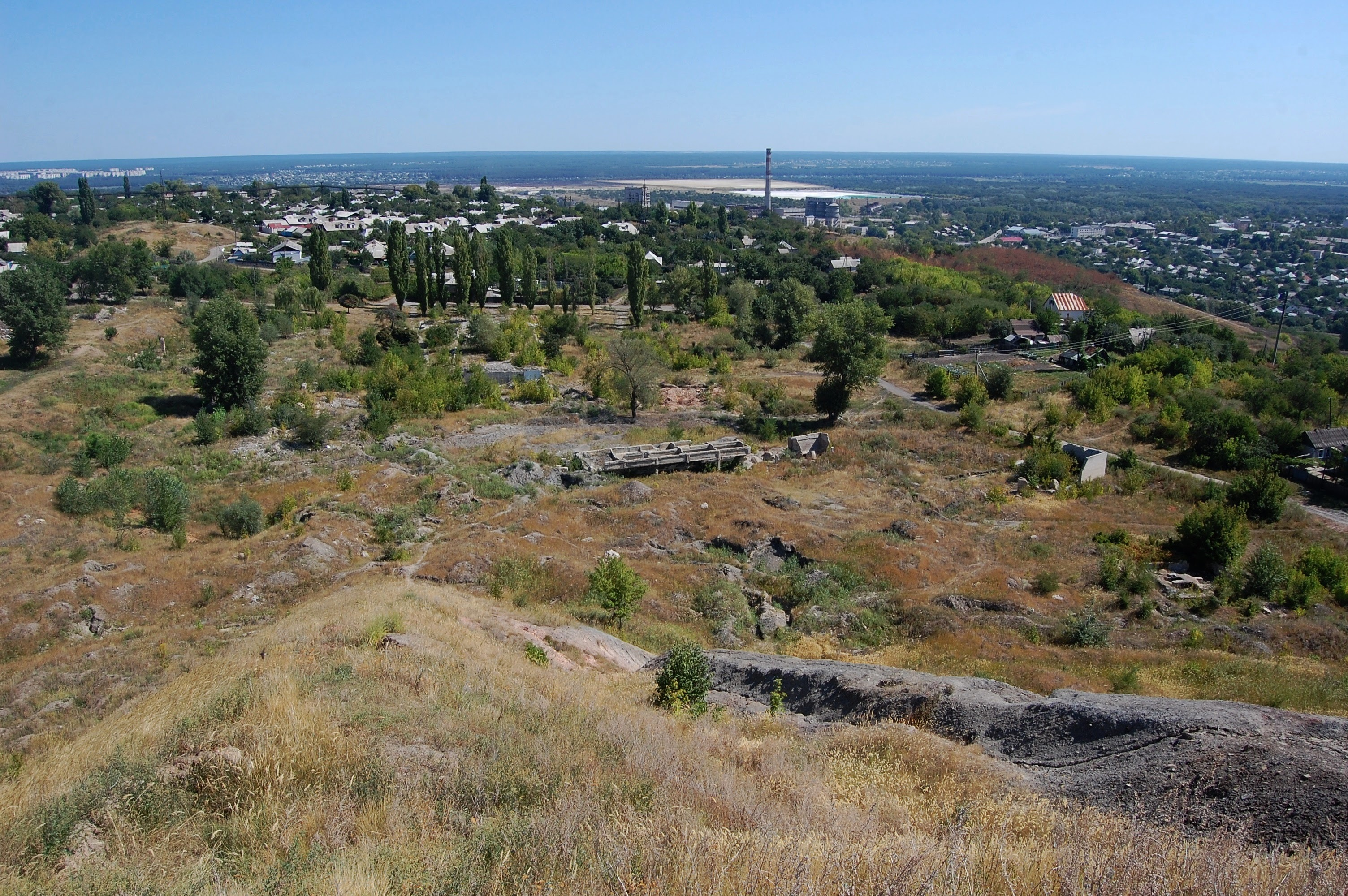
на териконі
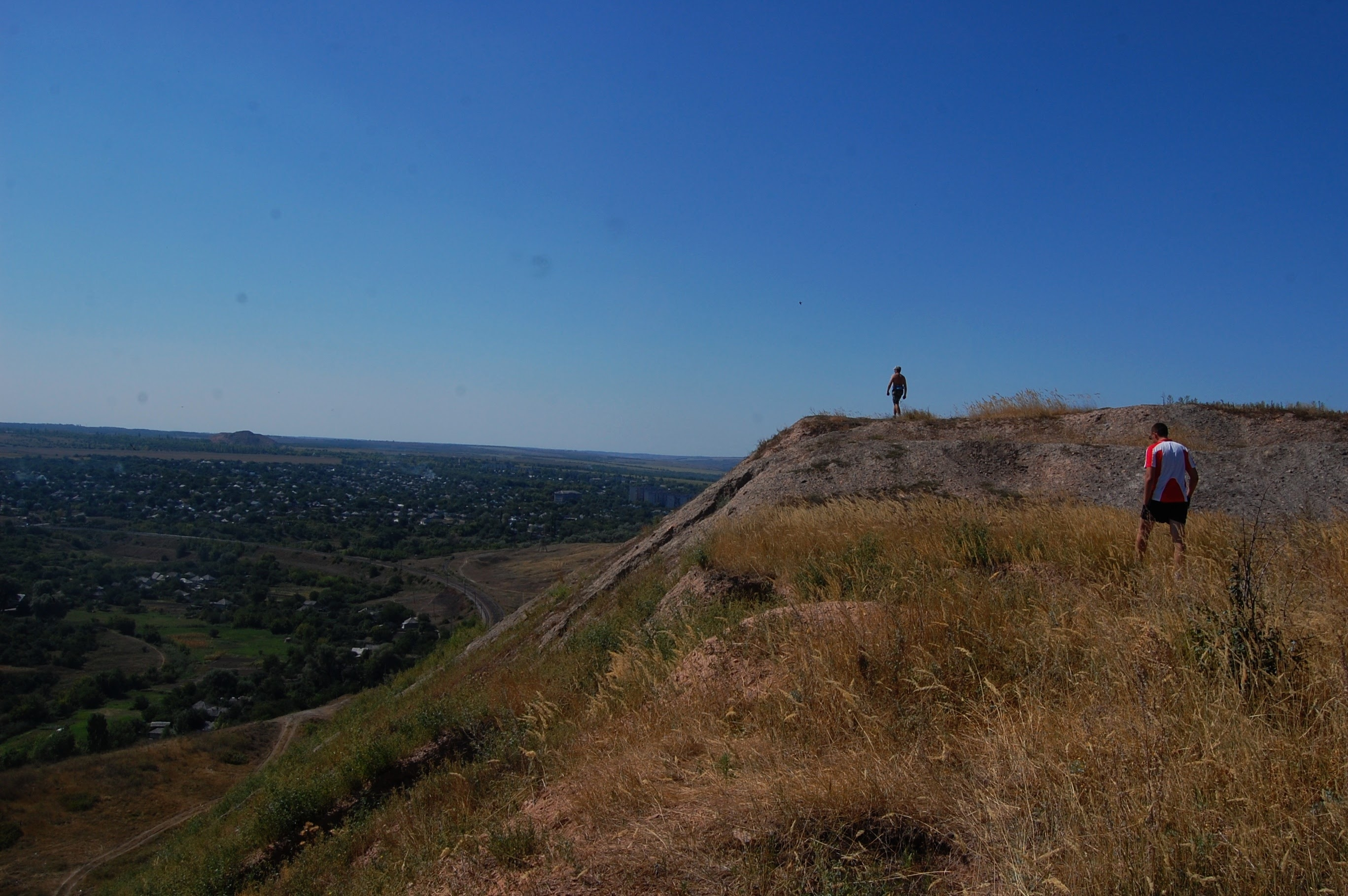
на териконі
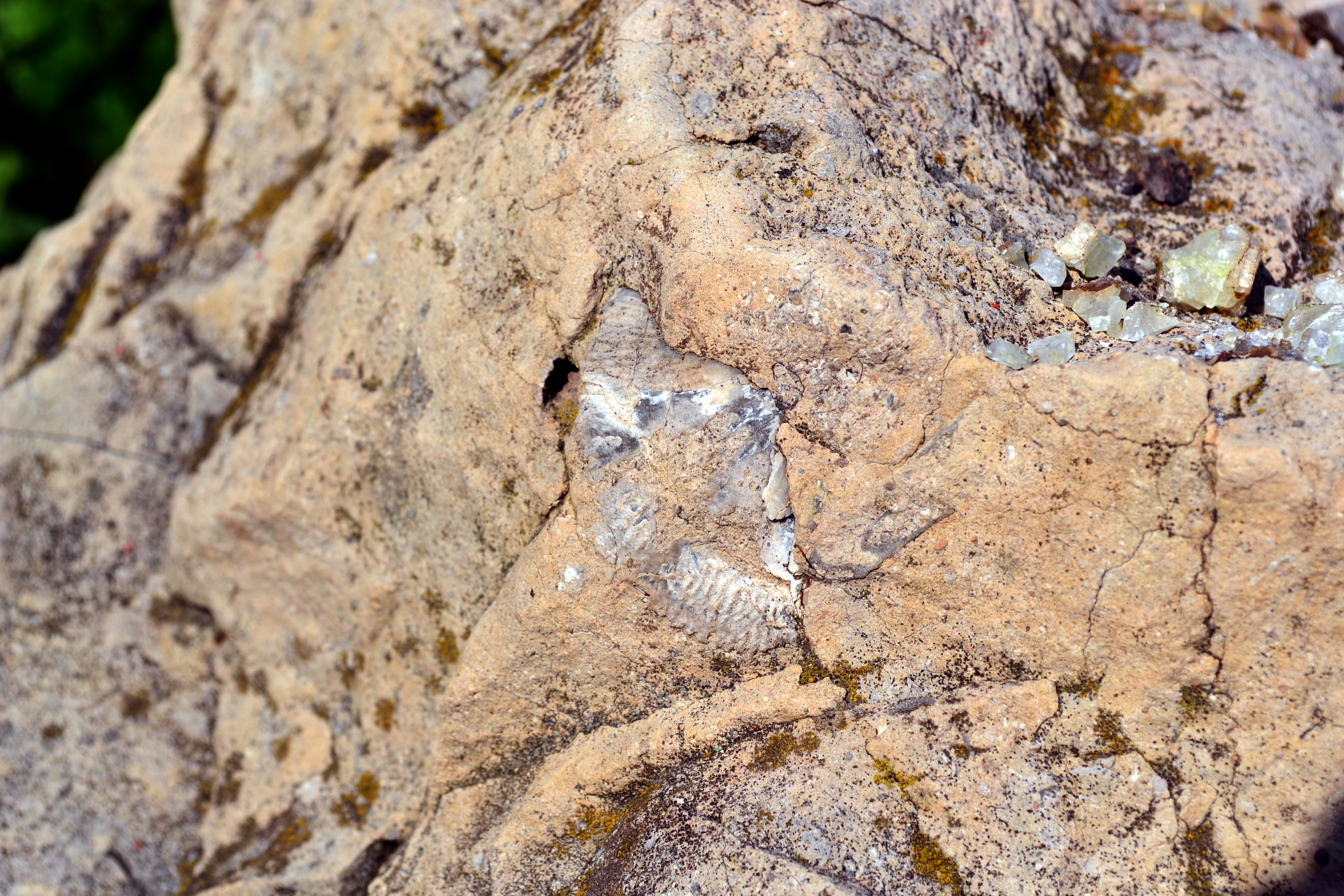
мушлі
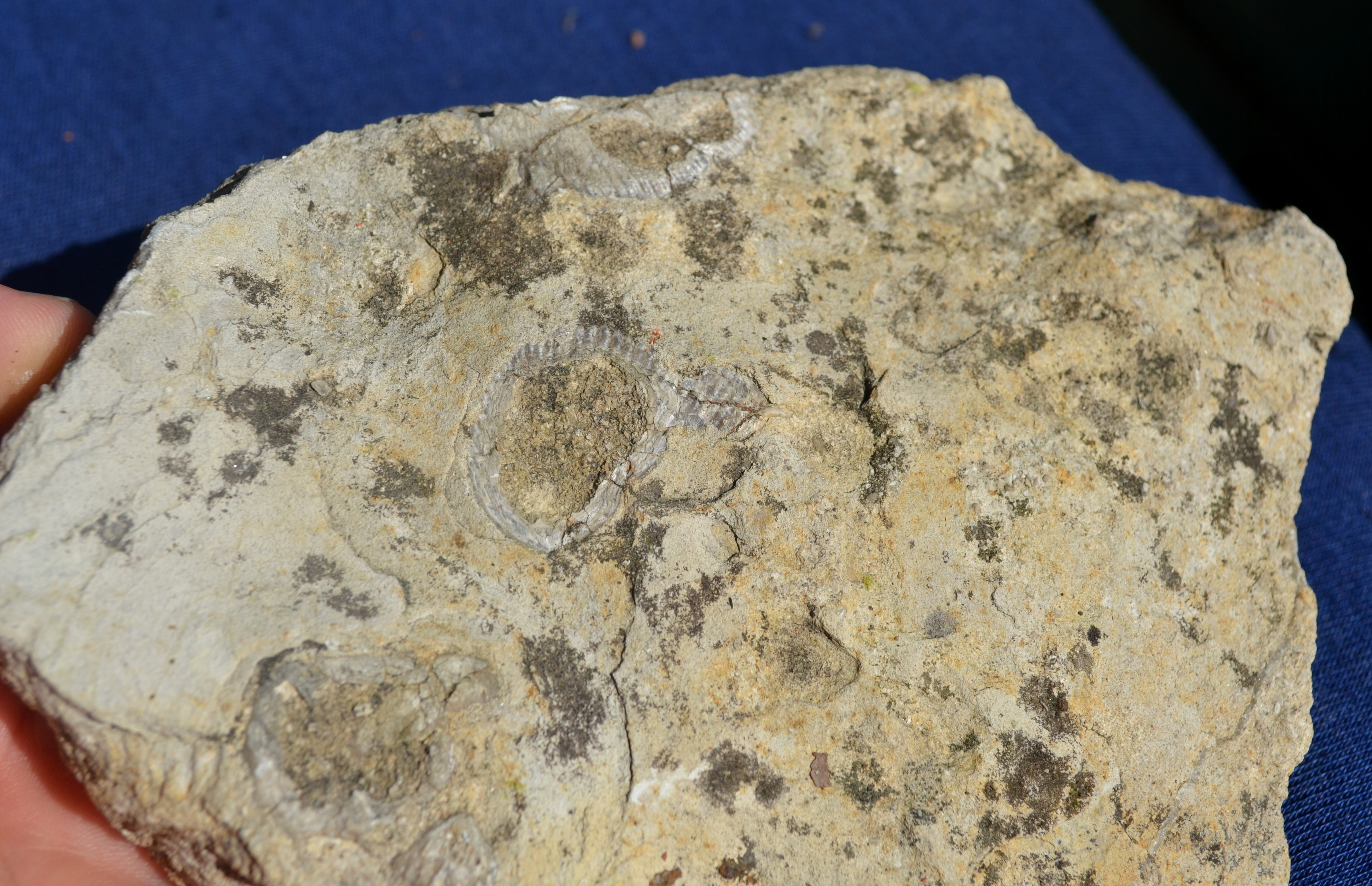
мушлі
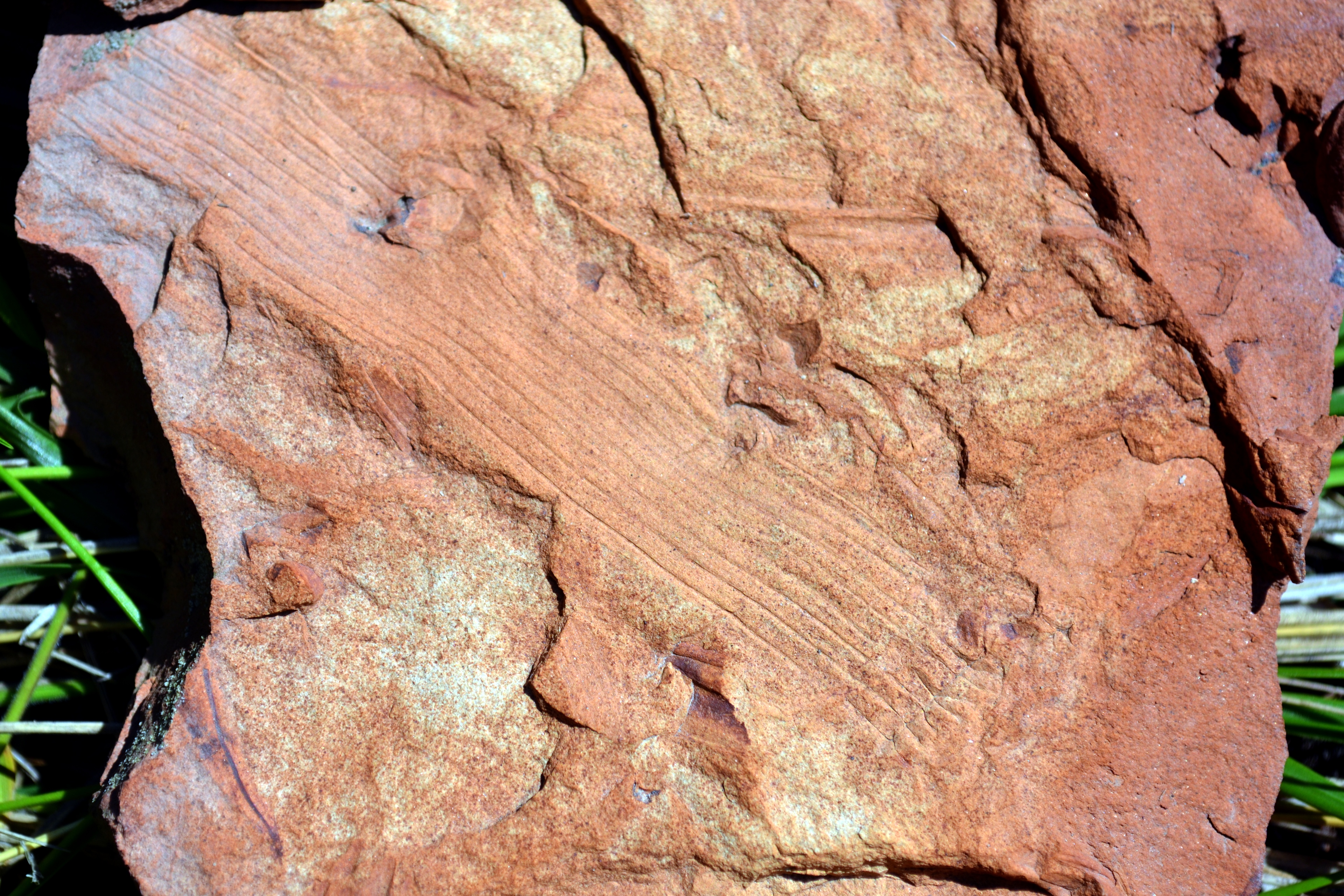
відбитки
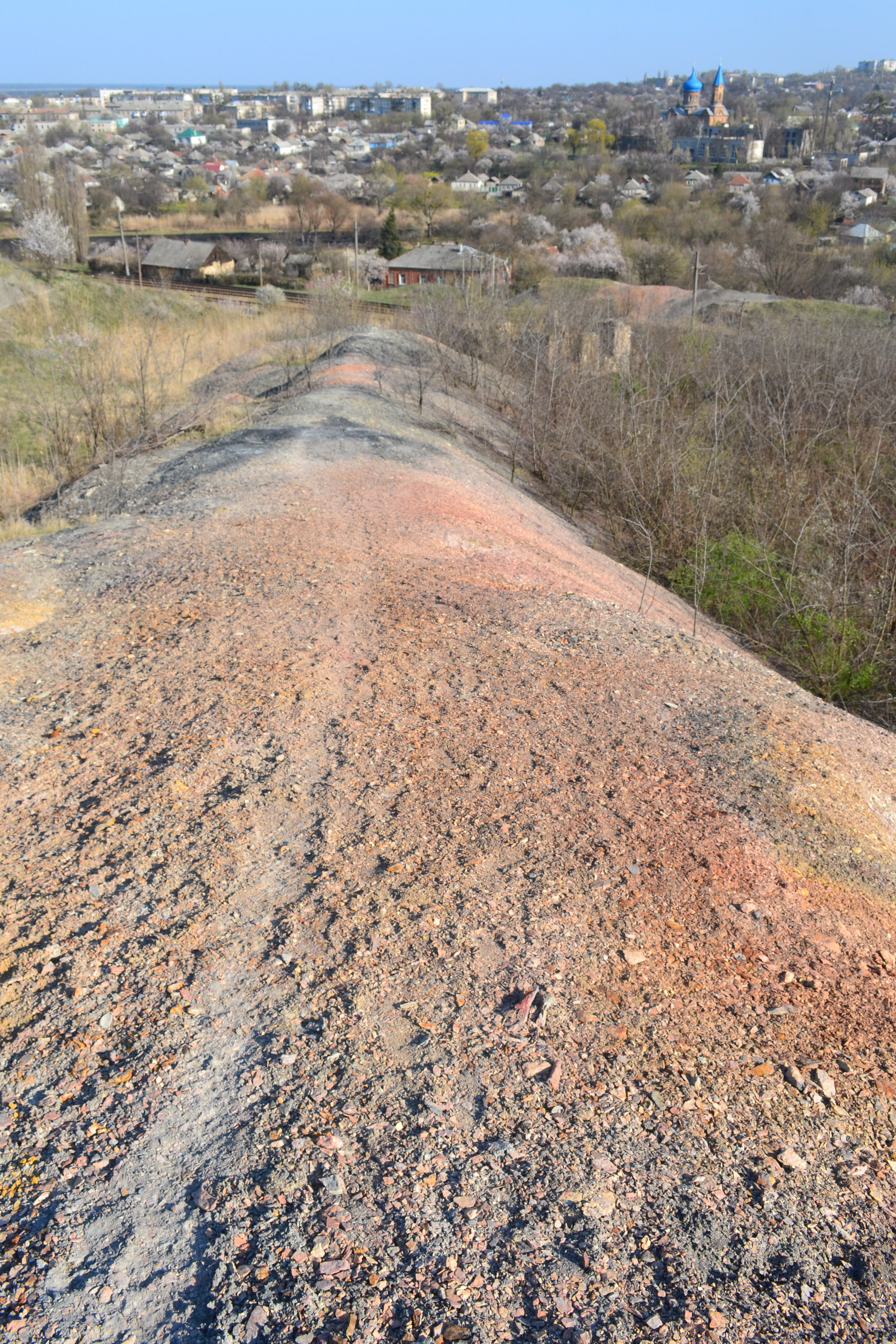
тут пересувався бресмберг
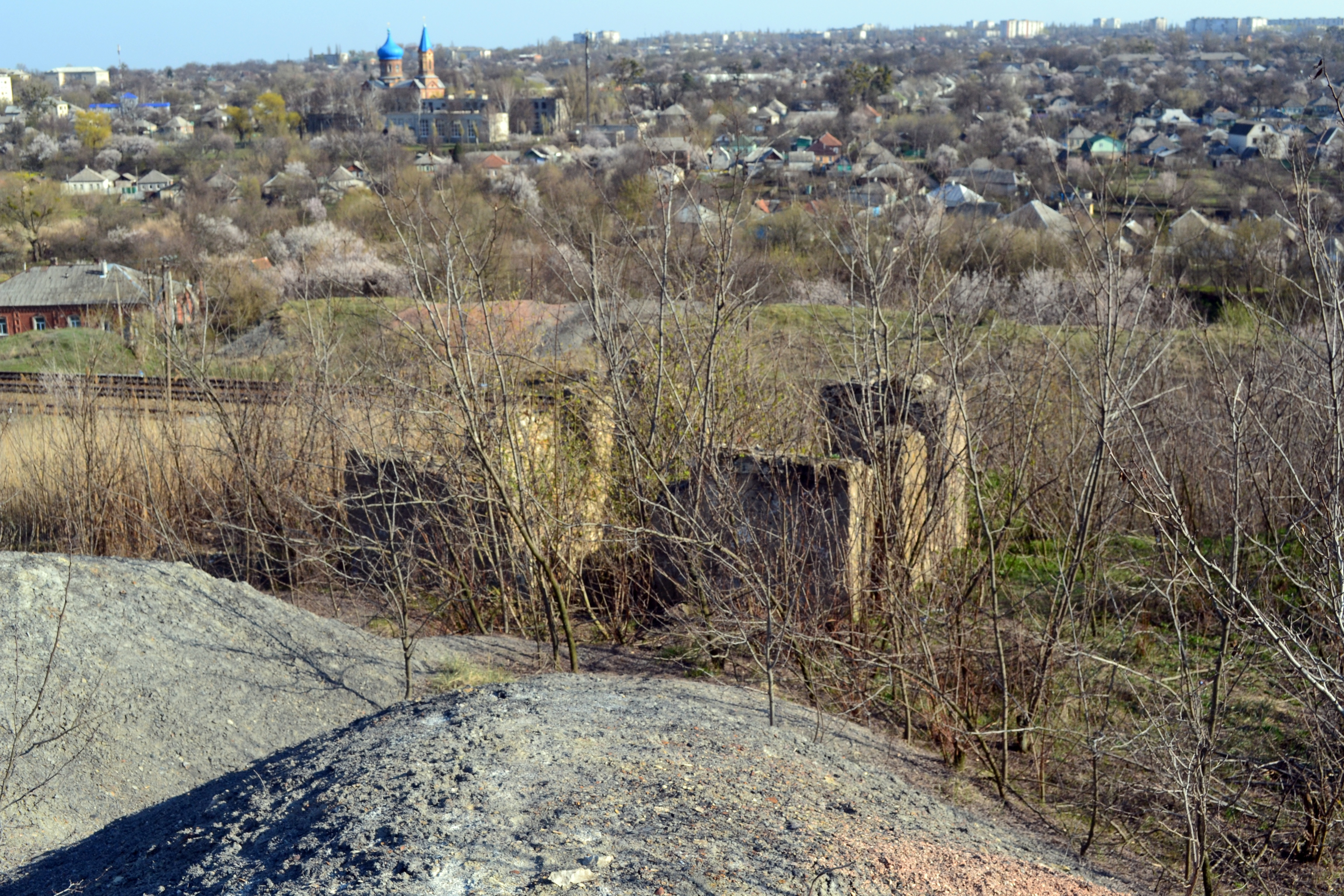
тут працював бресмберг
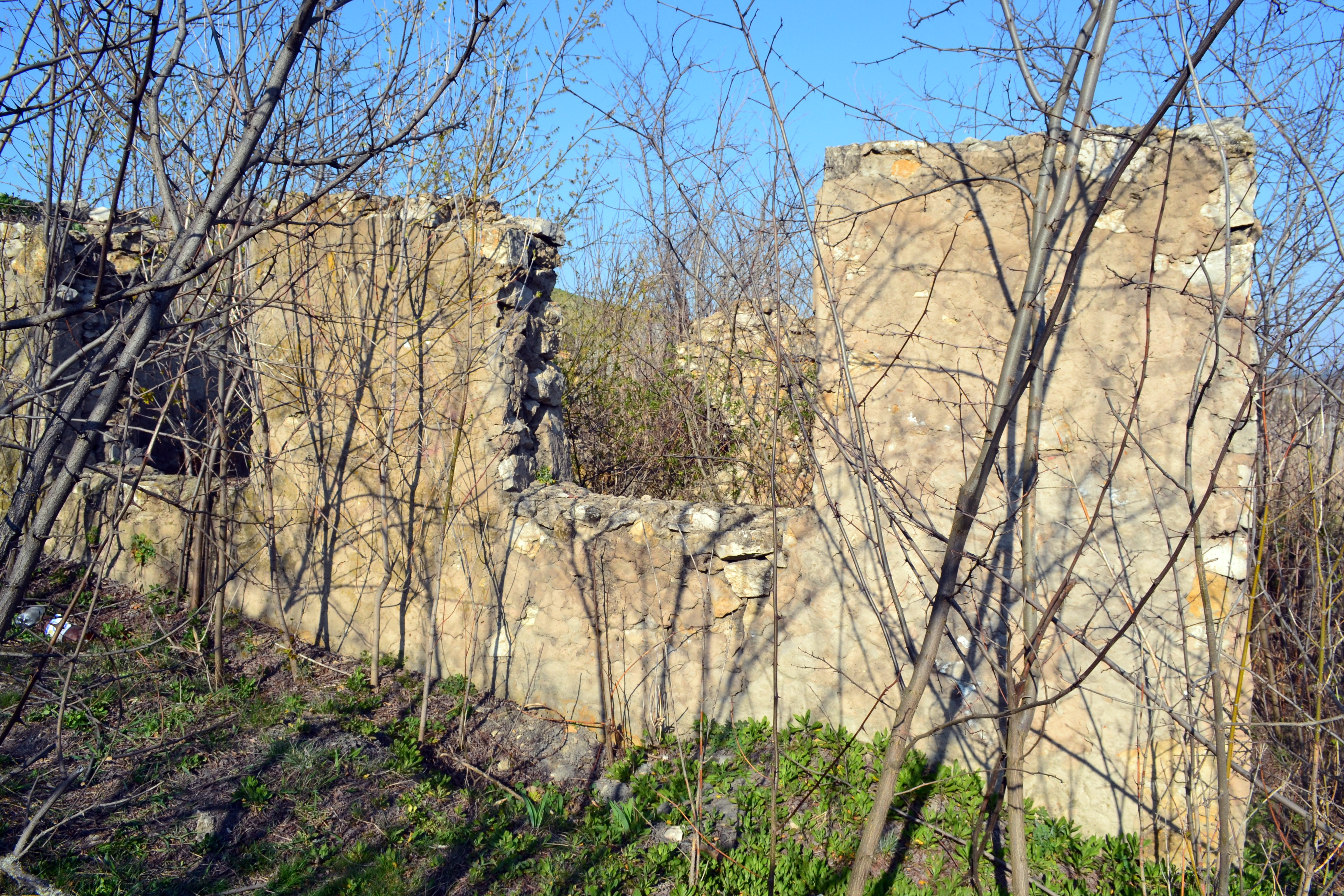
місце завантаження вагонів

- залишки шахти
- залишки шахти

## Шахта ОГПУ (Евгеньевский рудник)
1916-1982
Глибина основного ствола 60м. Максимальна глибина 120м.
Пласти K8, L1
Шахта «Євгенівська» (Євгенівка) була закладена в 1914 році, в 1916 році введена в експлуатацію. Після революції перейменована в шахту імені ОГПУ.
Добуте вугілля за допомогою бремсберга транспортувалося до залізниці.

| Не видно лошадей, крутивших барабаны, и коногонов, погонявших их. Все заменило электричество. Свет проведен во все рабочие квартиры yа руднике. Ночью, при электричестве, жизнь на брейсберге бьет ключом. |
У роки війни була зруйнована, в 1943 році почалися роботи по відновленню шахти з використання праці війсковополонених (Лисичанський табір №125, 1944-1949 р.р.).
Стала до ладу в 1947 році. Входила в трест «Лисичанськвугілля».
В її відновленні брав участь Євген Аврамович Кір'яков. Він пройшов на цій шахті трудовий шлях від простого гірника до директора шахти. Коли був начальником дільниці, то його підрозділ видавало добовий видобуток 700 тонн вугілля на добу. В 1977 році він помер у своєму кабінеті.
В 1939 р. за видатні успіхи в справі підйому вугільної промисловості було нагороджено медалями: "ЗА ТРУДОВУЮ ДОБЛЕСТЬ" Гаркушу Івана Івановича - десятника шахти, "ЗА ТРУДОВОЕ ОТЛИЧИЕ" Руминську Василісу Оксентіївну - стволову шахти.
Пізніше шахта входила до складу шахти ім. Войкова. Закрита в 1982 році.
Достеменно відомо що з 1950 р. по 1966 р. на шахті загинуло 24 гірники.
- М. М. Загорулько, Е. М. Цунаева, С. Г. Сидоров (2013). Лагеря для военнопленных НКВД-МВД СССР (1939-1956). ГБУК "Издатель".(рос.)

Посилання
- Александр Мазан (02.11.2016). 100 ЛЕТ НАЗАД  СДАНА В ЭКСЛУАТАЦИЮ «ШАХТА ИМ. ОГПУ». прес-служба ПАО «Лисичансвугілля». Свой взгляд. Новости Лисичанск. Архів оригіналу за 20 лютого 2020. Процитовано 1 квітня 2020.(рос.)

- терикон на мапі Wikimapia [Архівовано 2 травня 2017 у Wayback Machine.]
- на мапі Google Maps

- Дошка
- Терикон
- на териконі
- на териконі
- мушлі
- мушлі
- відбитки
- тут пересувався бресмберг
- тут працював бресмберг
- місце завантаження вагонів

## Шахта Оріон

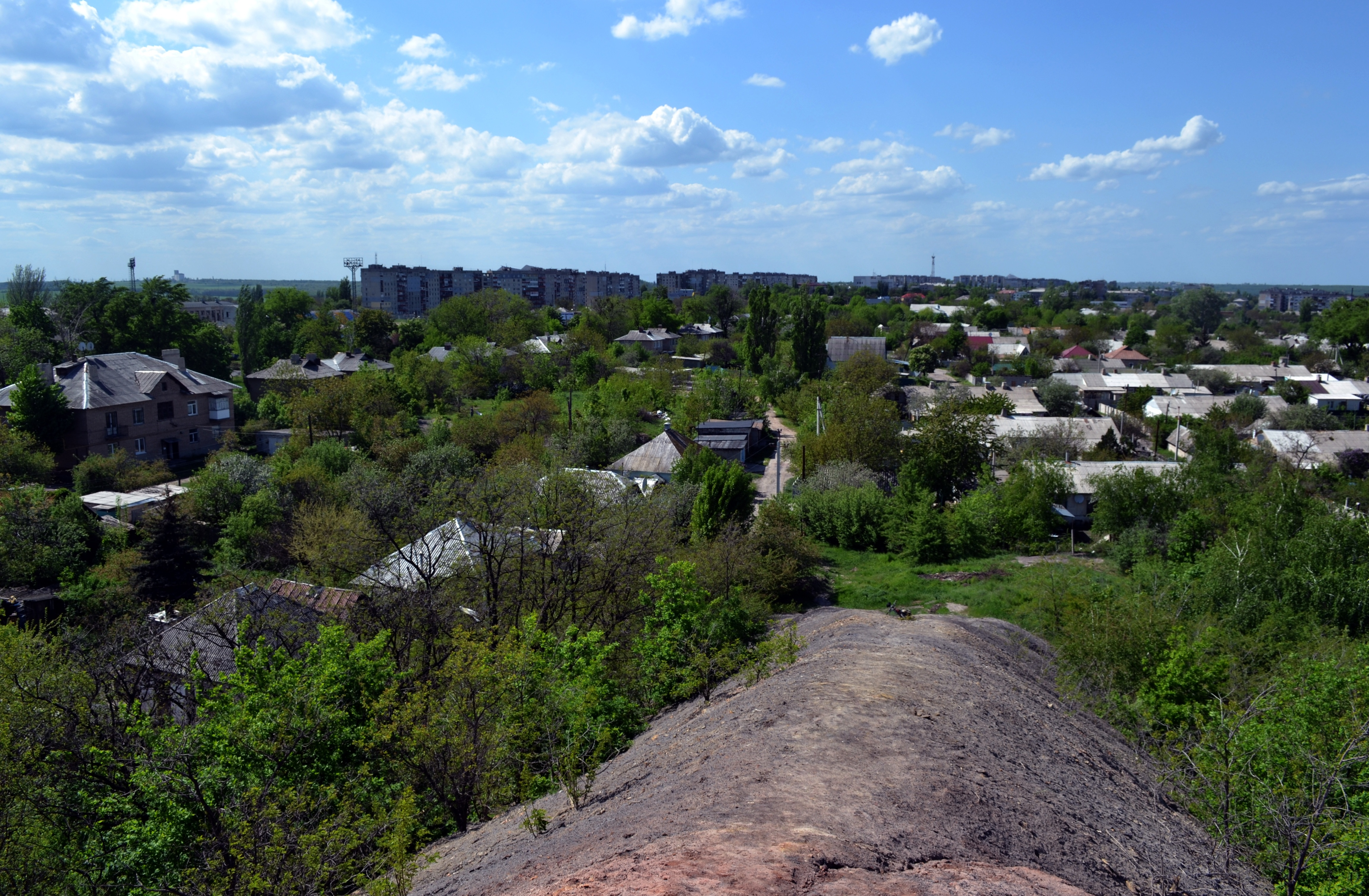
---

## Шахта Подземгаз
Роки існування: 1932—1968
Максимальна глибина 300 м. Газифікувались пласти: L3, L5.
«Подземгаз» — одне з перших дослідно-промислових підприємств підземної газифікації кам'яного вугілля. Створено на базі рудника «Катеринінський».
Шахта складалась із сітки свердловин на відстані 25 м. По вертикальній свердловині закачували суміш кисню та пару, по нахиленій свердловині відсмоктували газ. Газ використовували для потреб Лисичанської ТЕЦ.
Думку щодо підземної газифікації вугілля висловлював ще 1888 року Дмитро Менделєєв. Першу схему газифікації 1921 року зробив професор Б. І. Бокій. В 1928 році почалися роботи над проєктом дослідної станції в Лисичанську.
Згадки 
- ГудковскийЕ.П. (1993). Музей под открытым небом «И память ожила...»(Фотоальбом). Шахты и рудники Донбасса. https://www.donmining.info. Архів оригіналу за 7 серпня 2020. Процитовано 1 квітня 2020. {{cite web}}: Зовнішнє посилання в |publisher= (довідка)(рос.)
- Лисичанск: история и развитие. Новости Луганска. Citynews.net.ua. Архів оригіналу за 8 вересня 2019. Процитовано 2 квітня 2020.(рос.)
- Ангрен. Лисичанская станция «Подземгаз». https://pgu14.jimdofree.com. {{cite web}}: Зовнішнє посилання в |publisher= (довідка)(рос.)
- Ангрен. ПИОНЕРЫ ПОДЗЕМНОЙ ГАЗИФИКАЦИИ. https://pgu14.jimdofree.com. {{cite web}}: Зовнішнє посилання в |publisher= (довідка)(рос.)
- Пробуждение Донбасса. © РЕАЛЬНАЯ ГАЗЕТА REALGAZETA. 04.02.2014. Архів оригіналу за 15 серпня 2020. Процитовано 2 квітня 2020.(рос.)
- А.Грибанов. Истрия горного дела. http://mininghist.ru/. Архів оригіналу за 26 вересня 2020. Процитовано 2 квітня 2020. {{cite web}}: Зовнішнє посилання в |publisher= (довідка)(рос.)
- Г.И. Гайко, В.В. Заев, П.Н. Шульгин (2012). УТИЛИЗАЦИЯ ТЕПЛОВОЙ ЭНЕРГИИ ПРИ ПОДЗЕМНОЙ ТЕРМОХИМИЧЕСКОЙ ПЕРЕРАБОТКЕ УГОЛЬНЫХ ПЛАСТОВ (PDF). Алчевск. ДонГТУ. Архів оригіналу (PDF) за 27 жовтня 2017. Процитовано 2 квітня 2020.(рос.)

 Посилання 
- Терикон на мапі Google Maps
- на мапі Wikimapia [Архівовано 25 серпня 2011 у WebCite]

## Шахта Прасковья
Роки існування: 1910-19хх. Входила до Лисичансько-Донецького рудника І.Н. Гладкаго.

| Не доѣзжая полуверсты до р. Насвѣтевичъ, по лѣвую сторону пути, на склонѣ крутой горы, въ лѣсу, расположился Лисичанско-Донецкій каменноугольный рудникъ И. Н. Гладкаго. Рудникъ этотъ находится на землѣ крестьянъ села Лисичанскъ, у которыхъ арендуется 11 десятинъ, на срокъ 9 лѣтъ, съ уплатой по 1 коп. съ пуда. Построенъ нынѣшнимъ владѣльцемъ въ 1910 г. Разрабатывается пластъ №7 Лисичанской свиты,мощ. 2 арш. 2 верш. Зале-ганіе пласта правильное. Уголъ паденія 10°—23°. Система разработки смѣшанная, столбовая и лавами. Угли пламенные, съ содержаніемъ летучих вееществъ 38%, золы 4% и сѣры 4%. Углеподъемныхъ шахтъ одна «Прасковья», глубиною 48 саж., и вентиляціонная «Валентина». Возможная добывная способность шахты 20.000 пуд. въ сутки, а всего рудника въ годъ до 3 милліоновъ пудовъ. Техническое оборудованіе рудника состоитъ изъ 1 углеподъемной машины,въ 35 л. с., 2 паровыхъ котловъ, съ поверхностью нагрѣва 88 кв. метровъ, и 1 паровой насосъ системы Блека, съ проызводитольнстью 100 ведеръ въ часъ. Отъ шахты уголь въ вагонеткахъ по бремсбергу, протяженіемъ 42 саж., спускается до погрузочнаго пункту, откуда уже при помощи люковъ непосредственно въ желѣзнодорожные вагоны. — По Екатериненской жел. дороге, 1912 р. (рос.) |

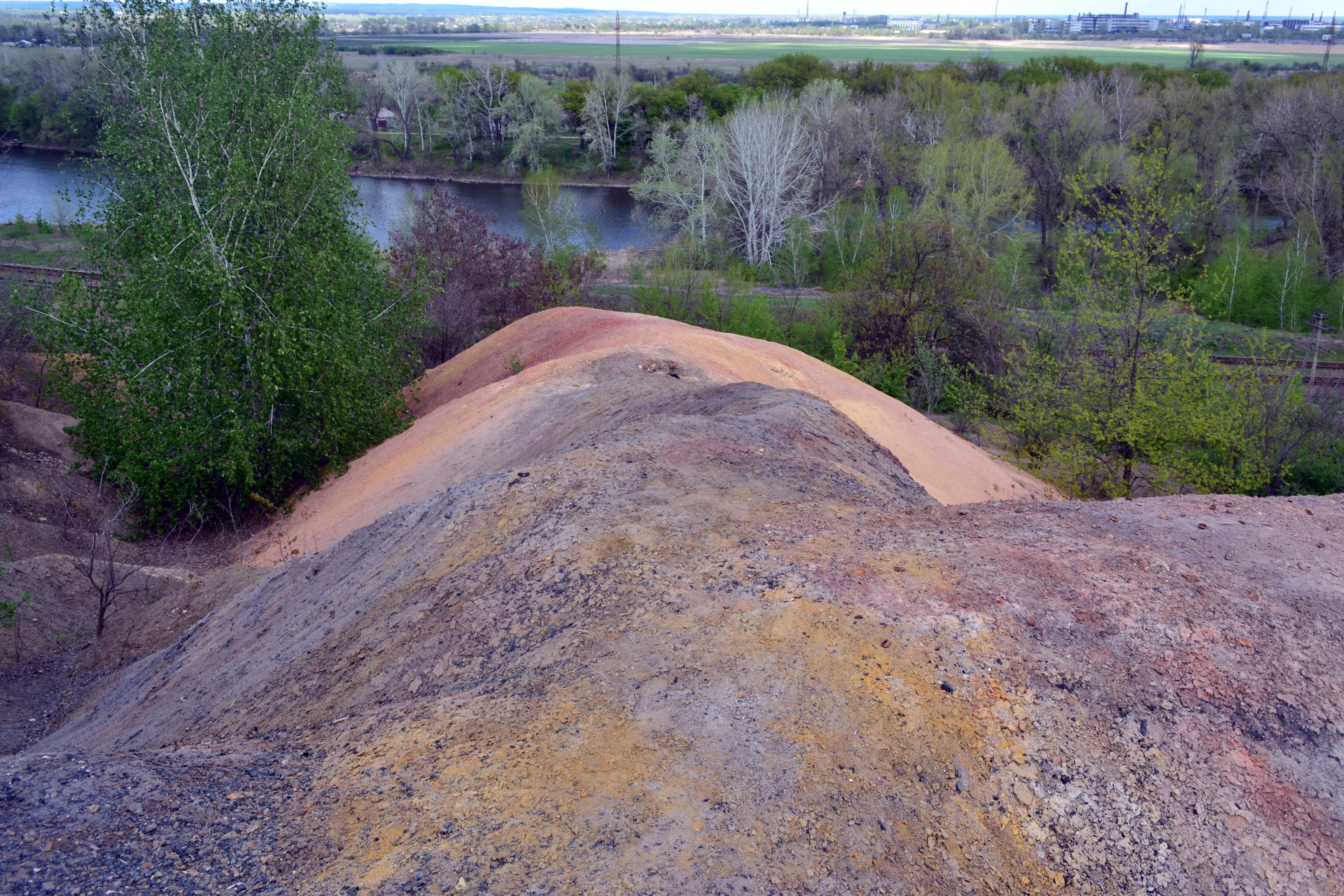
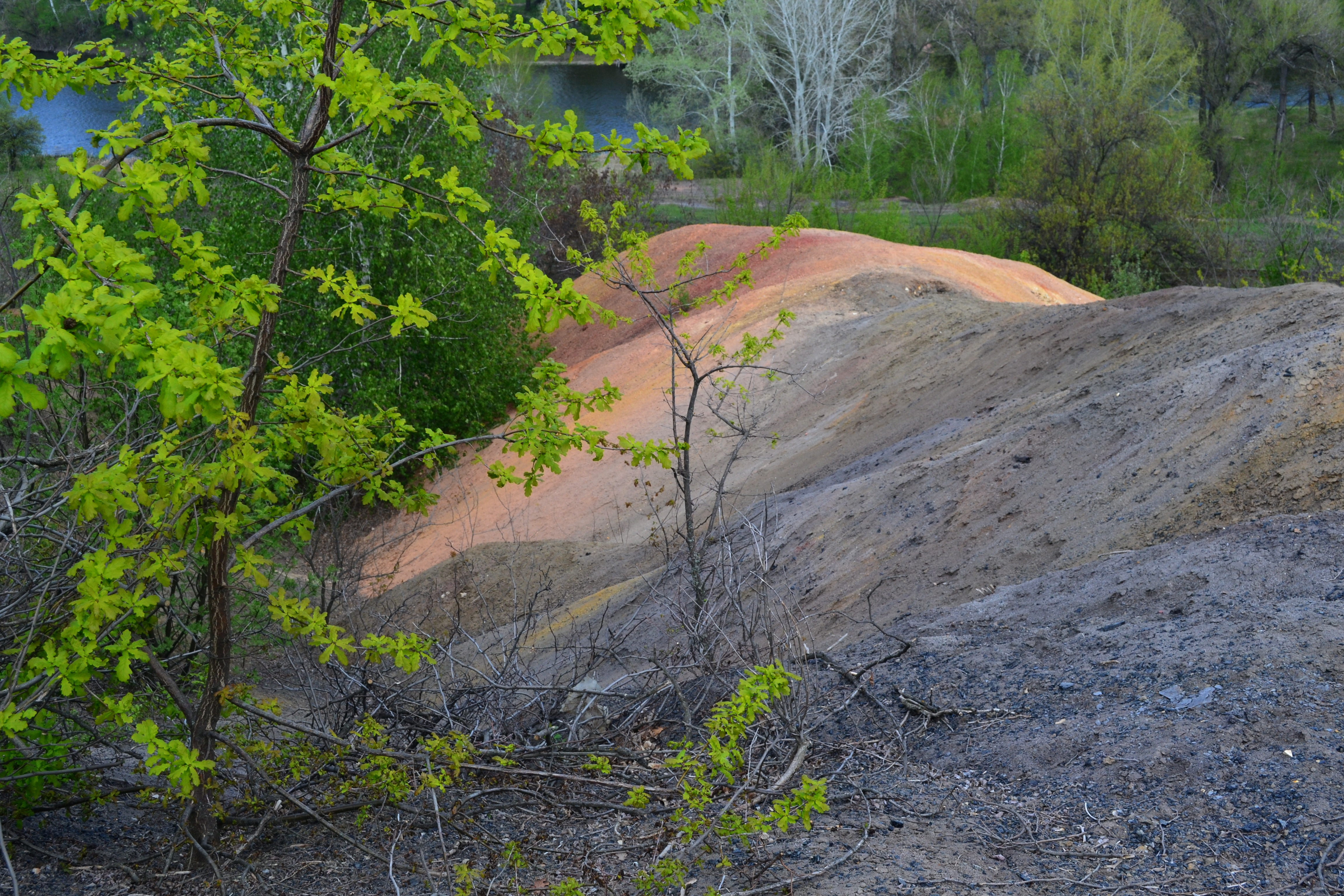
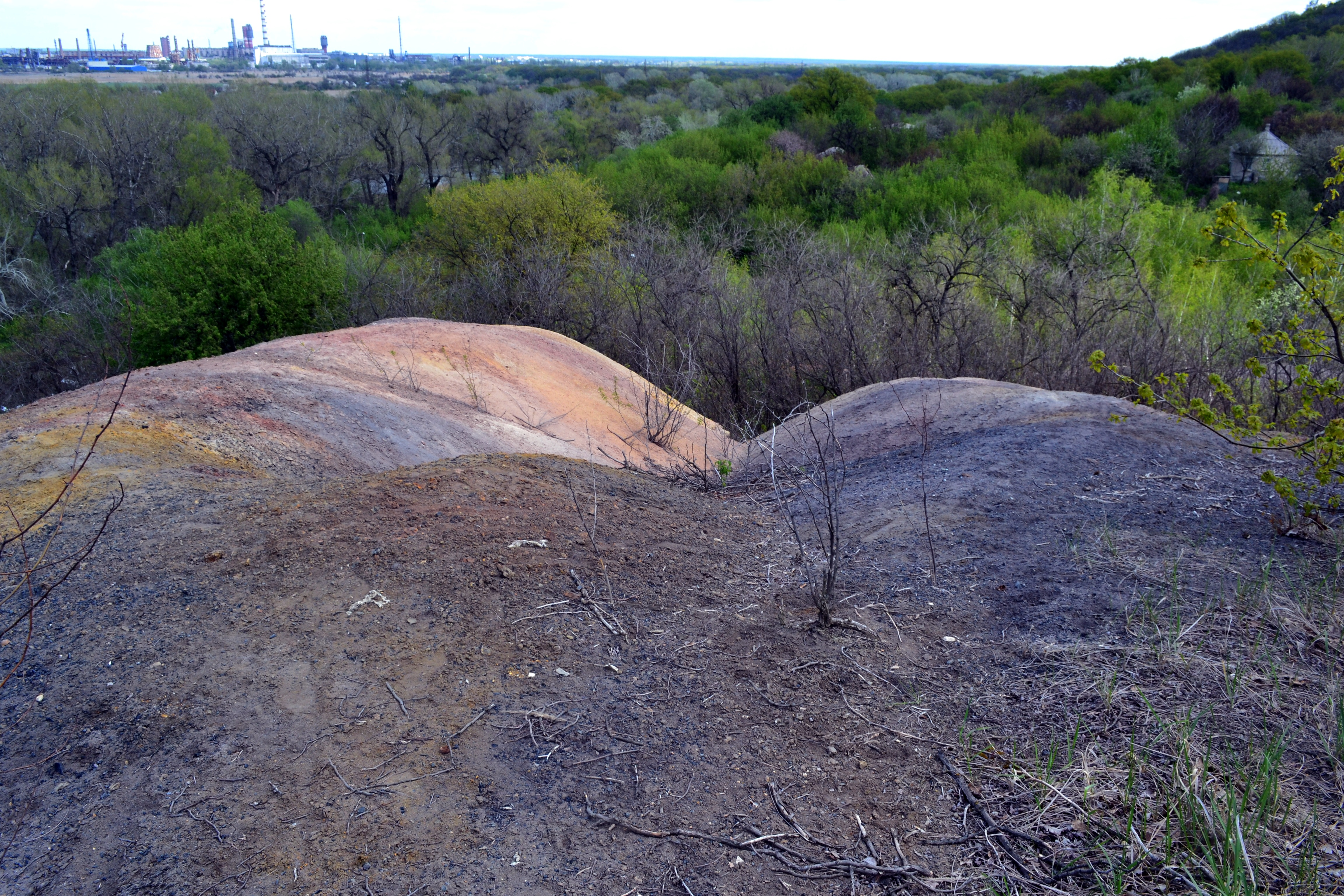
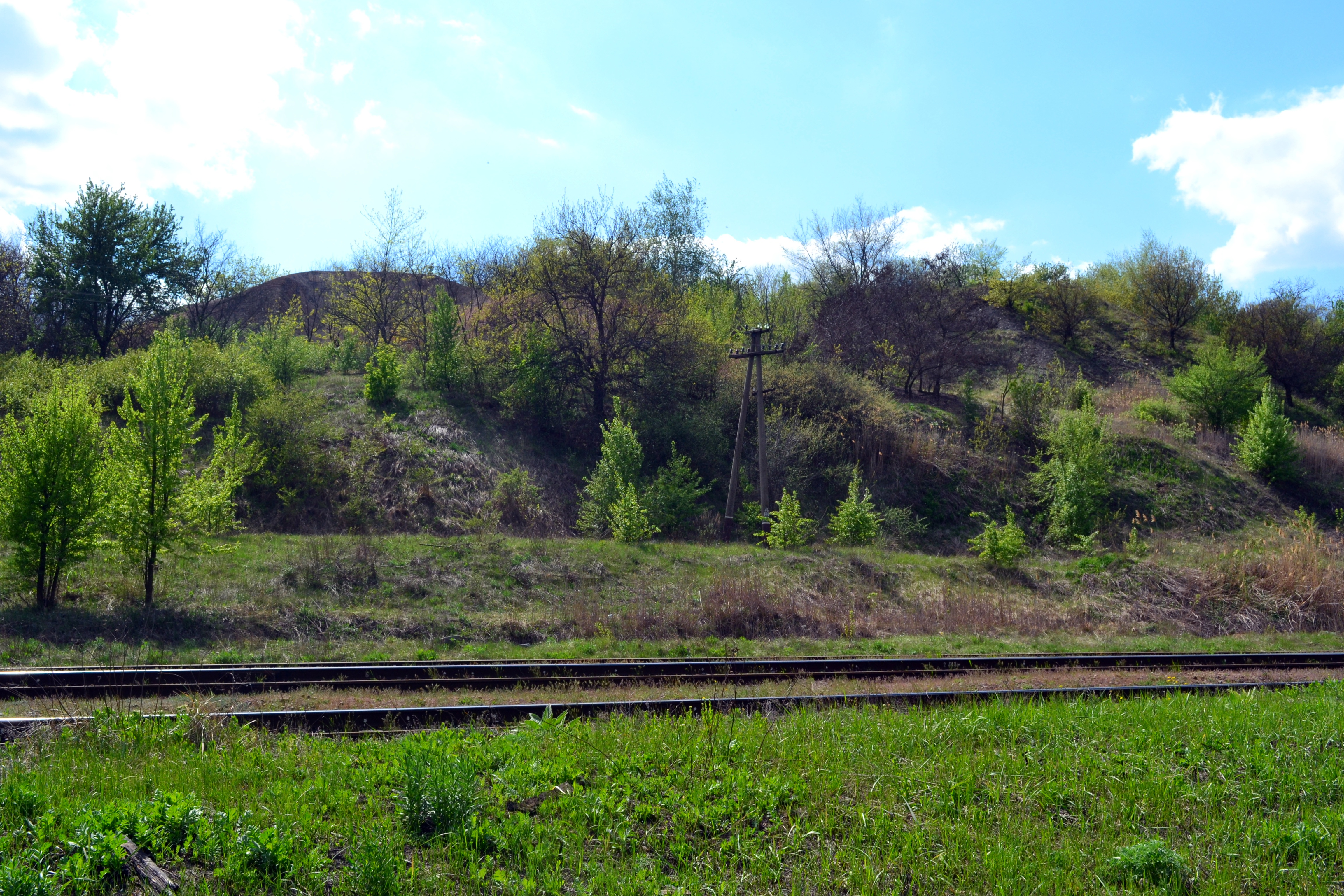

## Шахта Рухимовича (К. Скальковський)
Роки існування: 1897-1941.
Шахта Костянтин Скальковський була відкрита в 1897, а в 1924 р. була перейменована на часть радянського партійного та державного діяча Рухимовича М.Л.
В 1923 році на базі шахти виникло училище. Ось що про це писала донецька газета «Всеросійська кочегарня» в травні того ж року:
«13 квітня 1923 року молодь Скальковського рудника (колишня назва шахти) святкувала урочисте відкриття своєї довгоочікуваної школи. Зараз в школі навчаються 75 підлітків, які працюють на руднику. В якості викладачів залучені гірські техніки, штейгери і гірські інженери. Теоретичні заняття проходять в приміщенні Лисичанського гірничого технікуму, що знаходиться на відстані півверсти від рудника.
Вугілля транспортувалось канатною дорогою до залізничної станції Лисичанськ на відстань 1 версти.
Про чисельність працівників та обсяги добутого вугілля в 1925 році пише газета «КОЧЕГАРКА» у статті "Работа рудника им. т. Рухимовича в третьем квартале 1924—25 г.":*
| В третьем квартале текущего операционного года рудник имени тов. Рухимовича (Лисичанск) добыл свыше 2 миллионов пудов и этим самым выполнил свою производственную программу на 79 проц. Рудник был в состоянии выполнить задание на все 100 проц, и даже превысить его, но слишком большие запасы, скопившиеся при шахте, не давали возможности форсировать добычу. Скопление же запасов объясняется, главным образом, малым спросом на топливо со стороны завода „Донсода". Собственное потребление угля за тот же период времени выразилось, примерно, в 200 тысяч пудов, что составляет 10 проц, валовой добычи. По сравнению со вторым кварталом расход на собственные нужды заметно уменьшился. Общий вывоз топлива составил около 2 1/2 миллионов пудов. Благодаря этому, запасы угля значительно уменьшились. Среднее число рабочих и служащих по руднику в третьем квартале составляло 1372 человека, из коих 502 —угольные рабочие, 443 —подземные, 375 —поверхностные. Сейчас себестоимость пуда угля по руднику составляет 17,37 копейки. (рос.) |
В 1927 році шахта увійшла до новоутвореного шахтоуправління: №13 (шахти ім. Рухимович, ім. Войкова, «Євгенівка» і «Чорноморка»).
Незабаром обидва №13 та №14 (ім. Мельникова, ім. Титова, «Корунд») шахтоуправління склали «Лисичанське об'єднане рудоуправління».
У 30-ті роки, під час кампанії по виявленню контрреволюційних організацій, ОГПУ не оминуло і шахту Рухимовича.
Про це свідчить "Доповідна записка ОГПУ про становище в кам'яновугільної промисловості від 1 липня 1933 р." Й. Сталіну.

| Вполне оформившаяся диверсионная группа вскрыта в Лисичанском рудоуправлении. Членом этой группы механиком шахты им. ОГПУ Неловко (не арестован) произведена авария на электрической подстанции шахты. Монтером по механизации шахты им. Рухимовича, завербованным в эту диверсионную группу, выводились из строя врубовые машины.[17] |
Так, у грудні 1934 були заарештовані за підривну роботу 29 осіб з білогвардійського елемента, в т.ч. 7 інженерів.
За приписки були притягнуті до відповідальності: інженер Поборчій і зав. ділянкою Риндін.
Під час впровадження Стахановського руху двох слюсарів шахти було заарештовано у жовтні 1935 р.
Шахта закрита в 1941 р.
https://goo.gl/maps/CjByKC9MBLnUSQTK7

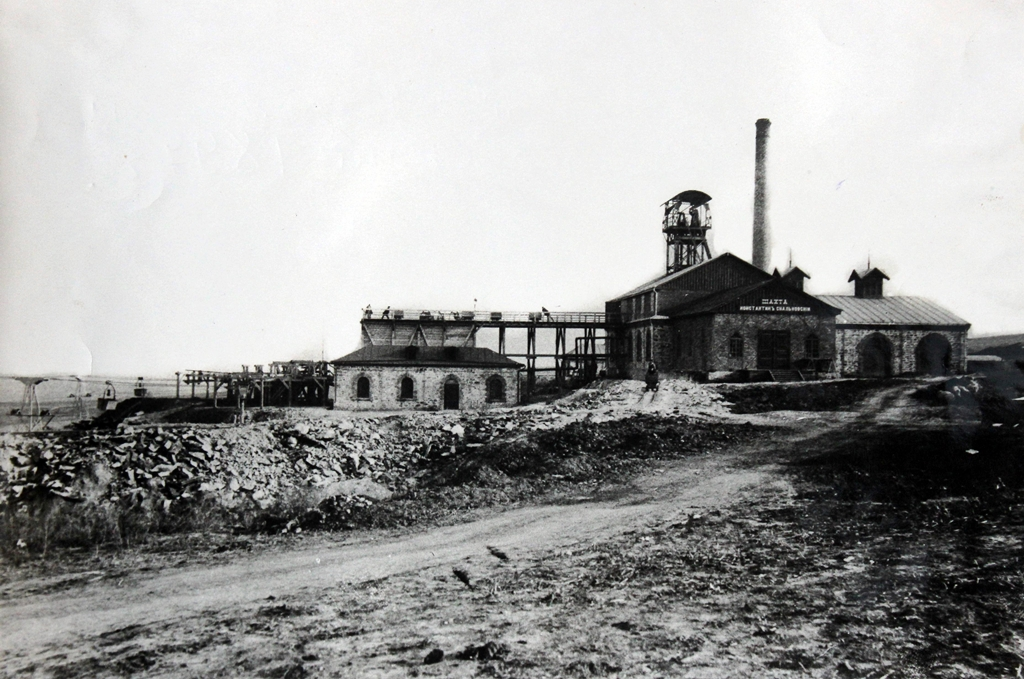
1900р.канатна дорога
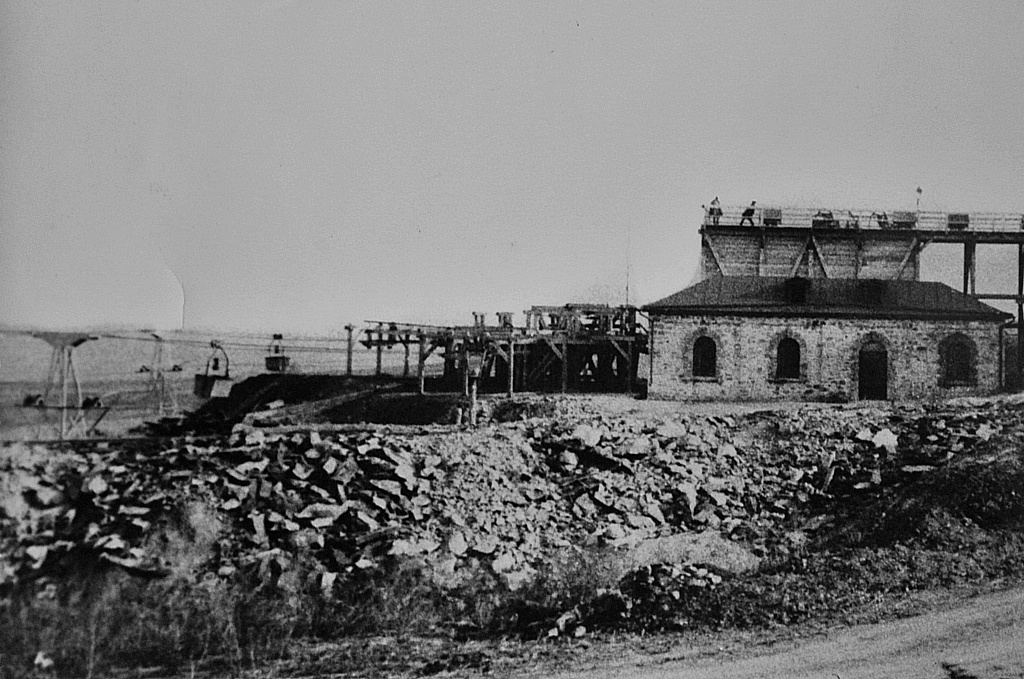
канатна дорога
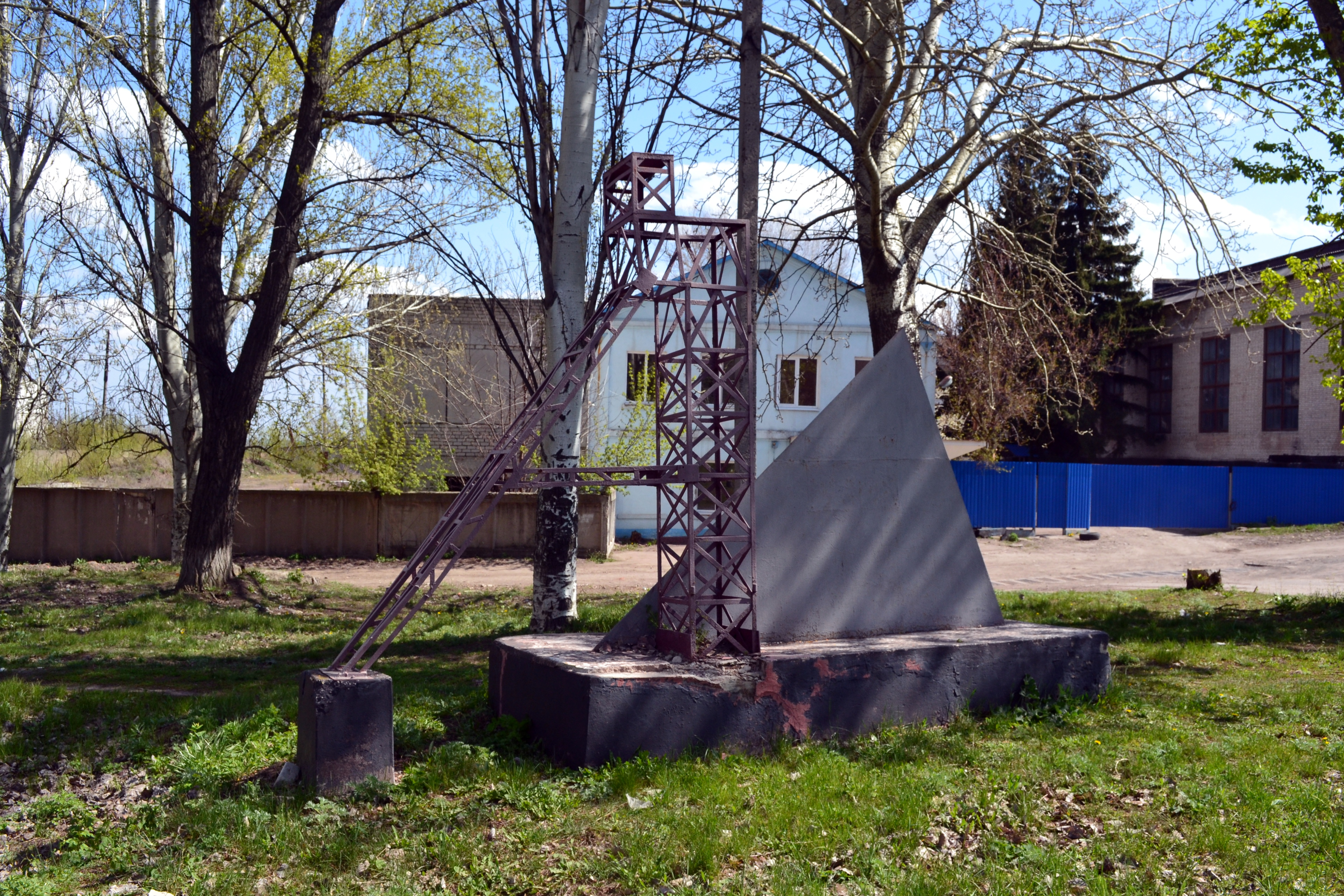
Пам'ятник шахті
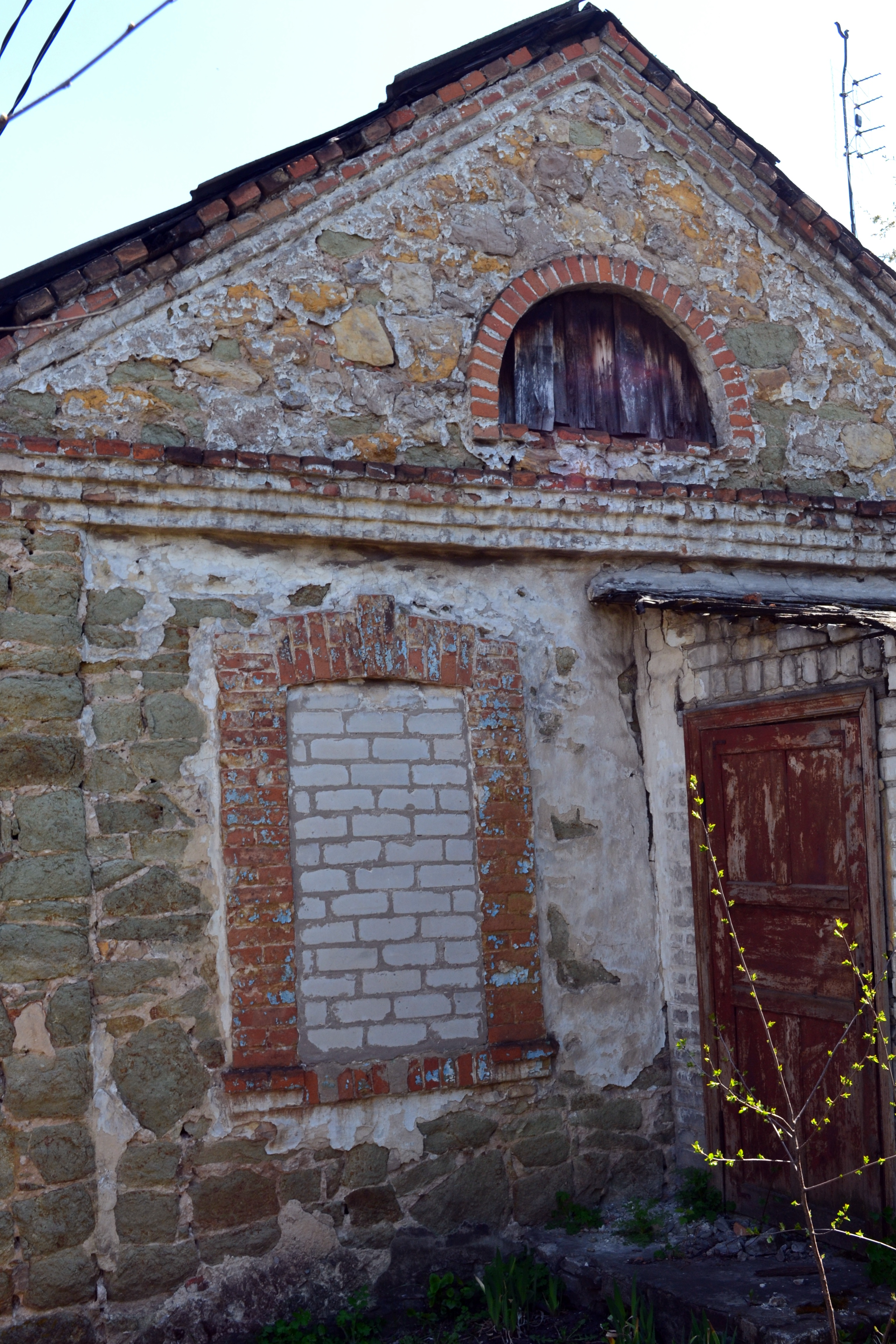
Будинки шахти
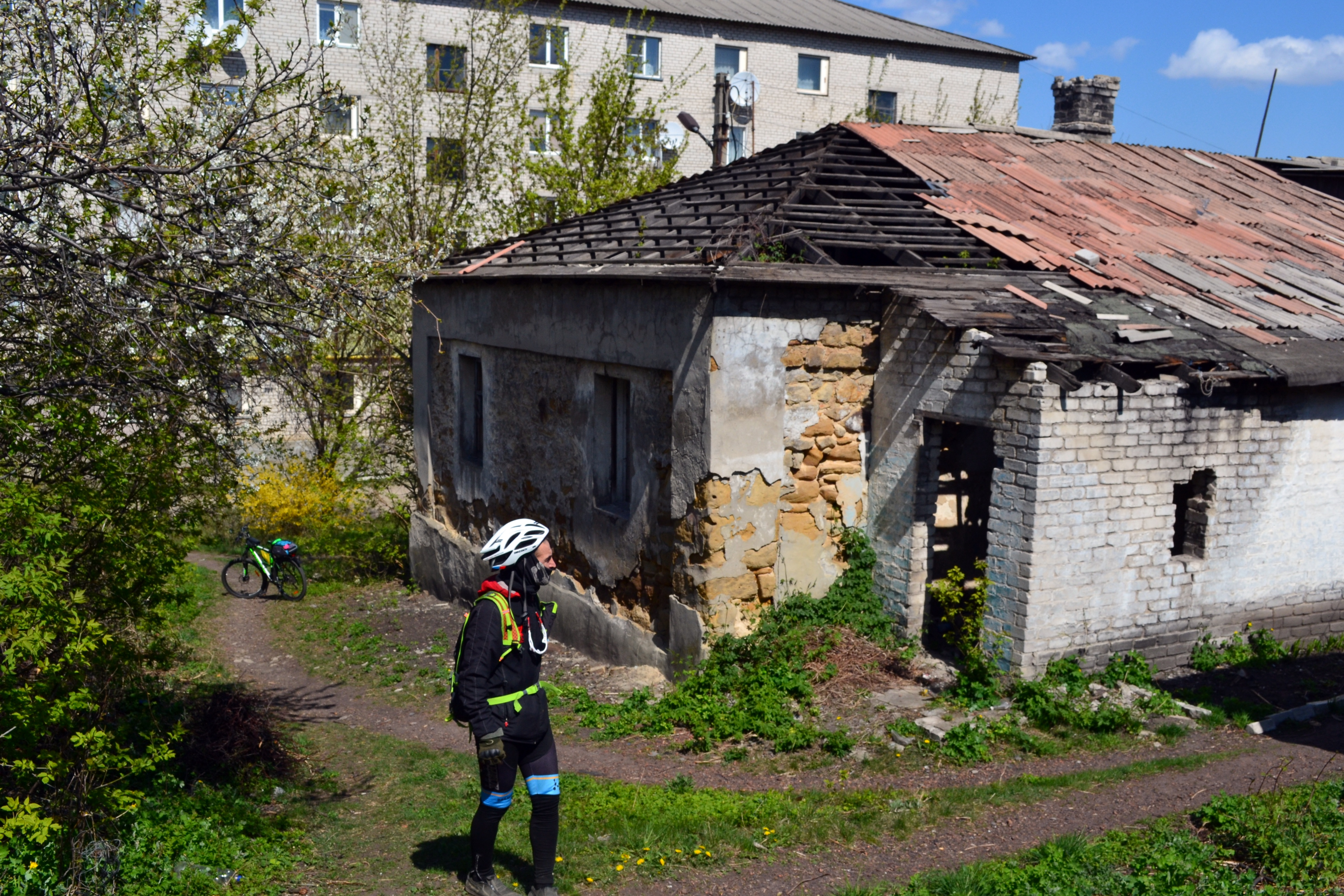
Будинки шахти

## Шахта Сєвєро-Донецька

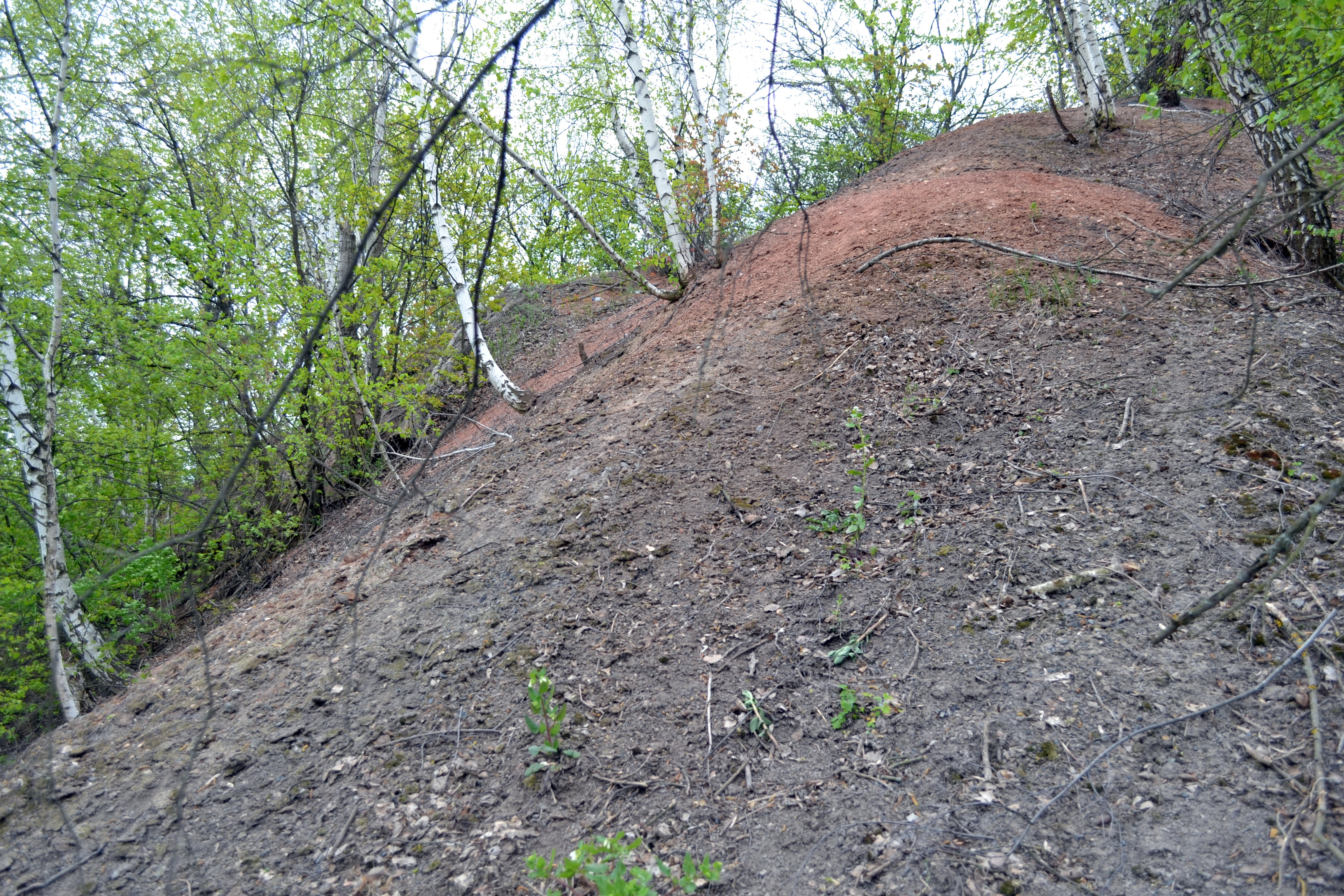
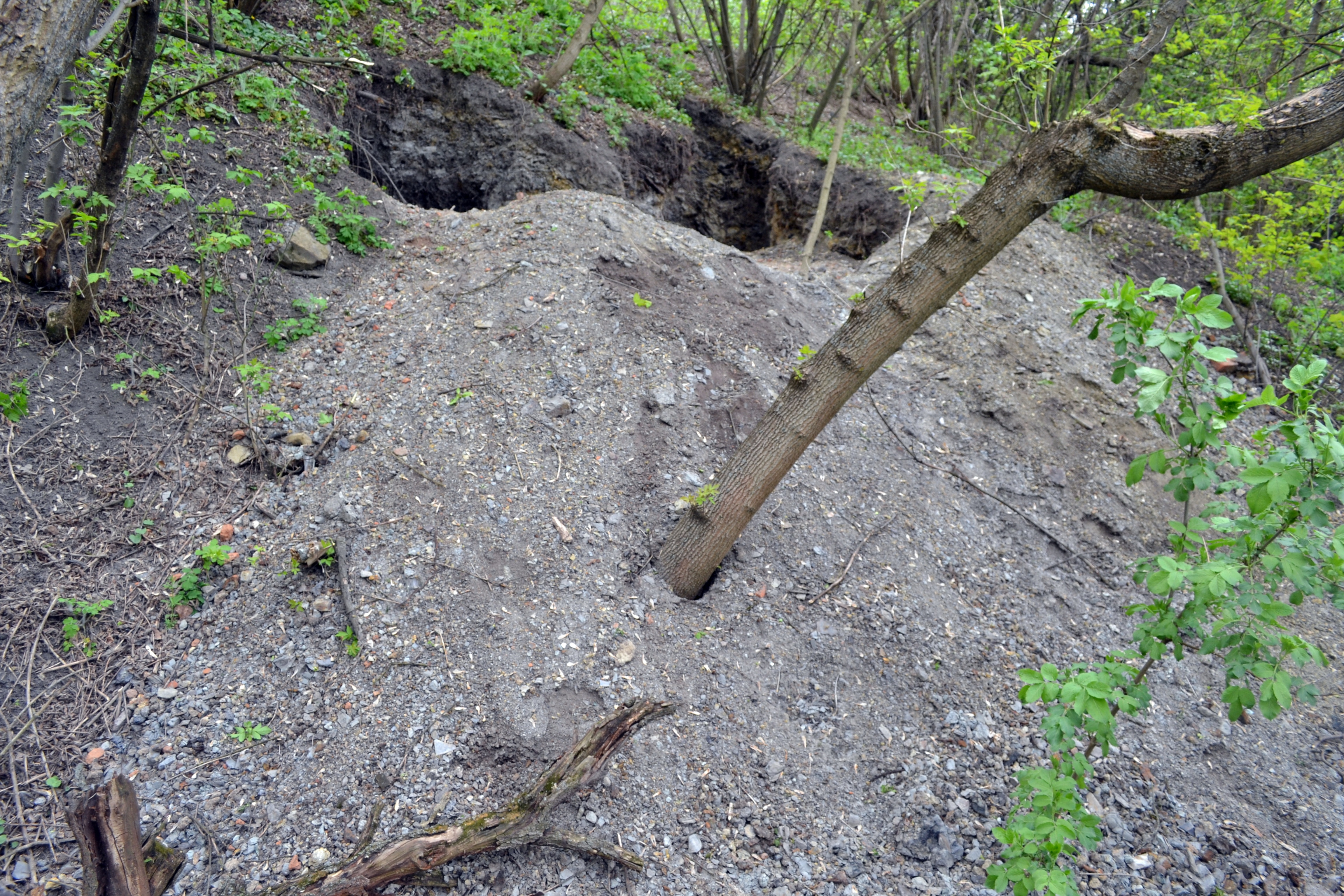
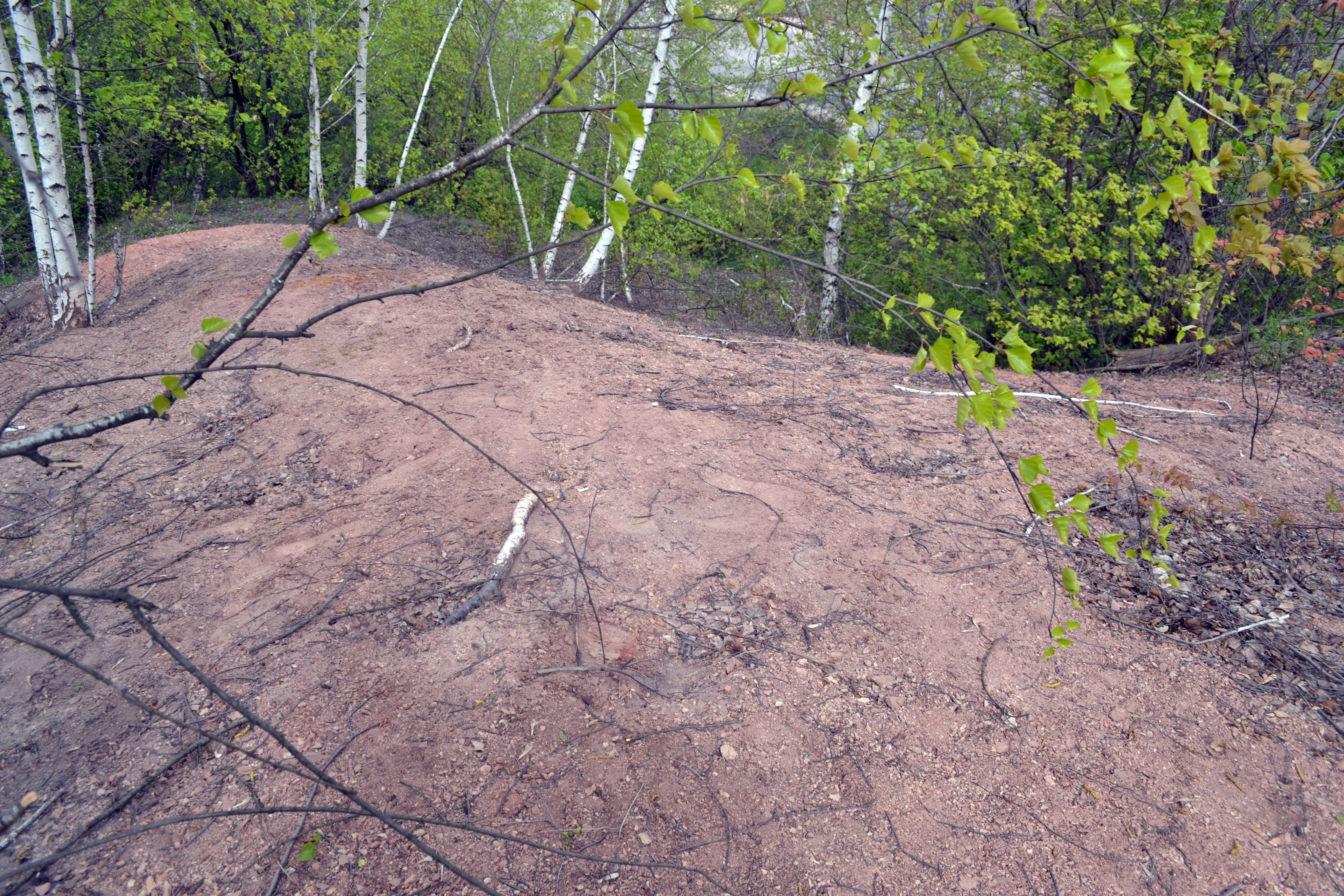

Роки існування: 1923-192х

## Шахта Сумського тов-а
Роки існування: 19хх-19хх

## Шахта Титова (Ванда)
Роки існування: 1912 - 1960
Шахта імені А. С. Титова (до 1924 р. - "Ванда", одна з трьох шахт Олександро-Дмитровського рудника).
На межі XIX і XX століть в Лисичанському гірському районі приватні особи і промислові компанії відкривають нові великі шахти. В 1898 році дружина генерал-майора Насвітевіча - М. П. Насветевіч надала дворянину Олександру Дмитровичу Іванову виключне право протягом тридцяти років вести розробки кам'яного вугілля на площі 153 десятини в її маєтку біля села РубіжноЇ. О. Д. Іванов створив акціонерне товариство «Александро-Дмитрівській копалень», яке було затверджено 14 листопада 1897 року. Цьому суспільству Іванов передав своє право на розробку кам'яного вугілля на вказаній ділянці. Правління акціонерного товариства знаходилося в місті Ревелі. Головою правління був А. А. Рубен, керуючим рудником - інженер Л. М. Беленко. Рудник відправляв видобуте вугілля через станцію Насвітевич.
Річна виробнича потужність рудника становила 10 млн пудів вугілля. На руднику діяло три вуглепідйомні машини загальною потужністю 215 кінських сил, шість парових котлів, три відцентрових насоса з електричними приводами і сім - з паровими, вентилятор з електроприводом, механічна сортування, електростанція з двома генераторами трифазного струму напругою 250 вольт, механічна майстерня з п'ятьма різними верстатами.
До шахти і селища з Сіверського Дінця був проведений водопровід, був свій цегляний завод, в 1912 році розпочато спорудження брикетної фабрики. Штат службовців рудника становив 10 чоловік, число робочих досягало 350 чоловік. Селище при руднику складалося з 9 будинків на 16 квартир для службовців, 15-ти казарм для робітників на 360 чоловік і 8 сімейних будинків на 42 квартири.
У селищі була своя лікарня, розрахована на одинадцять хворих, лікування яких здійснювали лікар і фельдшер.
Рудник складався з двох шахт, одна з них носила ім'я «Віра», друга - «Ванда». В 1911 році закладено третя шахта - «Центральна», розрахована на продуктивність 12 млн пудів на рік. 
У цьому районі близько приватних копалень виникло ще кілька шахтарських селищ. Пізніше вони разом з селищем Рубіжне та селищем заводу «Пролетарій» утворили місто Пролетарськ, який увійшов в середині 60-х до складу Лисичанська.
Після революції Олександро-Дмитриєвському руднику присвоєно ім'я більшовика Олександра Семеновича Титова, полеглого в боротьбі з білогвардійцями.
Шахтне поле розкрите вертикальними стволами, глибина головного ствола - 200 м. Максимальна глибина розробки - 320 м. Відпрацьовують пласти: k7, k8, l1, l4, l5, l6.
Входила в трест «Лисичанськвугілля».
Вугілля транспортувалось канатною дорогою до склозаводу Ливенгофського товариства (пізніше - "Пролетарій") та бремсбергом то залізничної станції Насвітевич.
Ось що пише газета "Всесоюзная кочегарка" №65 (1364) 22.03.1925 р. (рос.):

| От рудника Титова до ст. Насветевичево на расстоянии версты проложена линия, по которой производится подача угля с шахты на станцию. Рабочие, дежурящие по линии в ночное время, разводят громадные костры в 4-5 местах, снимая для этого с пробегающих вагонеток самый лучший уголь. На каждый костер уходит по 15-20 пудов угля в течение ночи. На линии имеются сторожевые будки, совершенно не отремонтированные, так что рабочие ими не пользуются и целую ночь греются у костра. |
Достеменно відомо що з 1945 р. по 1962 р. на шахті загинуло 10 гірників.
- Шахта ім.Титова. Архів оригіналу за 19 вересня 2020. Процитовано 27 березня 2020.(рос.)
- Гудковский Е.П. (1993). Музей под открытым небом «И память ожила...» (Фотоальбом). Шахты и рудники Донбасса. https://www.donmining.info. Архів оригіналу за 7 серпня 2020. Процитовано 1 квітня 2020. {{cite web}}: Зовнішнє посилання в |publisher= (довідка)(рос.)

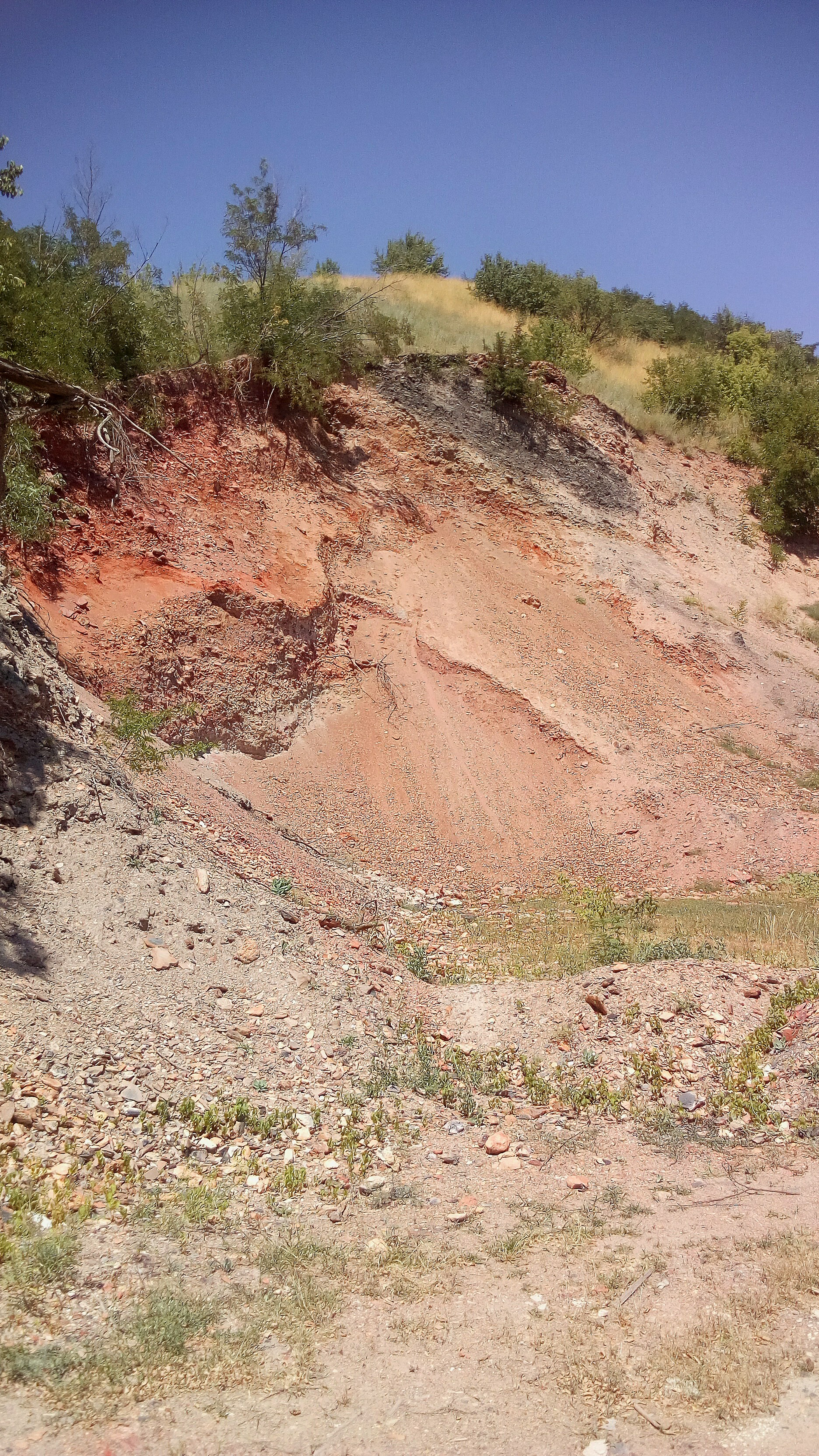
Терикон
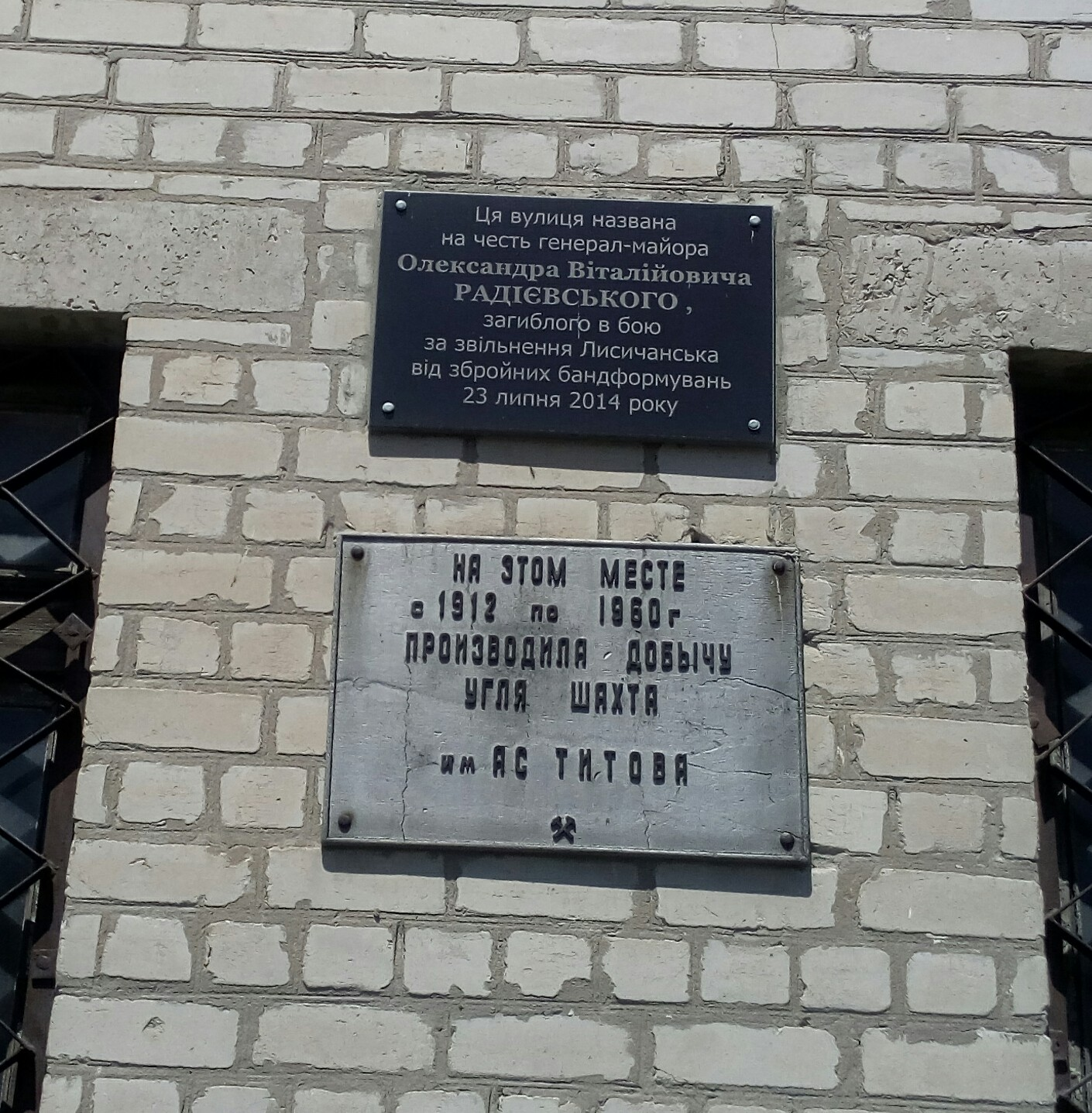
Меморіал
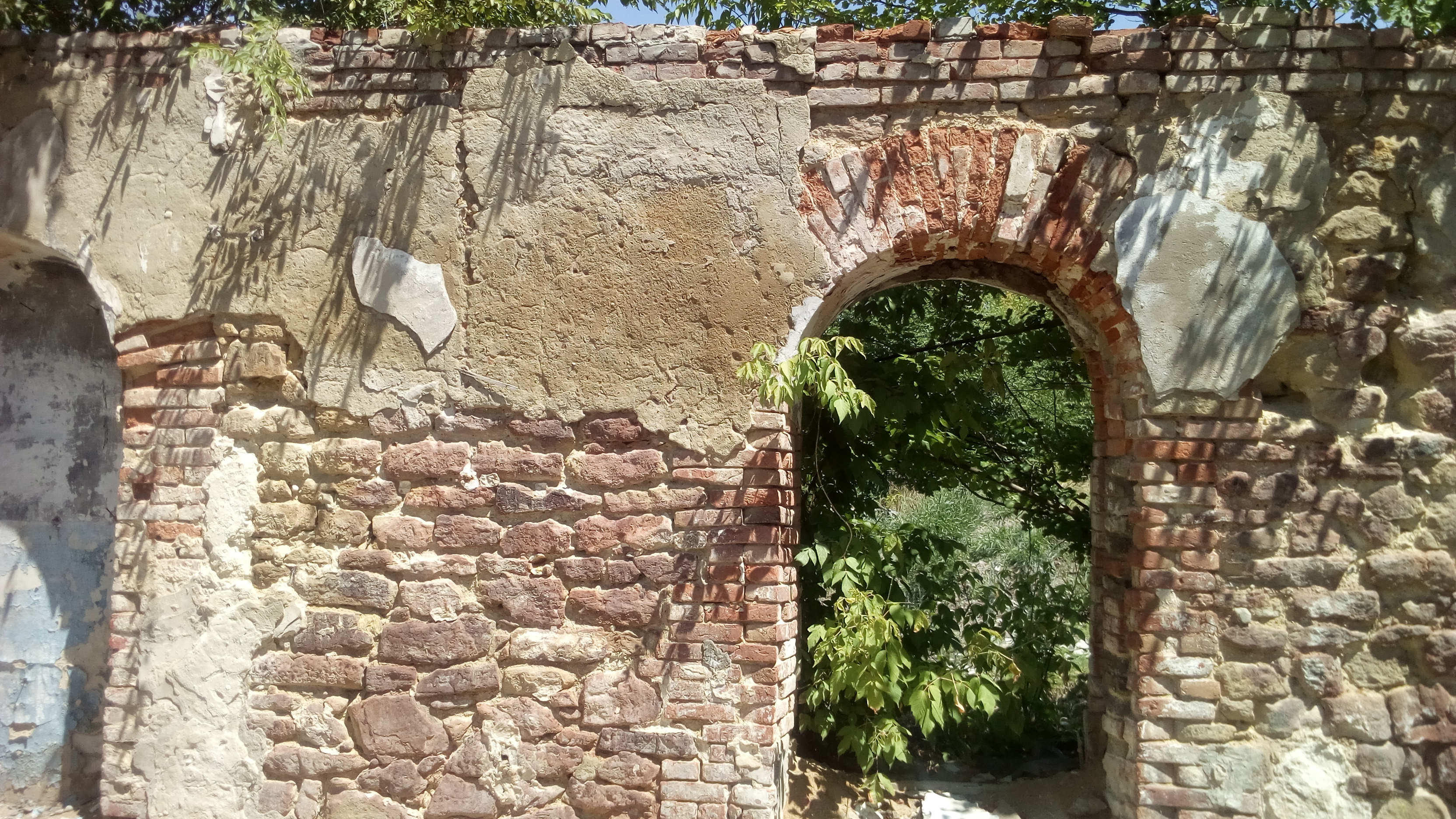
залишки будівель
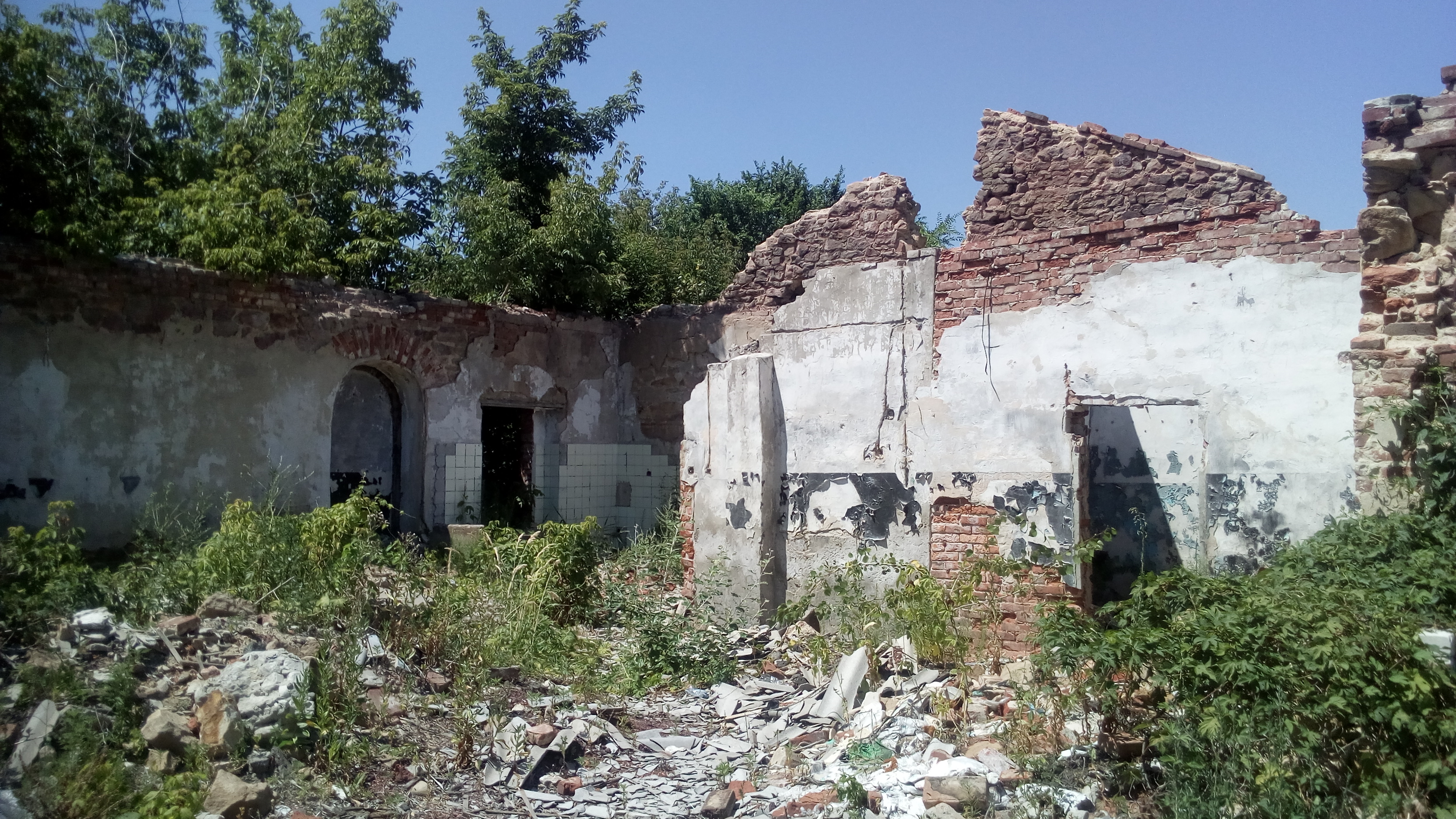
залишки будівель
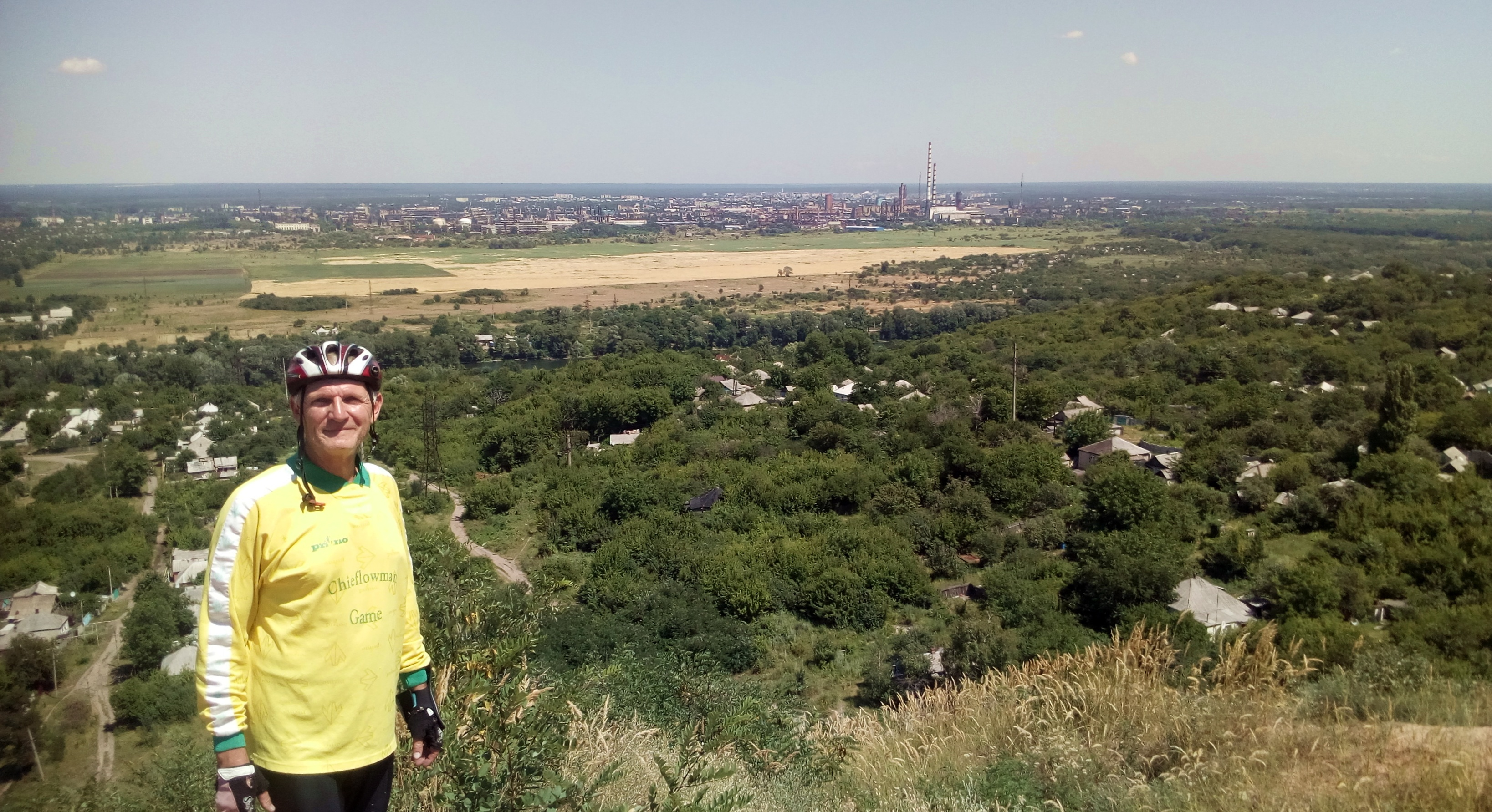
На териконі
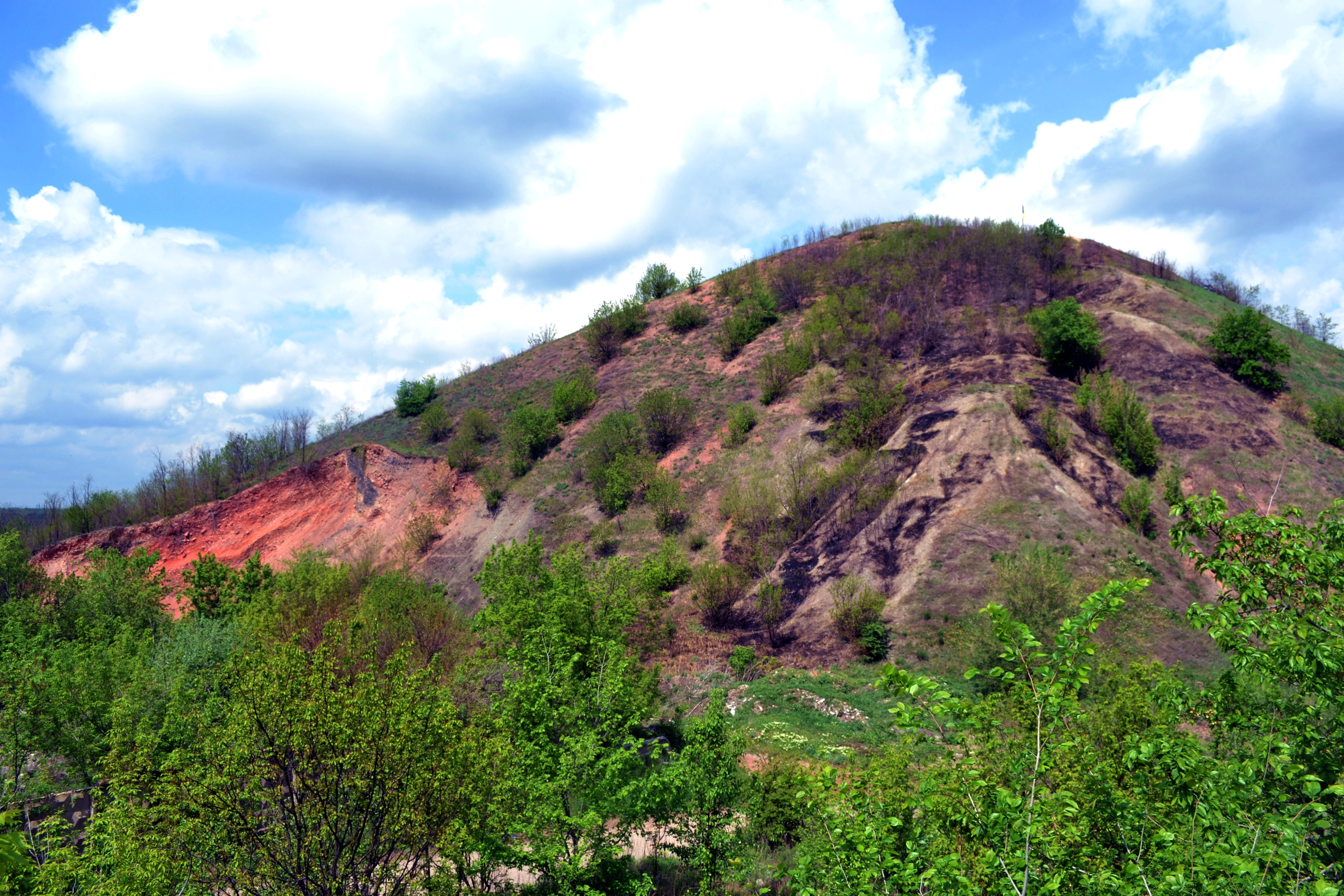
Терикон

## Шахта Томашевская-Північна
Роки існування: 19хх-19хх
Глибина основного стовбура м. Максимальна глибина м.
Пласти: K, L
Достеменно відомо з 1949 р. по 1964 р. на шахт загинуло 14 чоловік.
Згадки у ЗМІ 
- Американцы будут добывать метан в украинских шахтах. LB.ua. 5.08.2013.(рос.)

 Посилання 
- Терикон на мапі Google Maps

## Шахта Томашевська
Роки існування: 1921-1941
Глибина основного стовбура 80м. Максимальна глибина 200м.
Пласт: і3
- ГудковскийЕ.П. (1993). Музей под открытым небом «И память ожила...»(Фотоальбом). Шахты и рудники Донбасса. https://www.donmining.info. Архів оригіналу за 7 серпня 2020. Процитовано 1 квітня 2020. {{cite web}}: Зовнішнє посилання в |publisher= (довідка)(рос.)

 Посилання 
- Терикон на мапі Google Maps

## Шахта Томашевськая-Південна

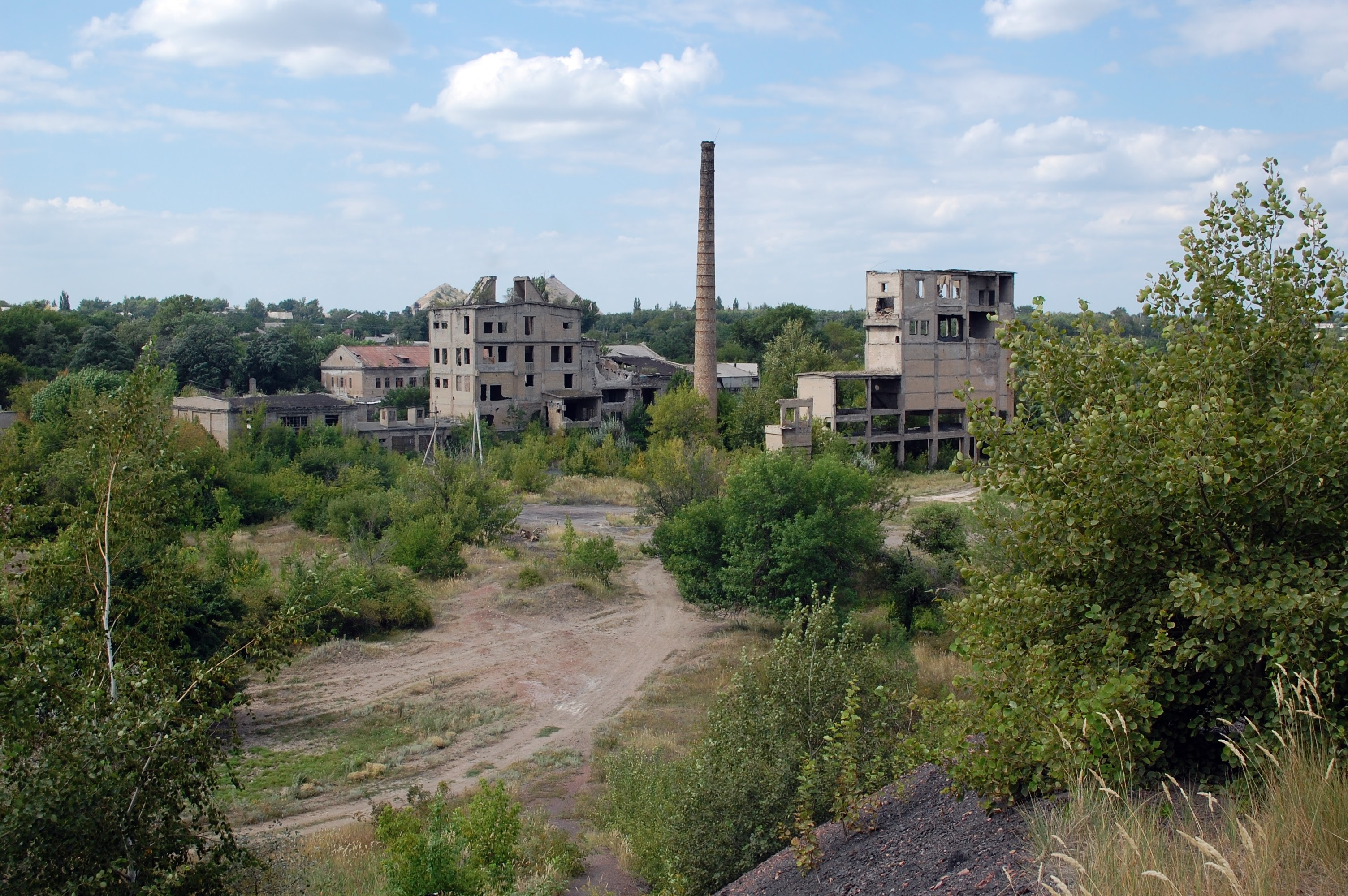
Шахта
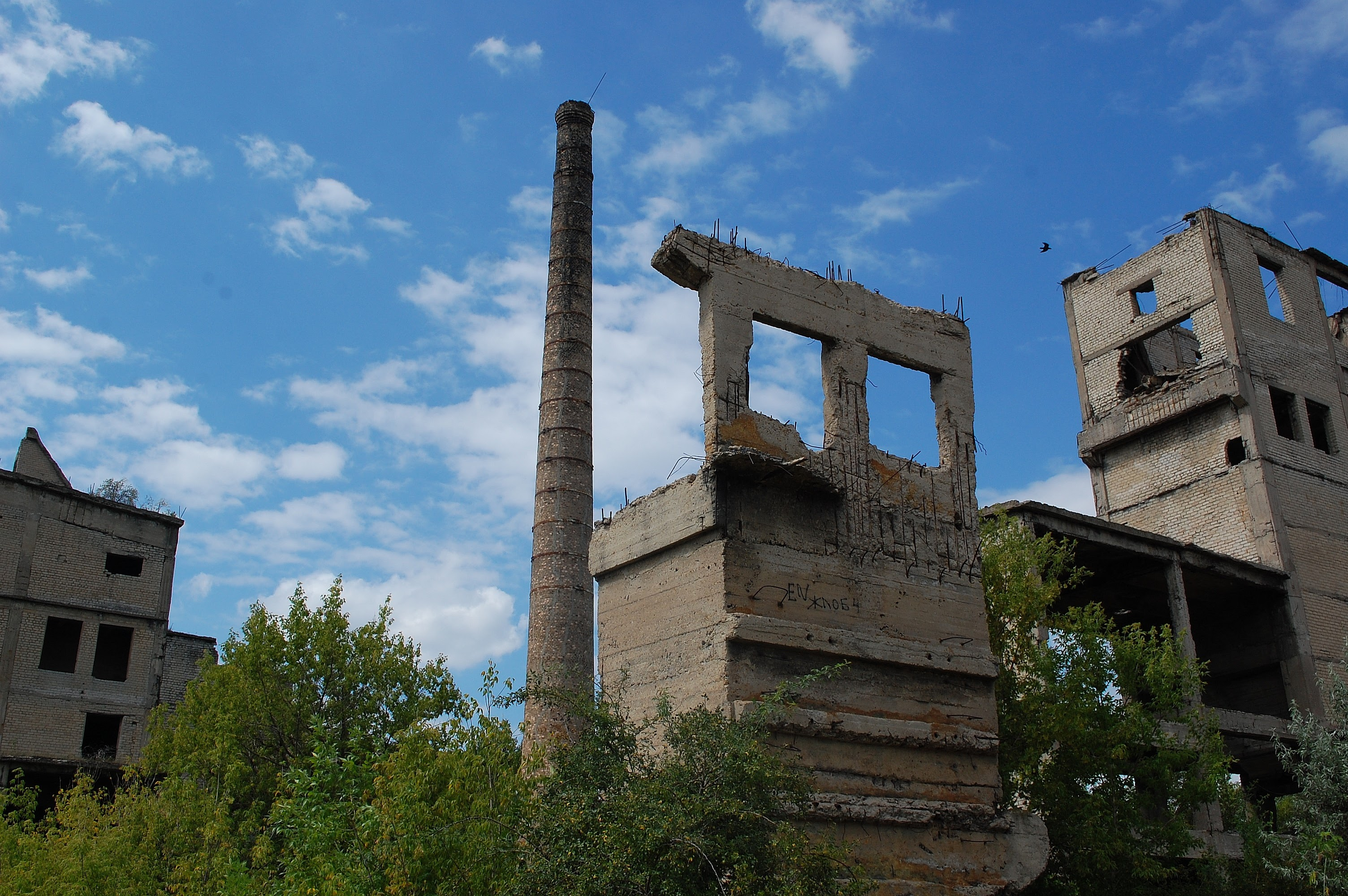
Шахта
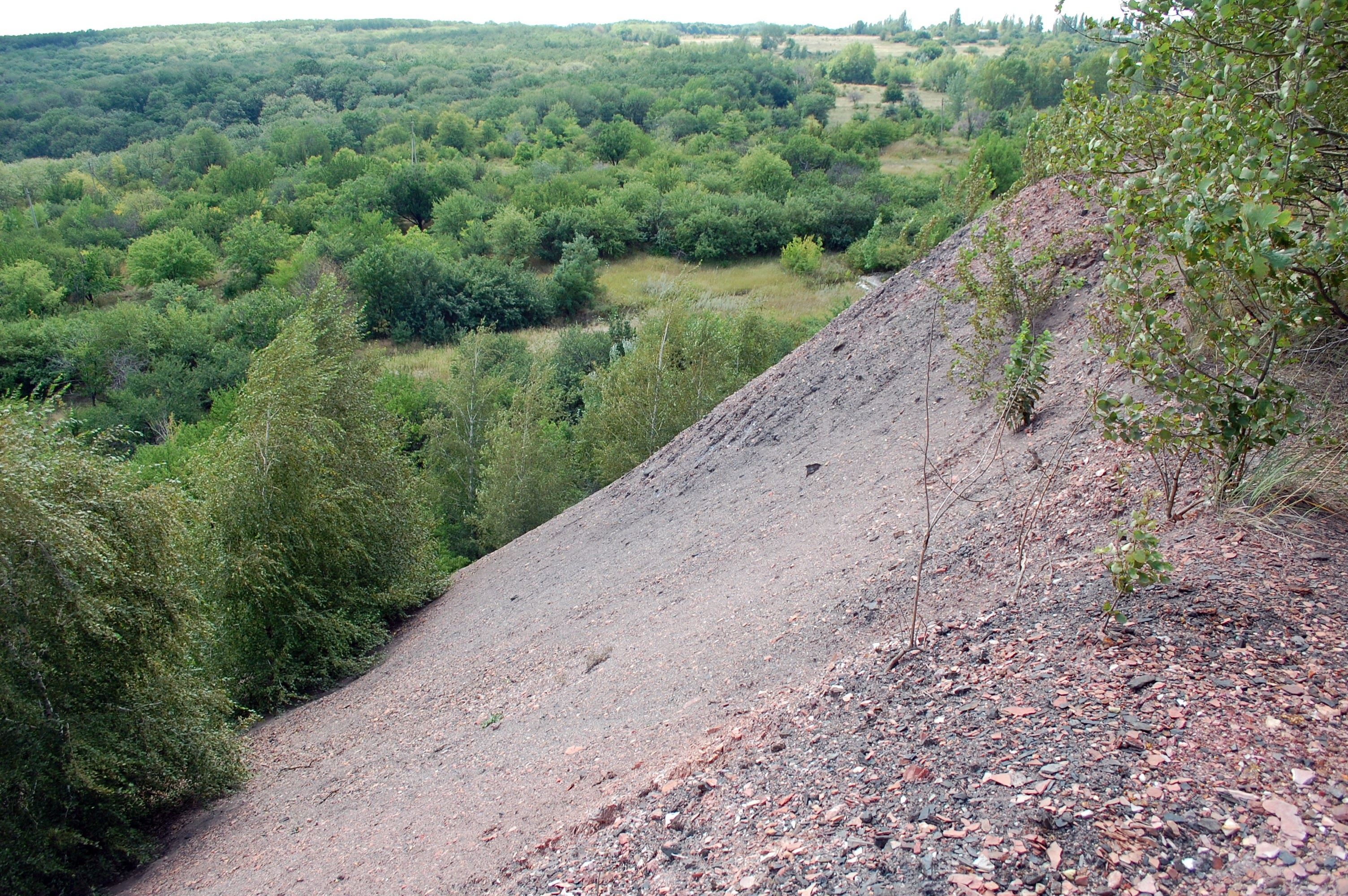
Терикон
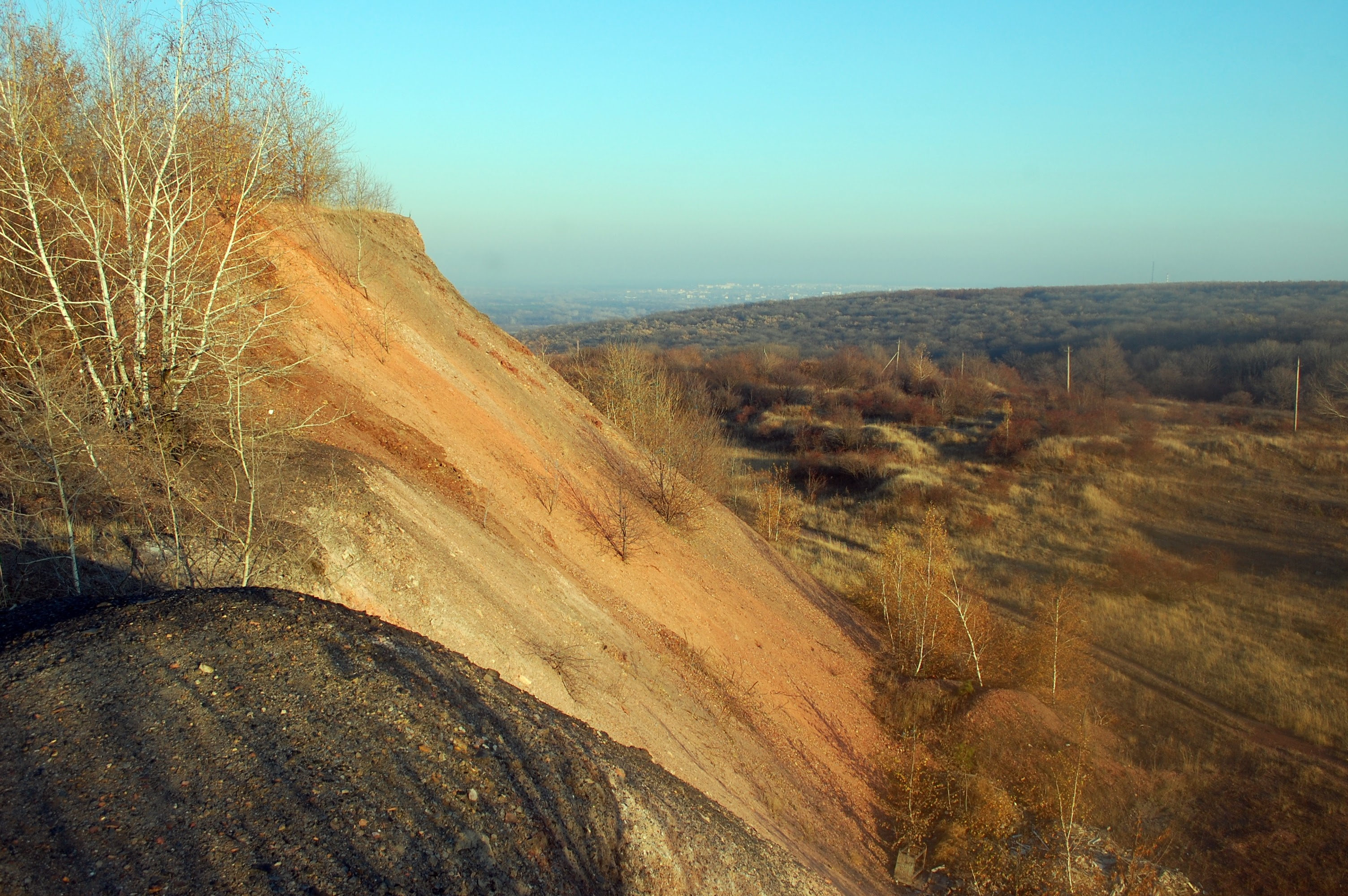
Терикон
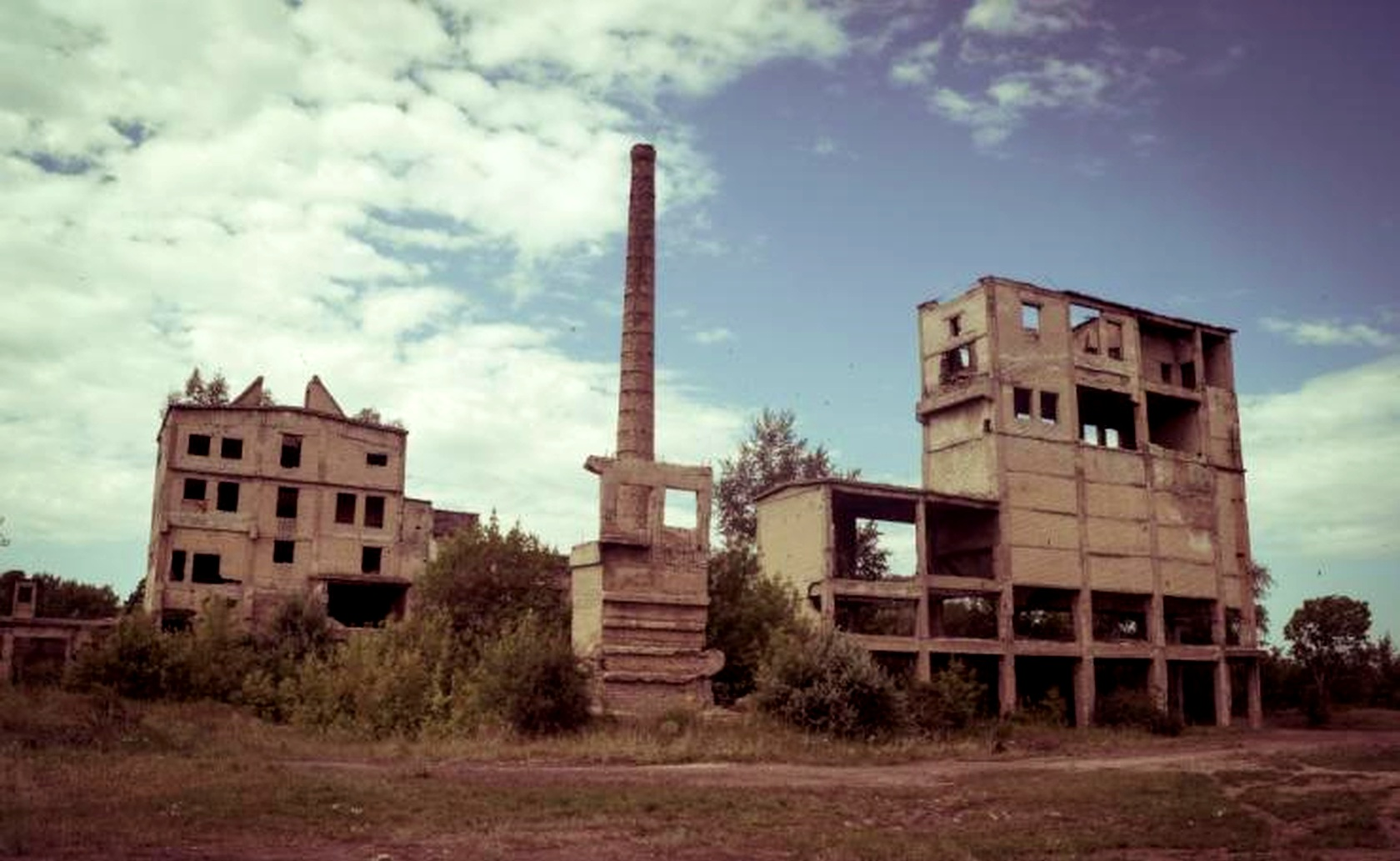

м.Новодружеськ. Роки існування: 1960-1975
Глибина основного стовбура 300м. Максимальна глибина 400 м.
Пласт: Н8
 Згадки 
- ГудковскийЕ.П. (1993). Музей под открытым небом «И память ожила...»(Фотоальбом). Шахты и рудники Донбасса. https://www.donmining.info. Архів оригіналу за 7 серпня 2020. Процитовано 1 квітня 2020. {{cite web}}: Зовнішнє посилання в |publisher= (довідка)(рос.)
- Американцы будут добывать метан в украинских шахтах. LB.ua. 05.08.2013.(рос.)

 Посилання 
- Терикон на мапі Google Maps
- на мапі Wikimapia

- Шахта
- Шахта
- Терикон
- Терикон

## Шахта Червоний Гірник
(Артель Красный Горняк) Залишилось лише селище Червоний Гірник.
Так в город Лисичанск включены: село Березово, поселки Зеленая роща, Дибровка, Красный горняк, Тракторовка, Стекольный завод.
- Терикон на мапі Google Maps

## Учбова штольня
- Учбова штольня. М.Кулишов. Шахти та рудники Донбасу. Архів оригіналу за 29 вересня 2020. Процитовано 1 квітня 2020.

## Шахта Центральна
В 1911 році закладено третя шахта - «Центральна», розрахована на продуктивність 12 млн пудів на рік. («Горно-Заводское дело», № 31, 1911 г., с. 1558)

## Шахта "Чорноморка"
Роки існування: 1926-2011
Входила в ВАТ «Лисичанськвугілля».
Розробка вугільних родовищ в районі шахти була почала ще наприкінці XVIII століття для потреб Чорноморського флоту. Пізніше в цих місцях працювало декілька приватних копалень (Горлово-Орловський рудника). Після подій 1917 року вони були націоналізовані. На їх базі в 1926 році пущена в експлуатацію шахта «Чорноморка».
Під час війни «Чорноморка» була зруйнована і відновлена тільки в 1947 р. Найвищого успіху відновлена шахта досягла в 1978 році, коли було піднято на-гора 709 тис. Тонн вугілля. Пізніше була перейменована в шахту ім. Радянської України. Історична назва до неї повернулося вже за часів незалежності України.
Гірничі роботи припинені в 2003 році. 11 листопада 2011 року завершено процедура ліквідації ДВАТ Шахта «Чорноморка».
Виробнича потужність 600 тис. Т. На рік, фактична - 630 т. На добу (1999). У 2003 році видобуто 65 тис. Т.
Шахта надкатегорійна за газом метаном і небезпечна по вибуховості вугільного пилу.
У 2000 році роботи велися на горизонтах 730, 825, 875. Відпрацьовувалися пласти l2, l4 потужністю 1,3-1,35 м, кути падіння 17-18 °. Видобувається вугілля марки Ж, балансові запаси на 2001 рік - 24,9 млн тонн, виробнича потужність (2001) - 500 тонн на рік, чисельність працюючих (1.01.2001) - 895 чол.
Достеменно відомо з 1947 р. по 1999 р. на шахт загинуло 38 гірників.
Останній загиблий на шахті - Архипов Геннадій Миколайович, ГРОЗ, 1999 р.
У листопаді 2011 року було вирішено питання завершення процедури ліквідації шахти «Чорноморка».(рос.)

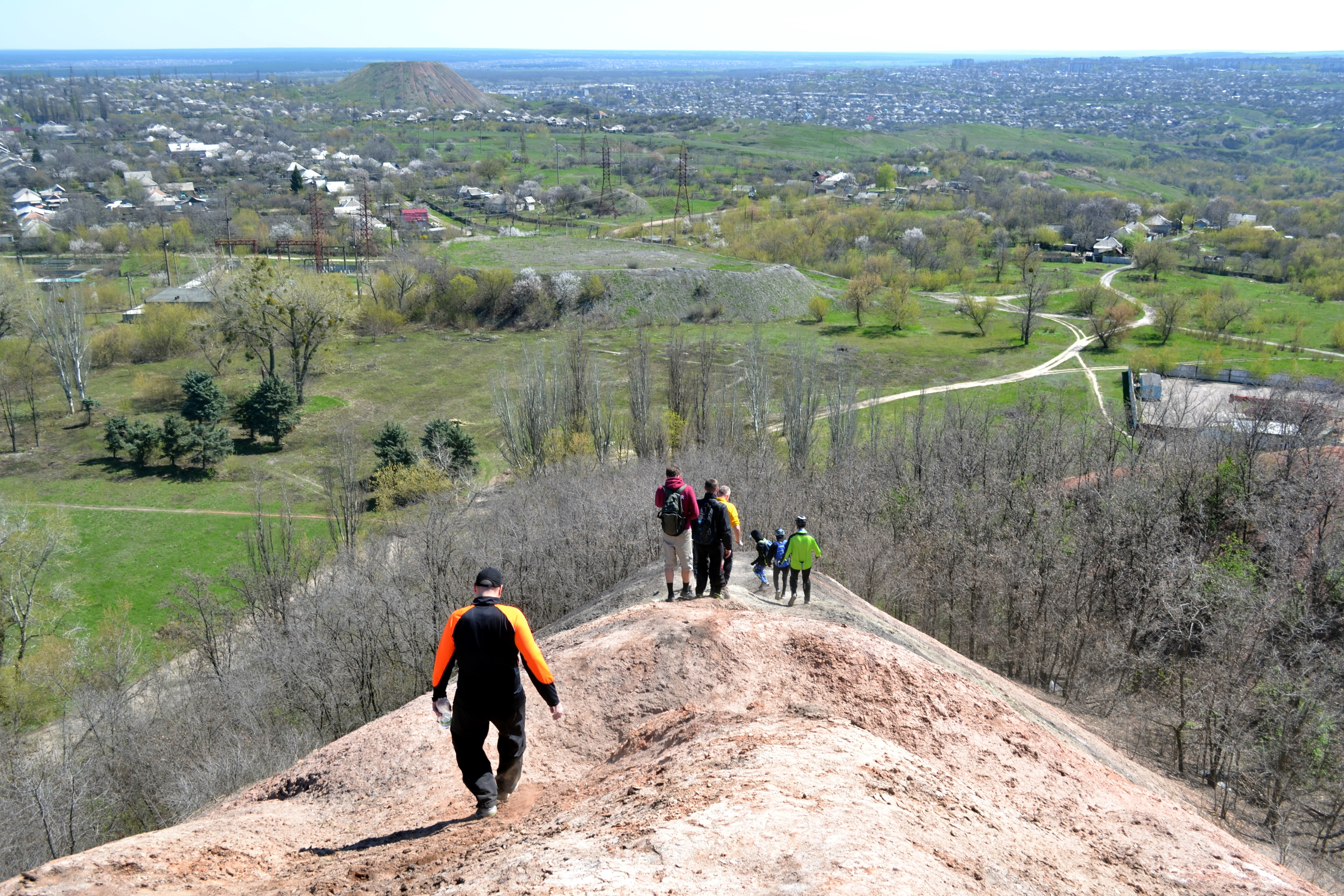
Терикон
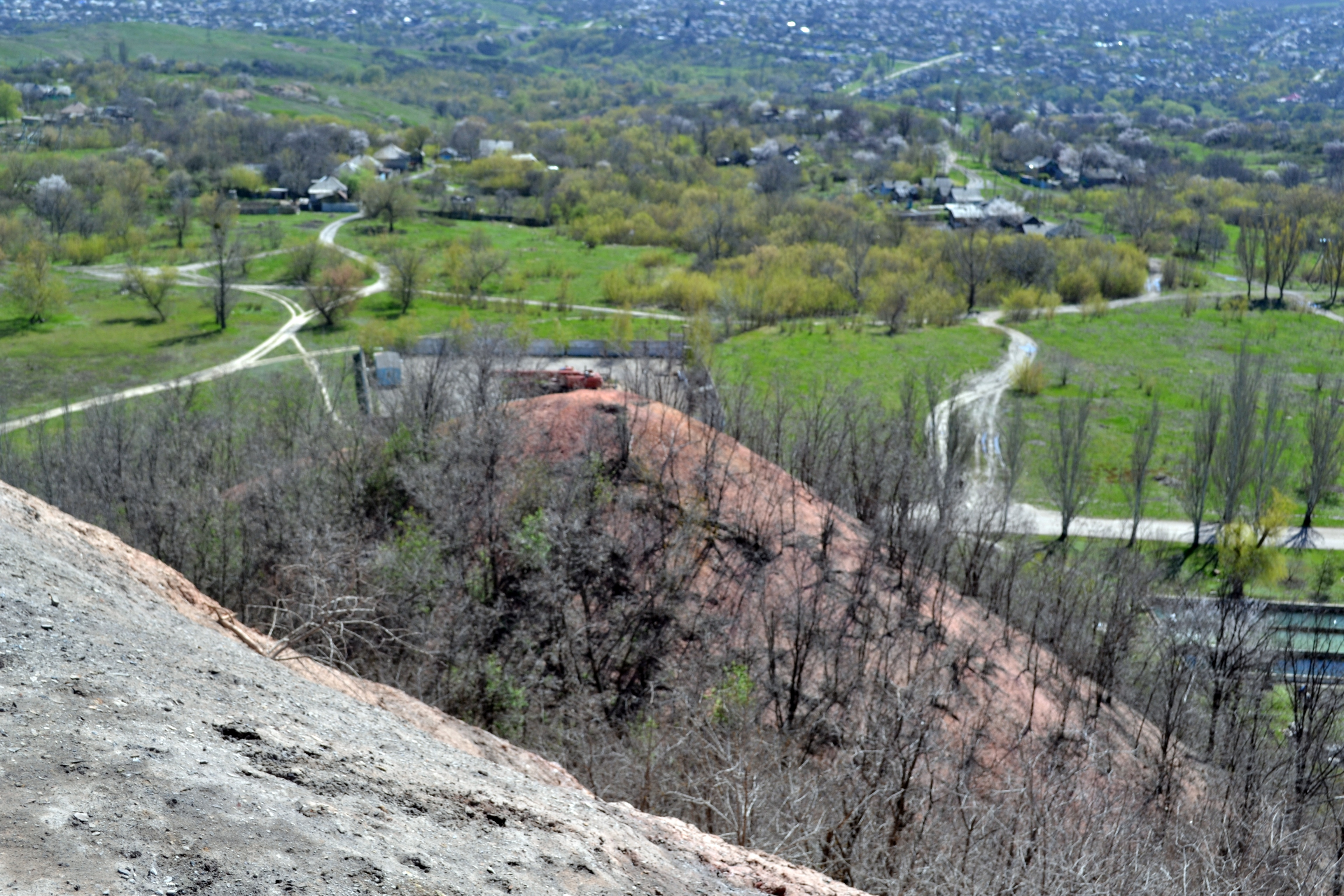
Терикон
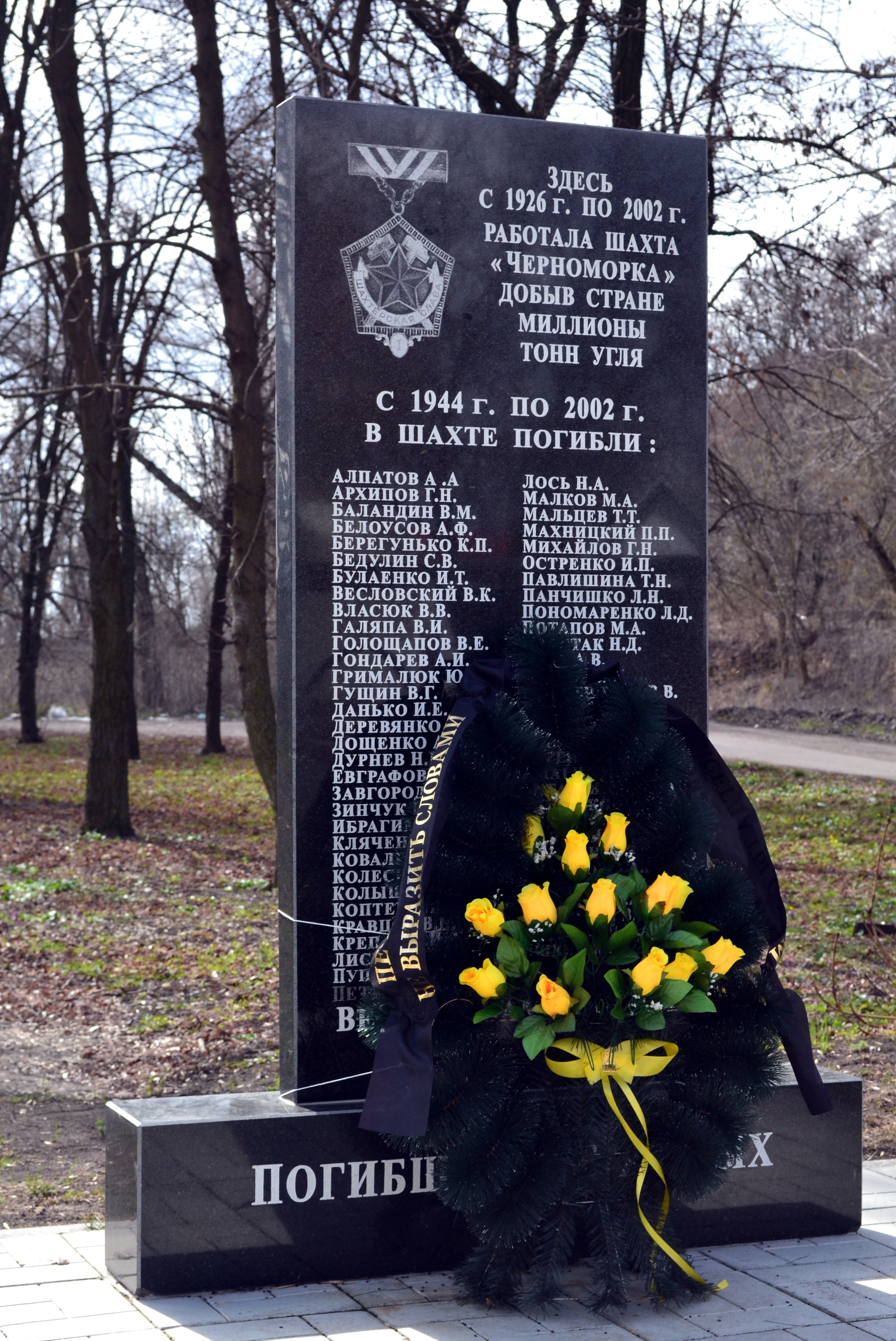
Меморіал
Меморіал
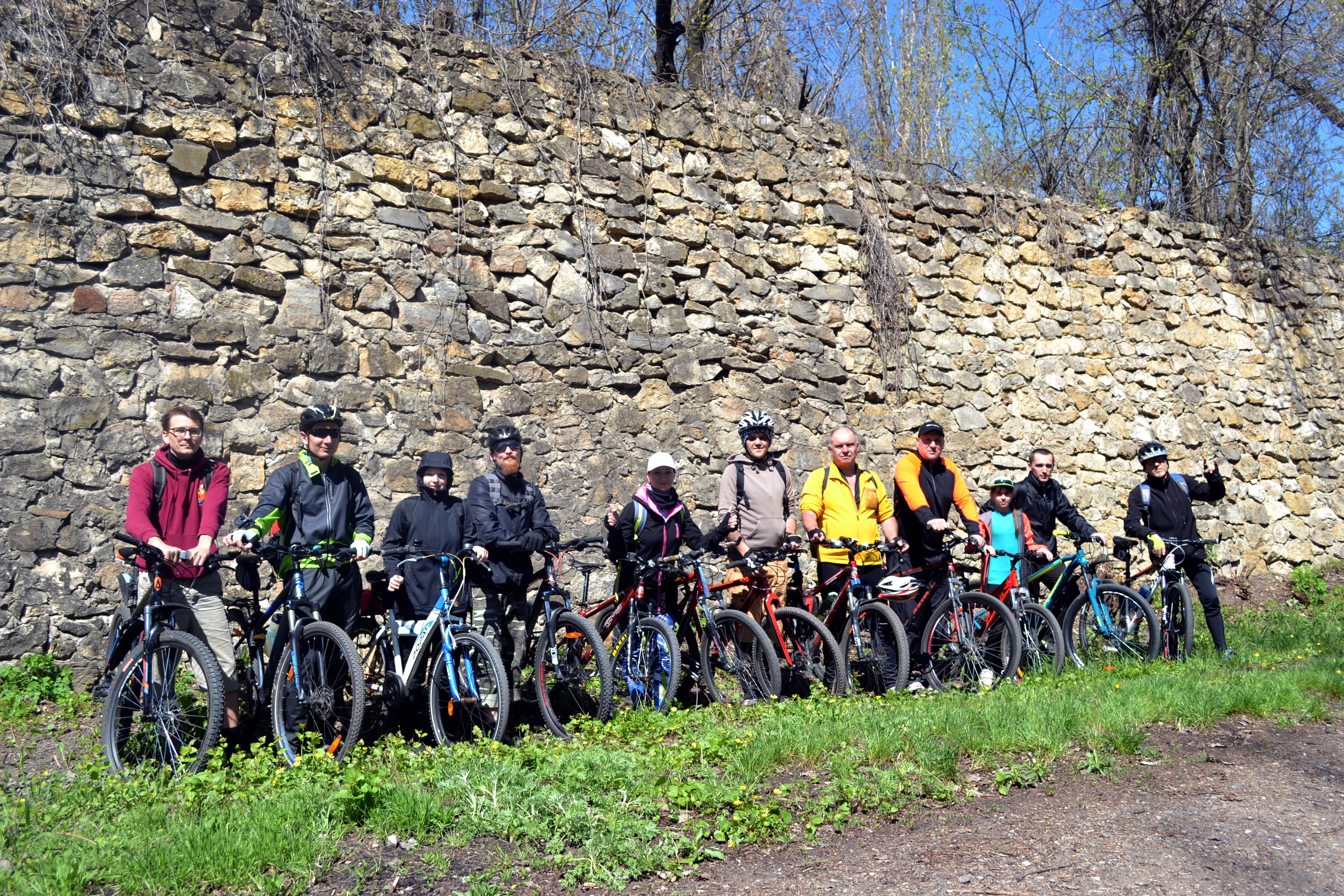
Під тереконом

## Копанкипоблизу Желатинового заводу

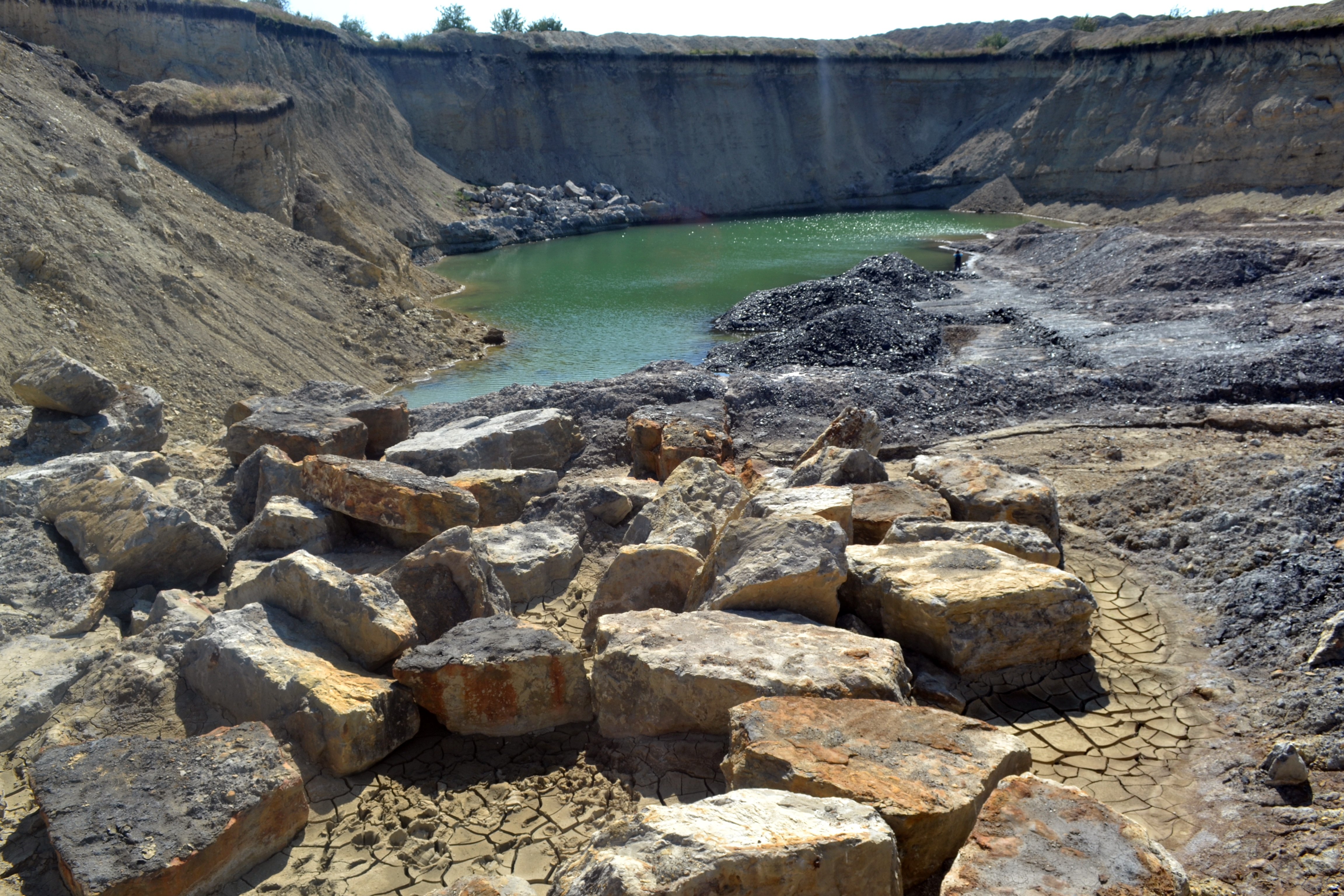
Копанки

- 22.04.2020 Колишня вугільна копанка у Лисичанську наповнилася водою. Суспільне Донбас
- 17.09.2018 Незаконная добыча угля в Лисичанске
- 16.08.2018 Масштабная нелегальная добыча угля на Луганщине поражает. „Голос Украины”(рос.)
- Суспільне Донбас: Сюжет від 27 черв. 2018 р.
- Суспільне Донбас: Сюжет від 13 груд. 2017 р.
- Суспільне Донбас: Сюжет від 13 груд. 2017 р.
- Беззаконие и разруха: украинский журналист показал видео из города на Донбассе [Архівовано 14 липня 2018 у Wayback Machine.]